# Läusekräuter
Die Pflanzengattung der Läusekräuter (Pedicularis) gehört zur Familie der Sommerwurzgewächse (Orobanchaceae). Sie umfasst etwa 600 Arten auf der Nordhalbkugel.

## Beschreibung

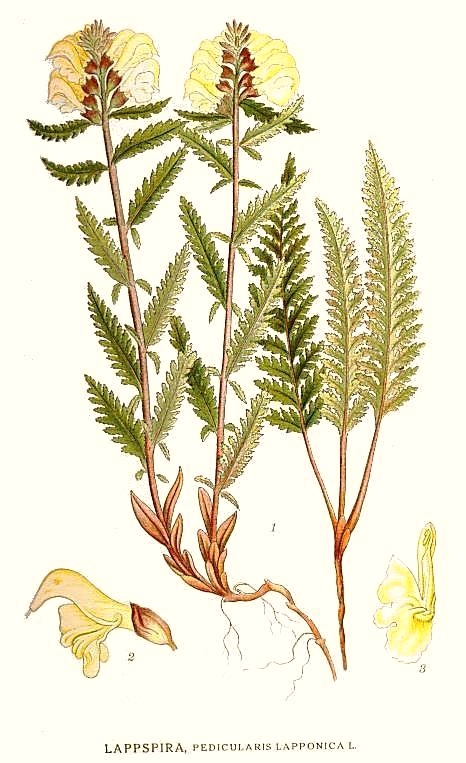
Illustration des Lappländischen Läusekraut (Pedicularis lapponica)

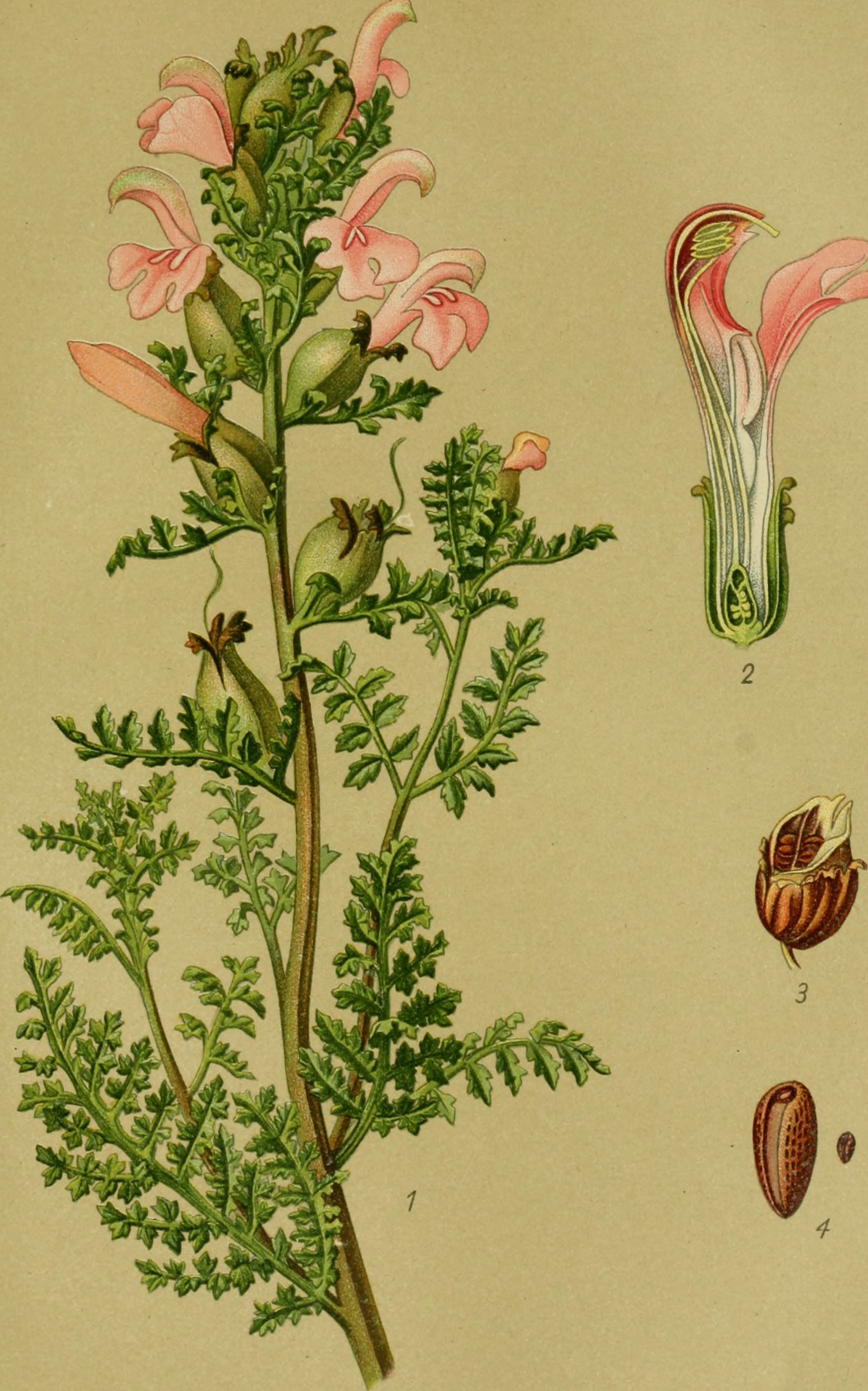
Illustration aus Die Giftpflanzen Deutschlands, 1910 von Sumpf-Läusekraut (Pedicularis palustris)

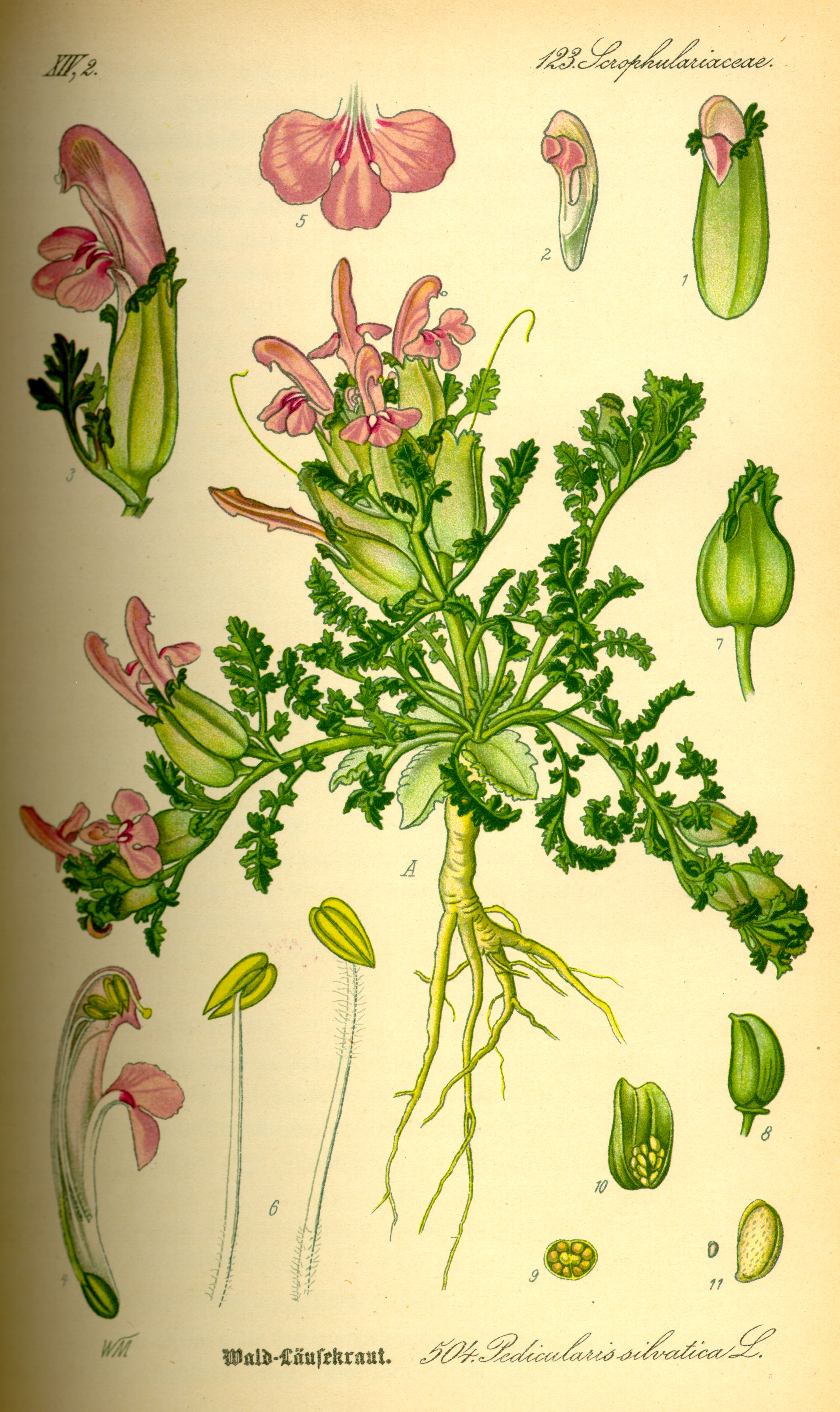
Illustration des Wald-Läusekraut (Pedicularis sylvatica)

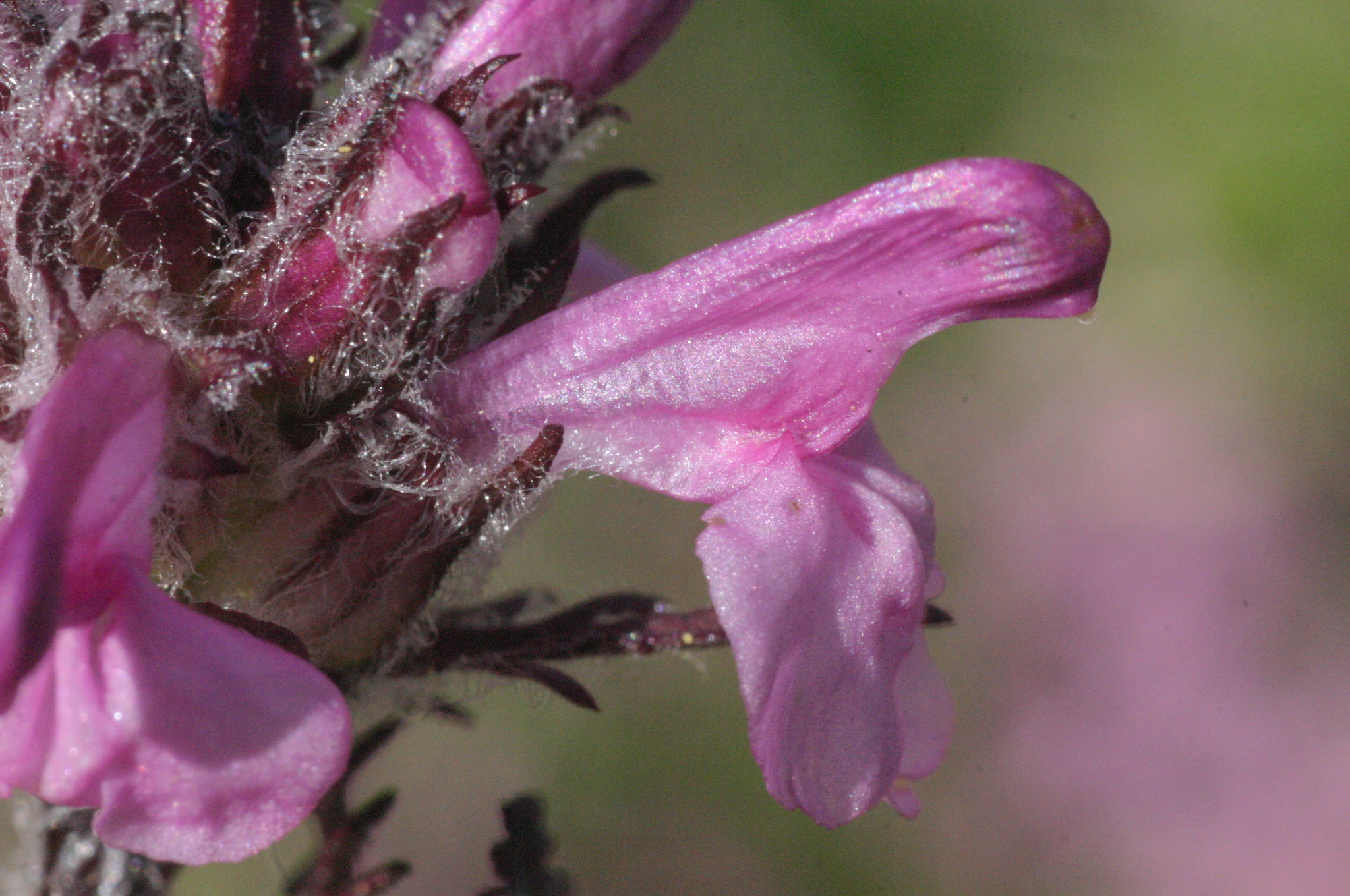
Zygomorphe Blüte des Rosafarbenen Läusekraut (Pedicularis rosea)

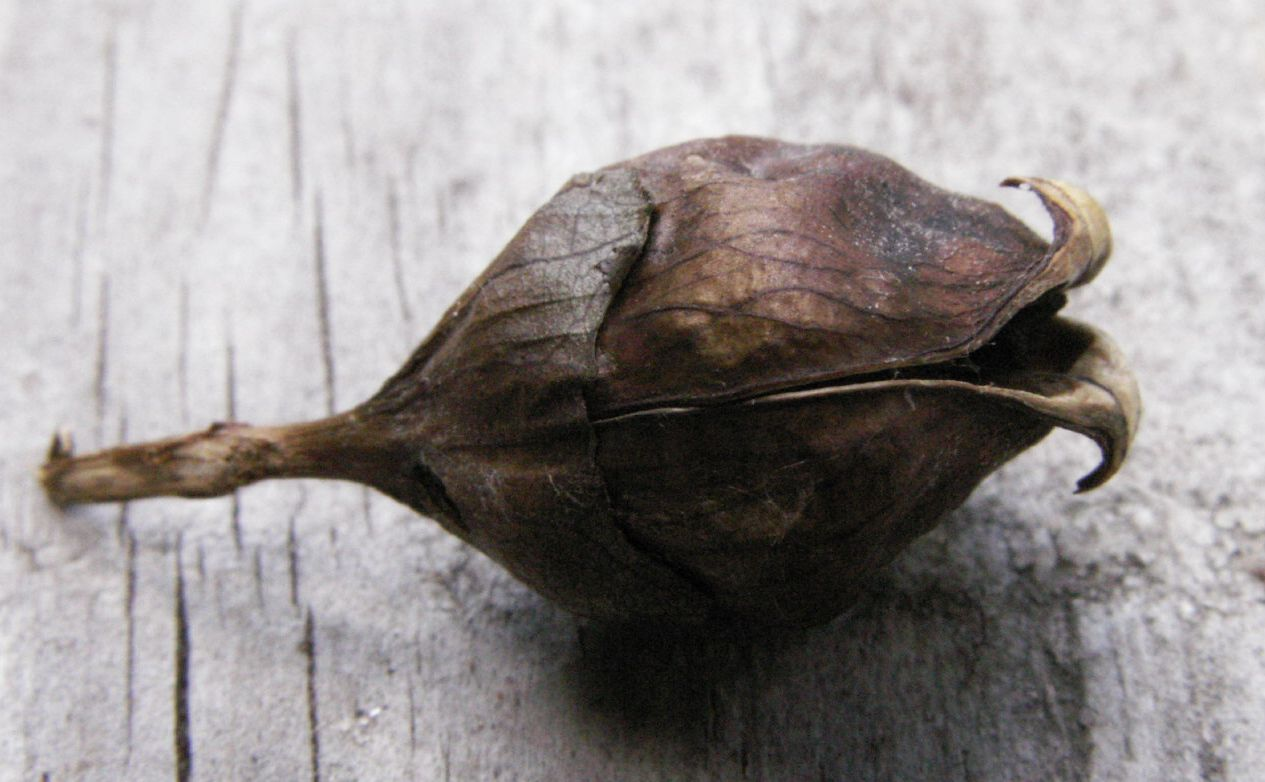
Reife Kapselfrucht des Karlsszepter (Pedicularis sceptrum-carolinum)

### Vegetative Merkmale
Läusekraut-Arten wachsen als ausdauernde oder einjährige, selten zweijährige krautige Pflanzen.
Die Laubblätter sind wechselständig, gegenständig oder in Wirteln am Stängel verteilt angeordnet. Die unteren Laubblätter sind meist lang gestielt und die oberen sind oft mehr oder weniger ungestielt. Die Blattspreiten sind meist fiederspaltig oder fiederteilig, selten einfach mit glattem oder gezähntem Rand.

### Generative Merkmale
Es ist ein endständiger Blütenstand vorhanden oder die Blüten stehen in den Blattachseln. Die Tragblätter sind meist laubblattähnlich.
Die zwittrigen Blüten sind zygomorph und besitzen eine doppelte Blütenhülle. Die Kelchblätter sind röhrig bis glockenförmig verwachsen; der Kelch ist oft mehr oder weniger zweilippig und meist tief in selten zwei- bis meist fünf Kelchzähne gespalten. Die purpurfarbenen, roten, gelben oder weißen Kronblätter sind verwachsen; die Krone ist stark zweilippig. Bei den meisten Arten sind die Blütenkronen leicht schraubig und etwas zur Seite aus der Mittellinie verdreht, und zwar von vorn betrachtet nach links. Die Oberlippe umhüllt kapuzenartig die Staubbeutel, ist seitlich zusammengedrückt, gerundet oder gestutzt und endet in Zähnen oder einem Schnabel. Die drei Kronlappen der Unterlippe sind meist ausgebreitet und im Knospenstadium außerhalb der Oberlippe. Es sind vier Staubblätter vorhanden. Die Staubfäden sind kahl oder flaumig behaart und die Staubbeutel können eine Stachelspitze besitzen. Die Narben sind kopfig.
Die fachspaltigen (= lokuliziden) Kapselfrüchte können etwas zusammengedrückt wirken und enthalten viele Samen. Die Samen besitzen eine netzartige oder gerippte Oberfläche.

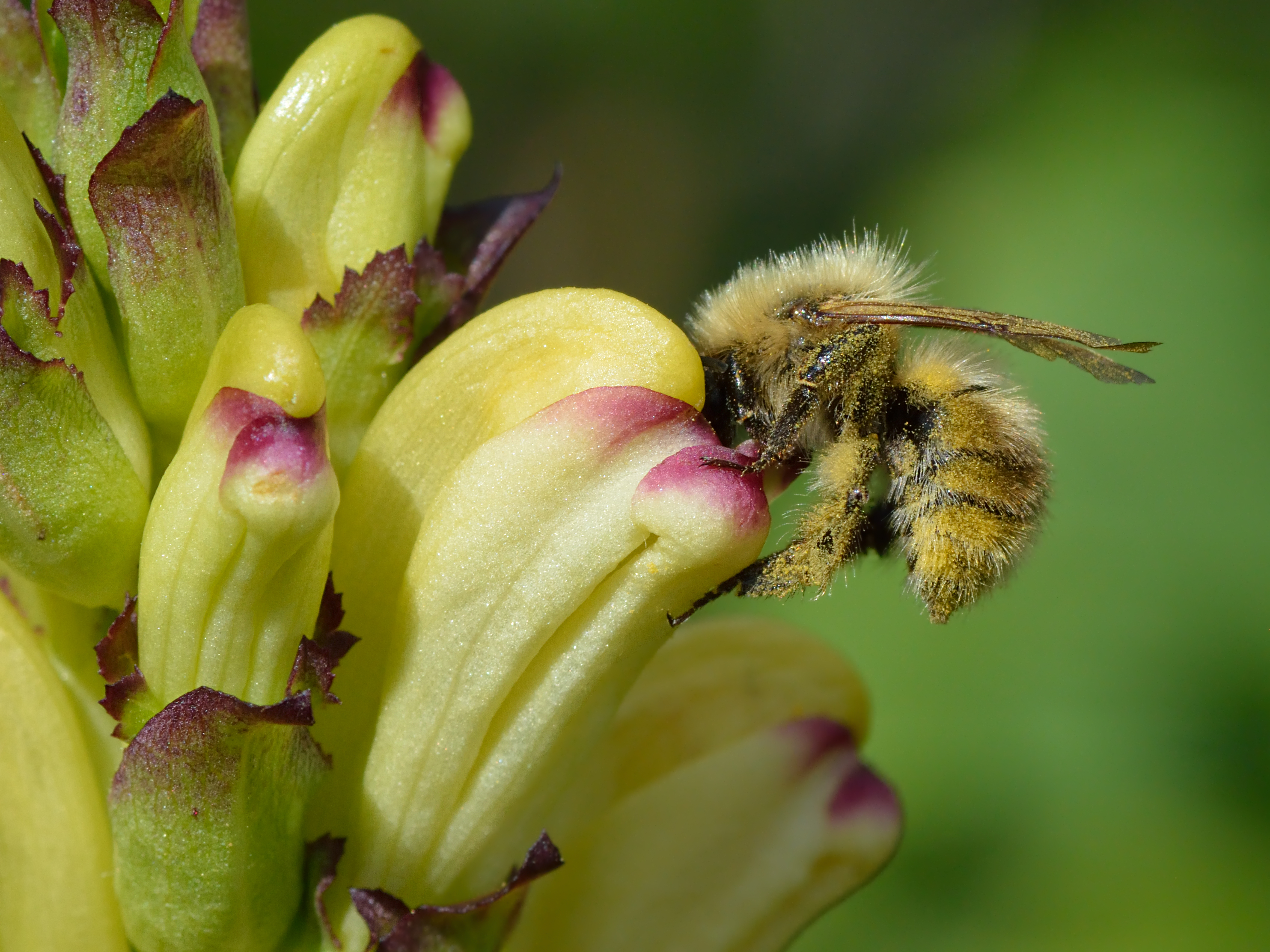
Bestäubung des Karlsszepter (Pedicularis sceptrum-carolinum) durch Bombus schrencki

## Ökologie
Alle Läusekraut-Arten sind Halbschmarotzer, die mit Saugorganen (Haustorien) den Wurzeln von Wirtspflanzen Wasser und Nährsalze entziehen. Die Pflanzen können deshalb auch auf trockenen Standorten gedeihen, obwohl sie selbst keinen Verdunstungsschutz entwickelt haben. Einmal abgepflückt, verwelken Läusekräuter schnell.
Alpine Läusekraut-Arten sind völlig an Hummeln als Bestäuber angepasst.

## Giftigkeit
Läusekrautpflanzen schmecken brennend scharf und riechen unangenehm, daher werden sie vom Weidevieh gemieden. Der Verzehr soll Darmentzündungen und Blutharnen verursachen.
Alle Pflanzenteile, vor allem die Samen, sind durch Aucubin giftig.

## Systematik und Verbreitung
Die Gattung Pedicularis wurde 1753 durch Carl von Linné in Species Plantarum, 2, Seite 607–610 aufgestellt. Als Lektotypusart wurde 1930 Pedicularis sylvatica L. durch Francis Whittier Pennell in Proceedings of the Academy of Natural Sciences of Philadelphia., Volume 82, Seite 18 festgelegt. Ein Synonym für Pedicularis L. ist Pediculariopsis Á.Löve & D.Löve.
Die Gattung Pedicularis gehört zur Familie der Orobanchaceae; früher wurde sie der Familie der Scrophulariaceae zugeordnet.
Die Gattung Pedicularis ist in den kalten und alpinen Gebieten der Nordhalbkugel weitverbreitet. In China kommen 352 Arten vor, 271 davon nur dort. Das Zentrum der Artenvielfalt mit den meisten Arten befindet sich in den Bergen des südwestlichen Chinas.

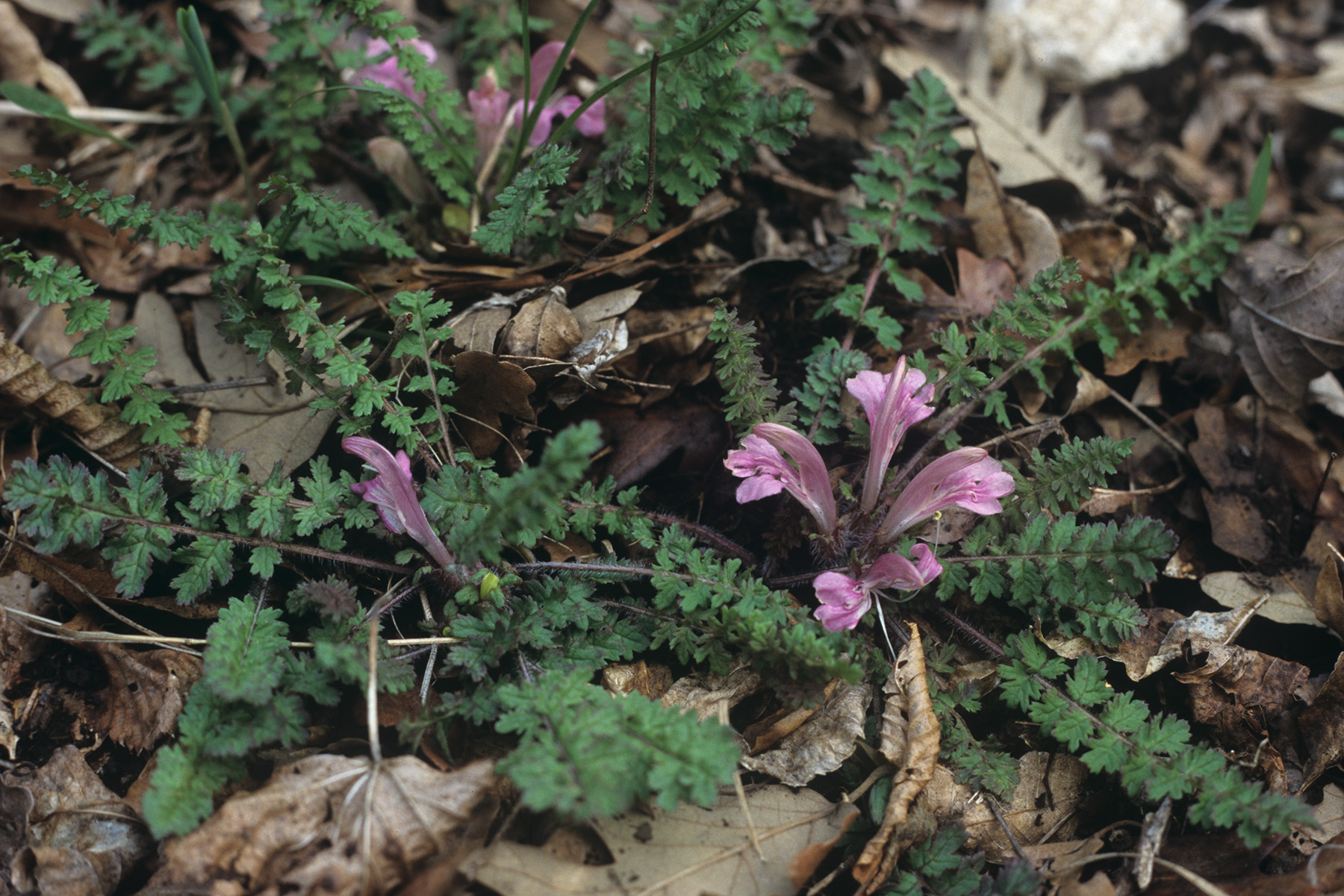
Stängelloses Läusekraut (Pedicularis acaulis)

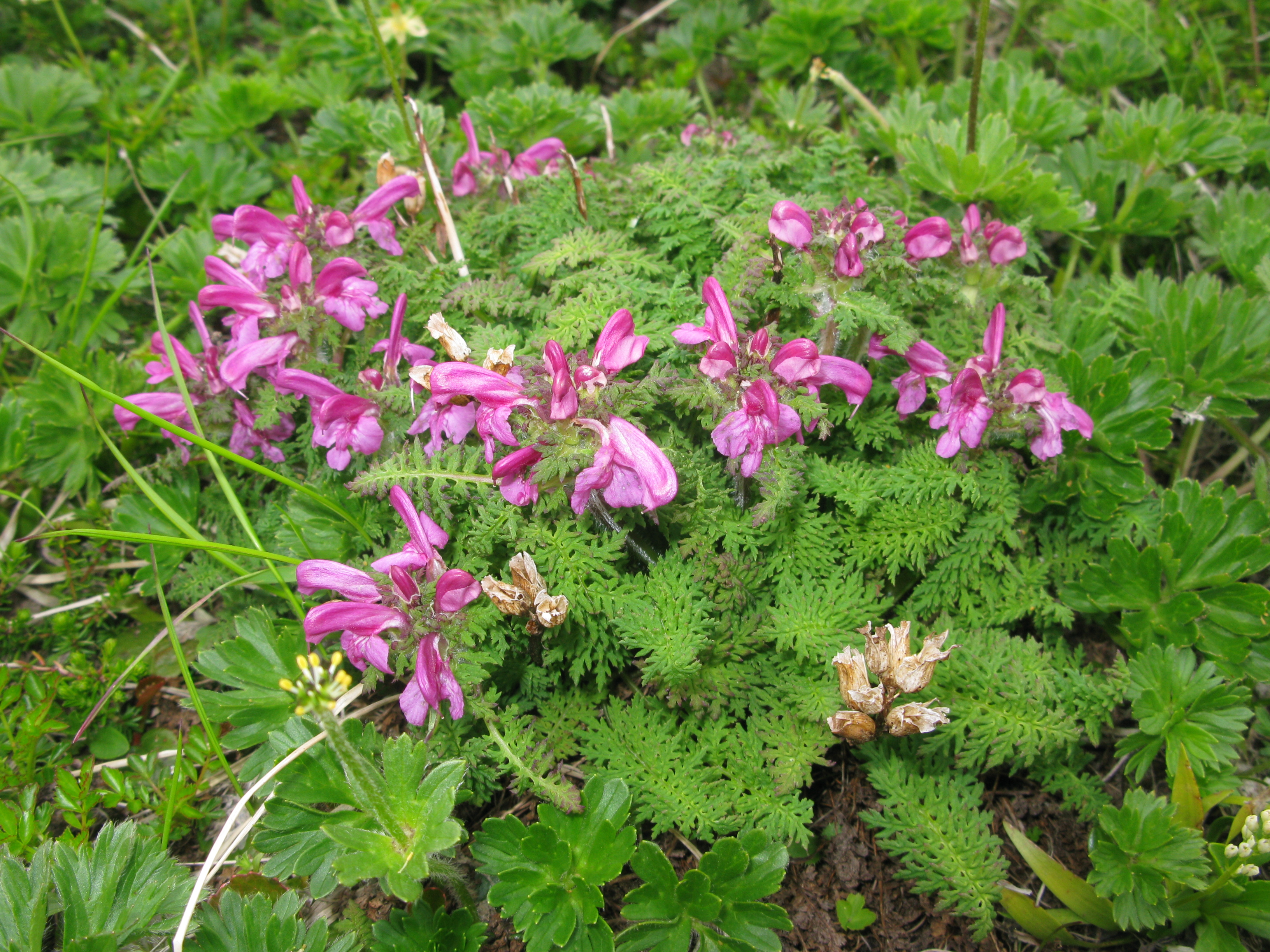
Pedicularis apodochila

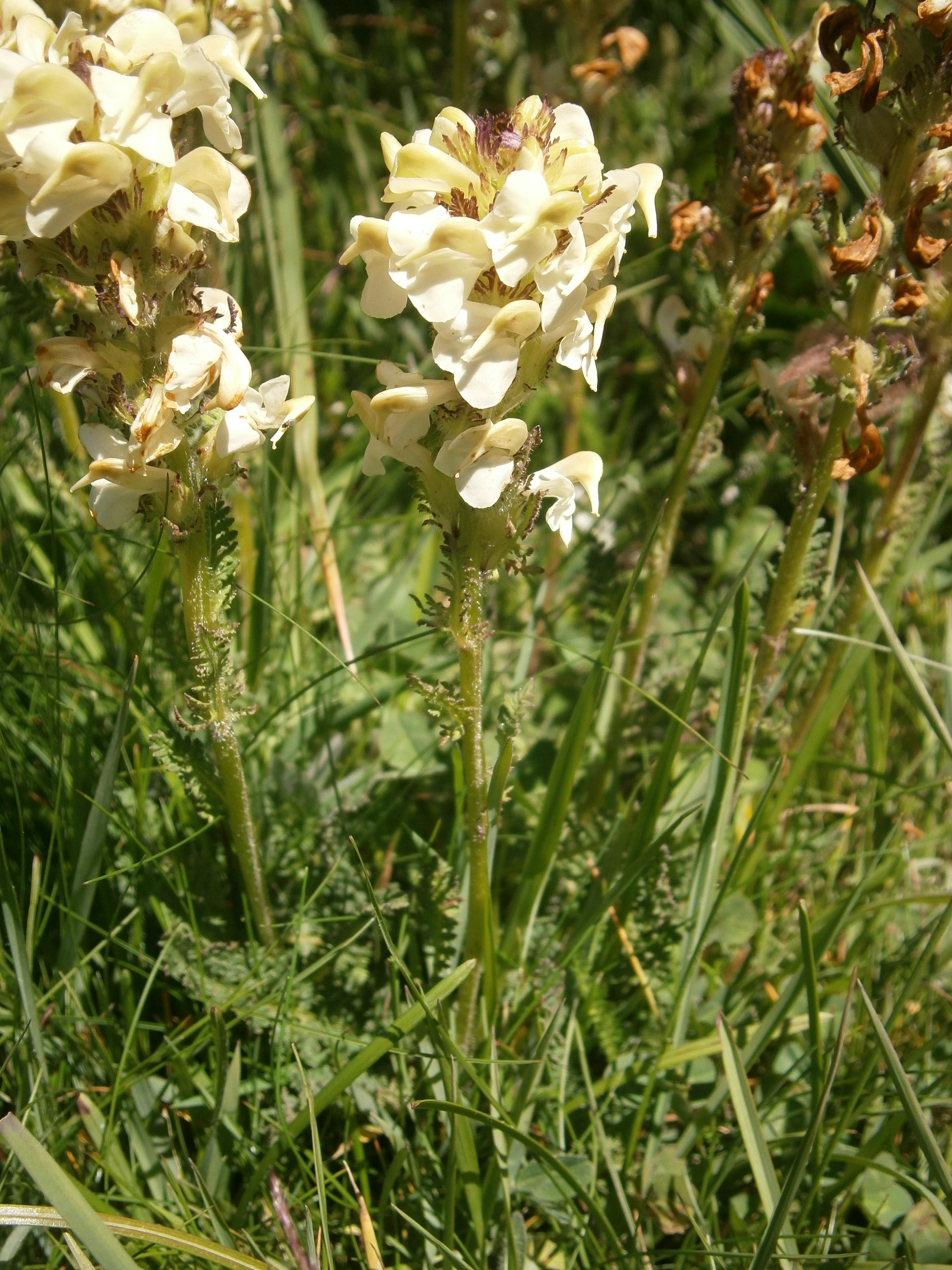
Pedicularis ascendens

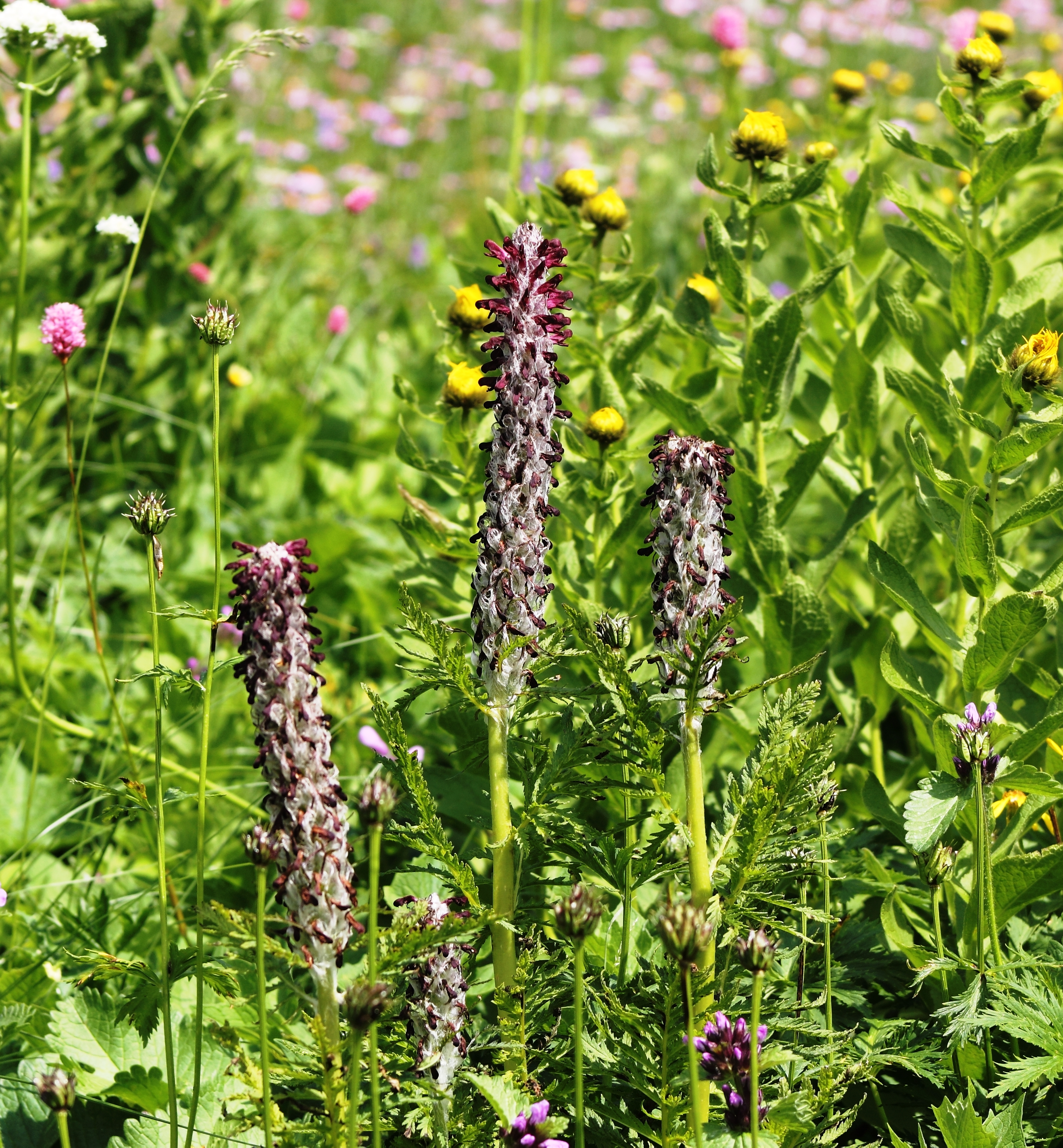
Pedicularis atropurpurea

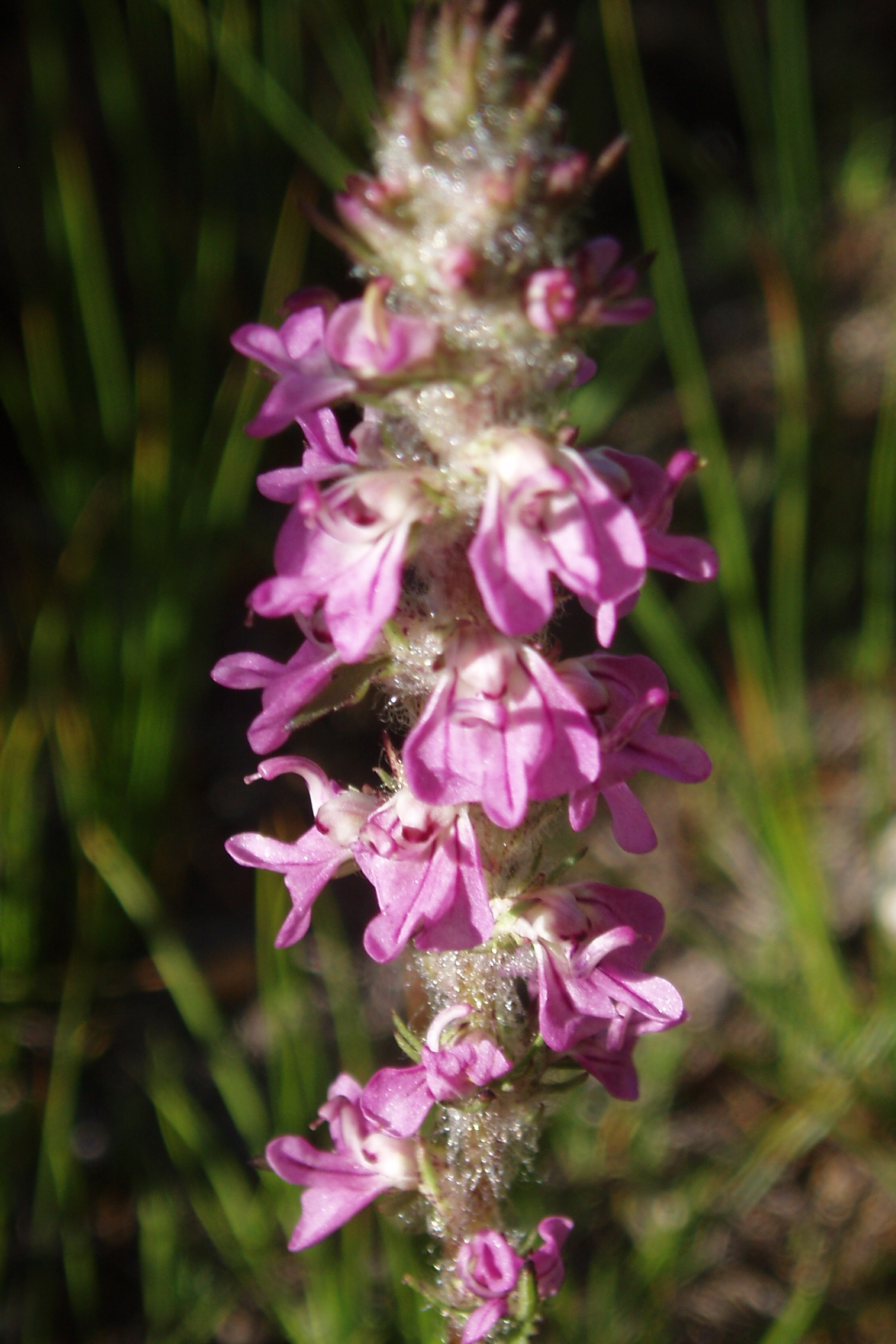
Blütenstand von Pedicularis attollens, deutlich ist die dreilappige Unterlippe der zygomorphen Blüte erkennbar.

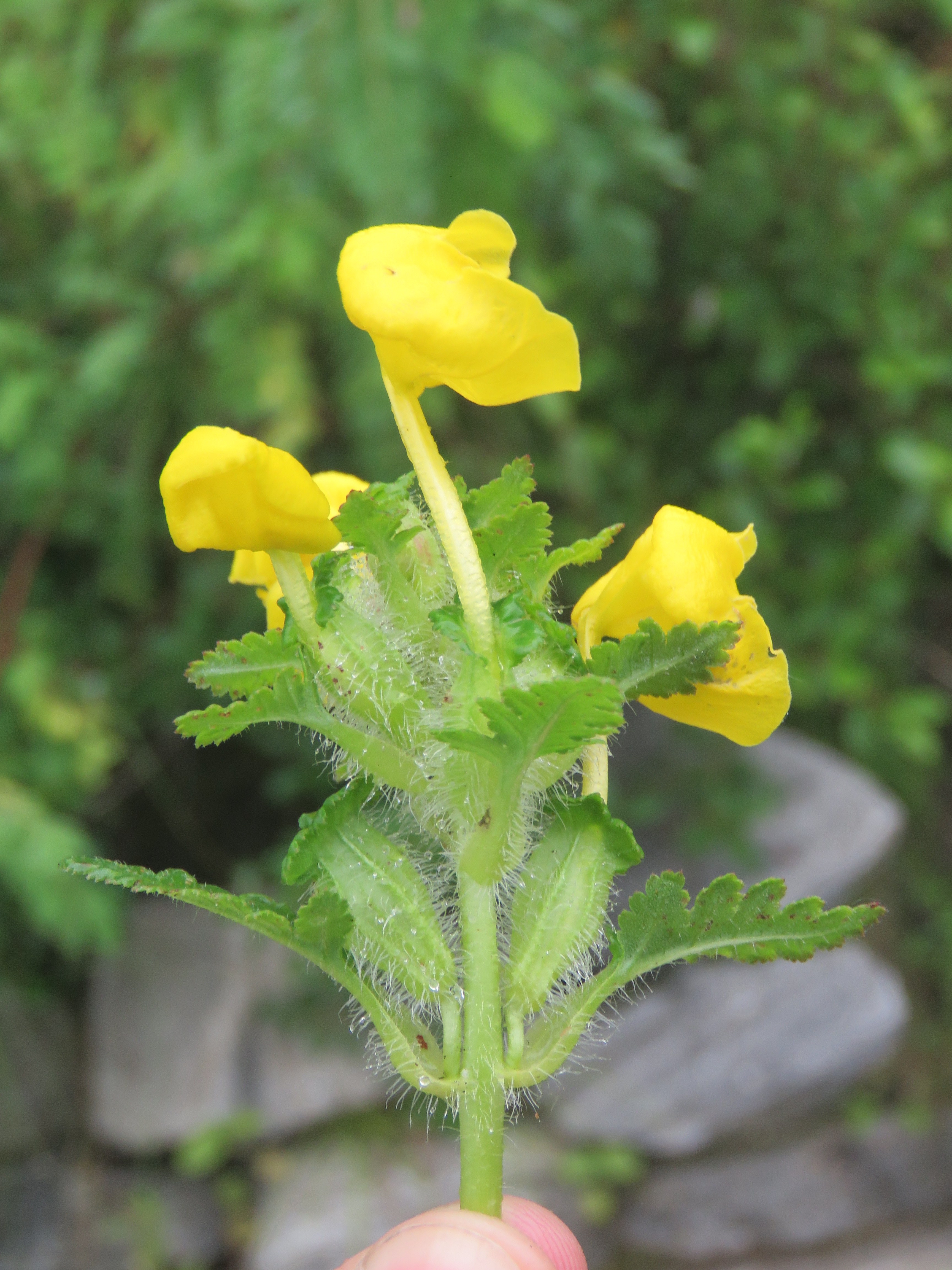
Pedicularis bicornuta

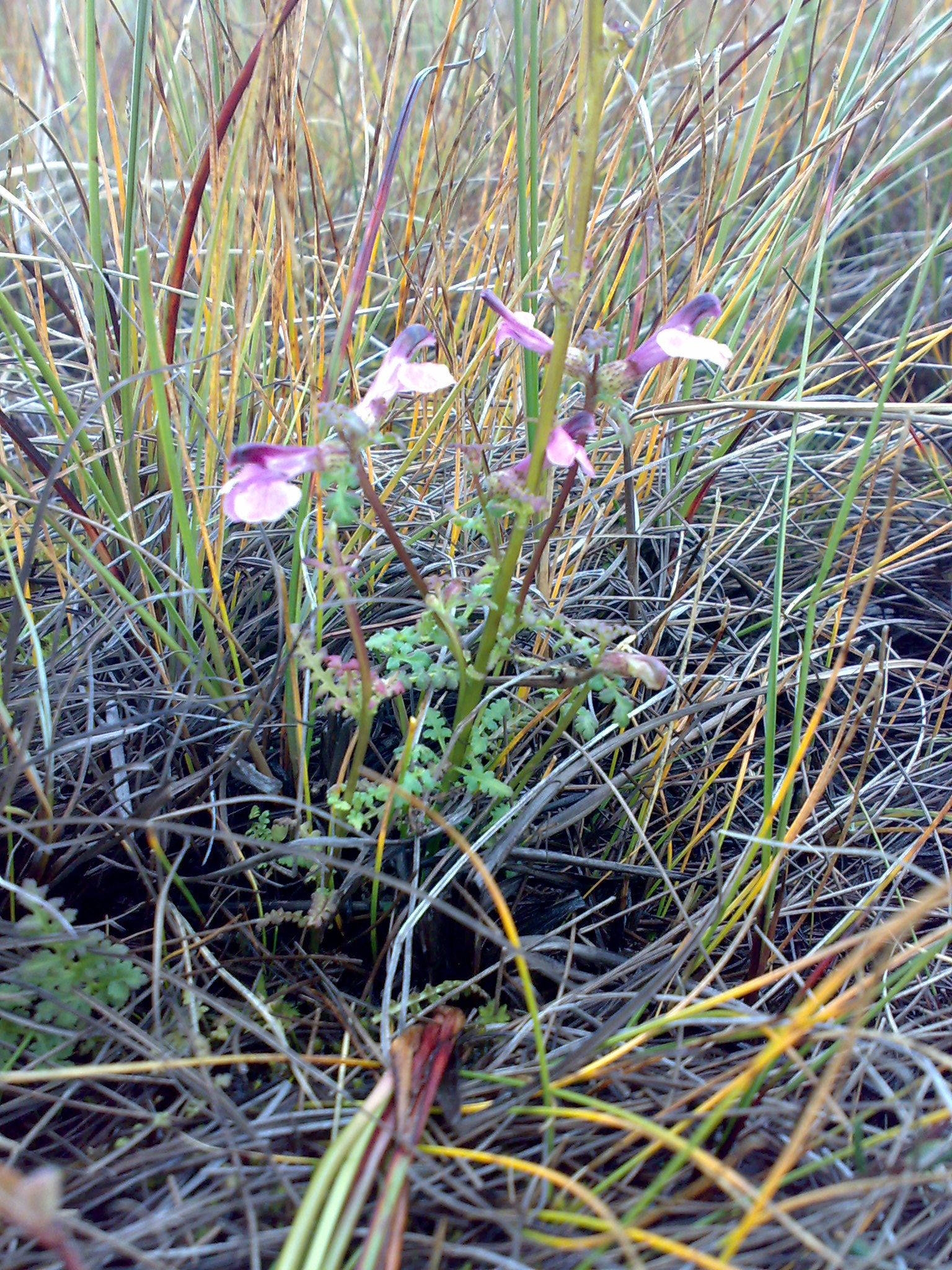
Pedicularis borealis

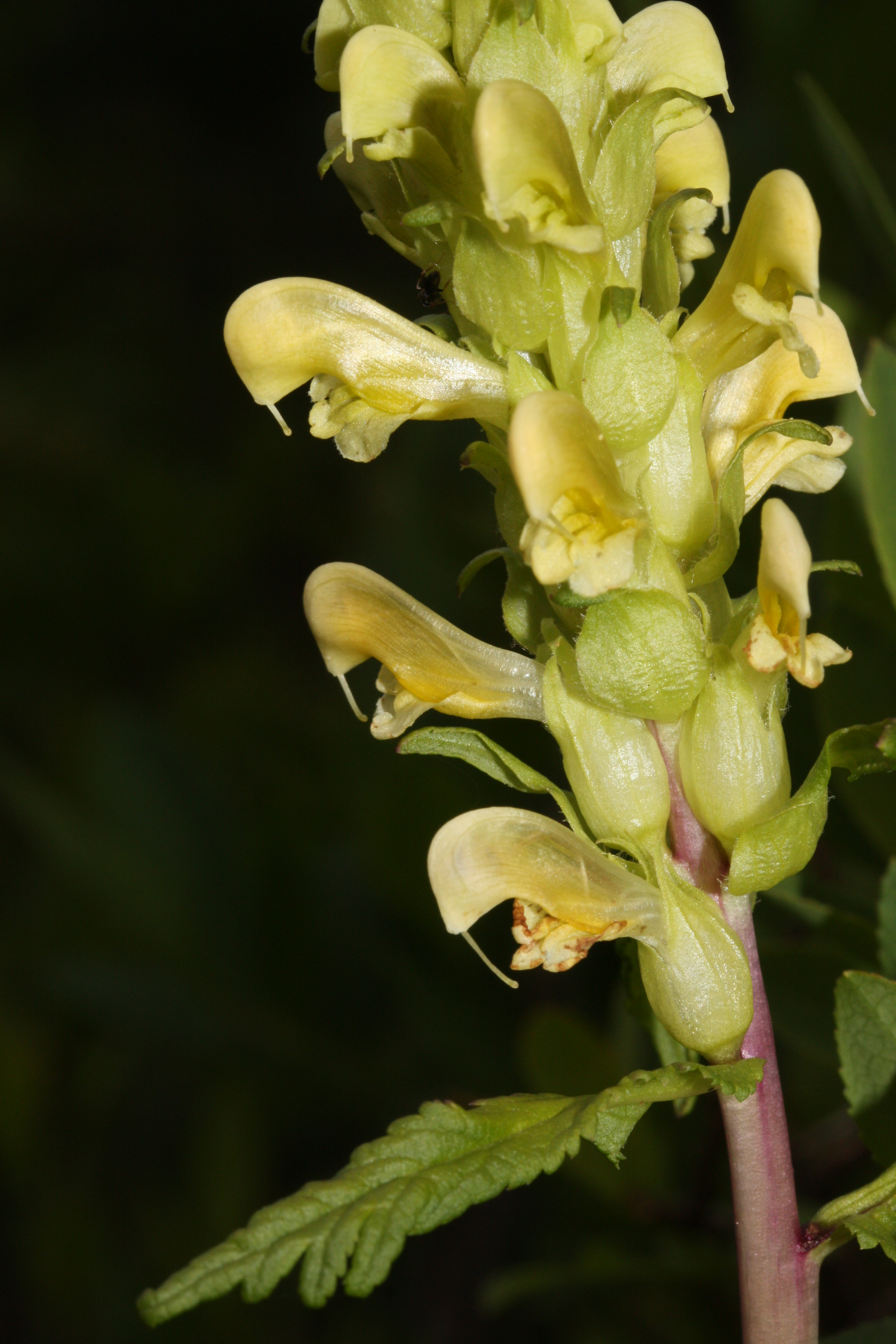
Ausschnitt eines Blütenstandes von Pedicularis bracteosa, deutlich ist die kapuzenförmige Oberlippe der zygomorphen Blüte erkennbar.

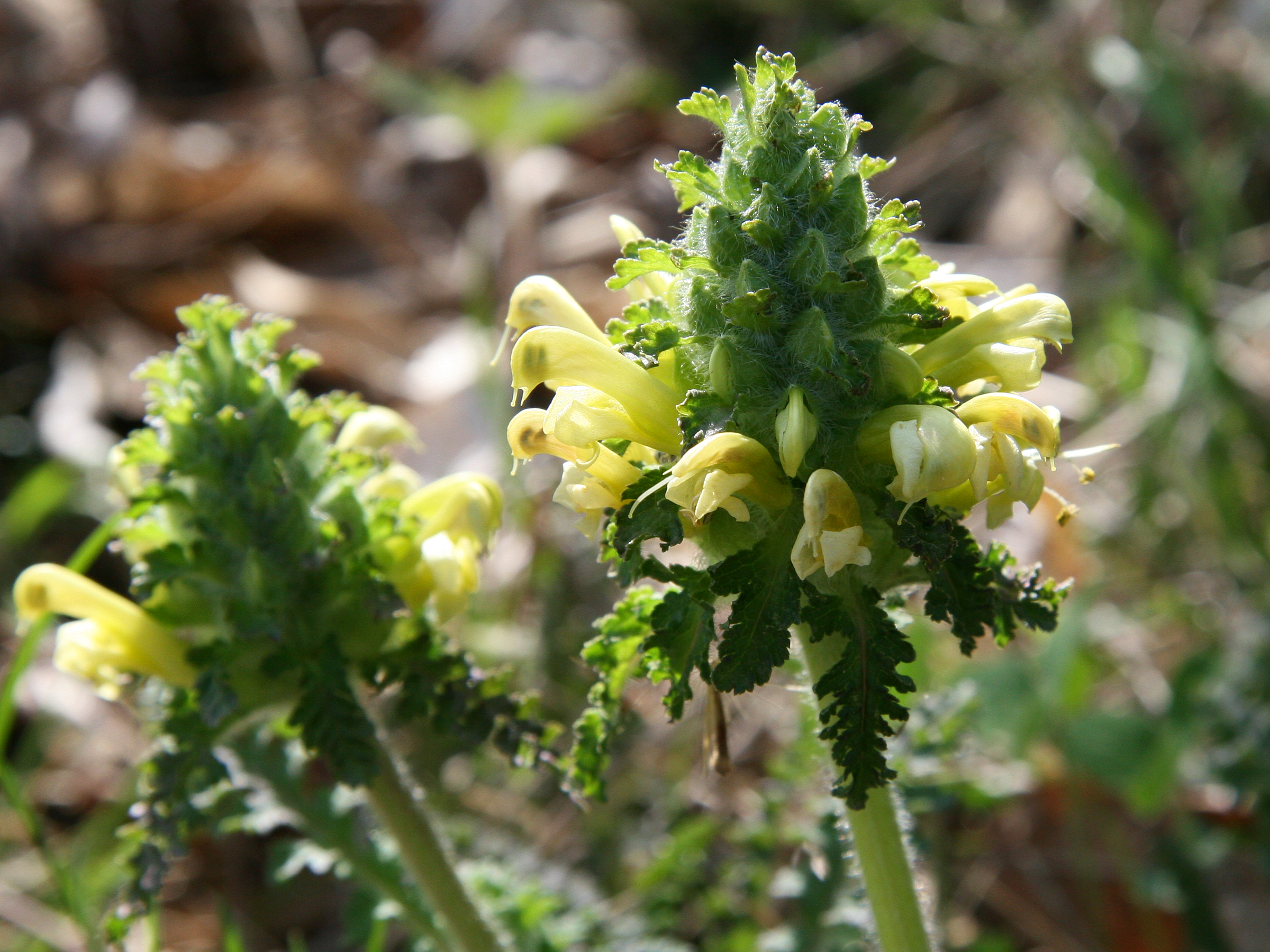
Blütenstand von Pedicularis canadensis, deutlich ist die kapuzenförmige Oberlippe der zygomorphen Blüte erkennbar.

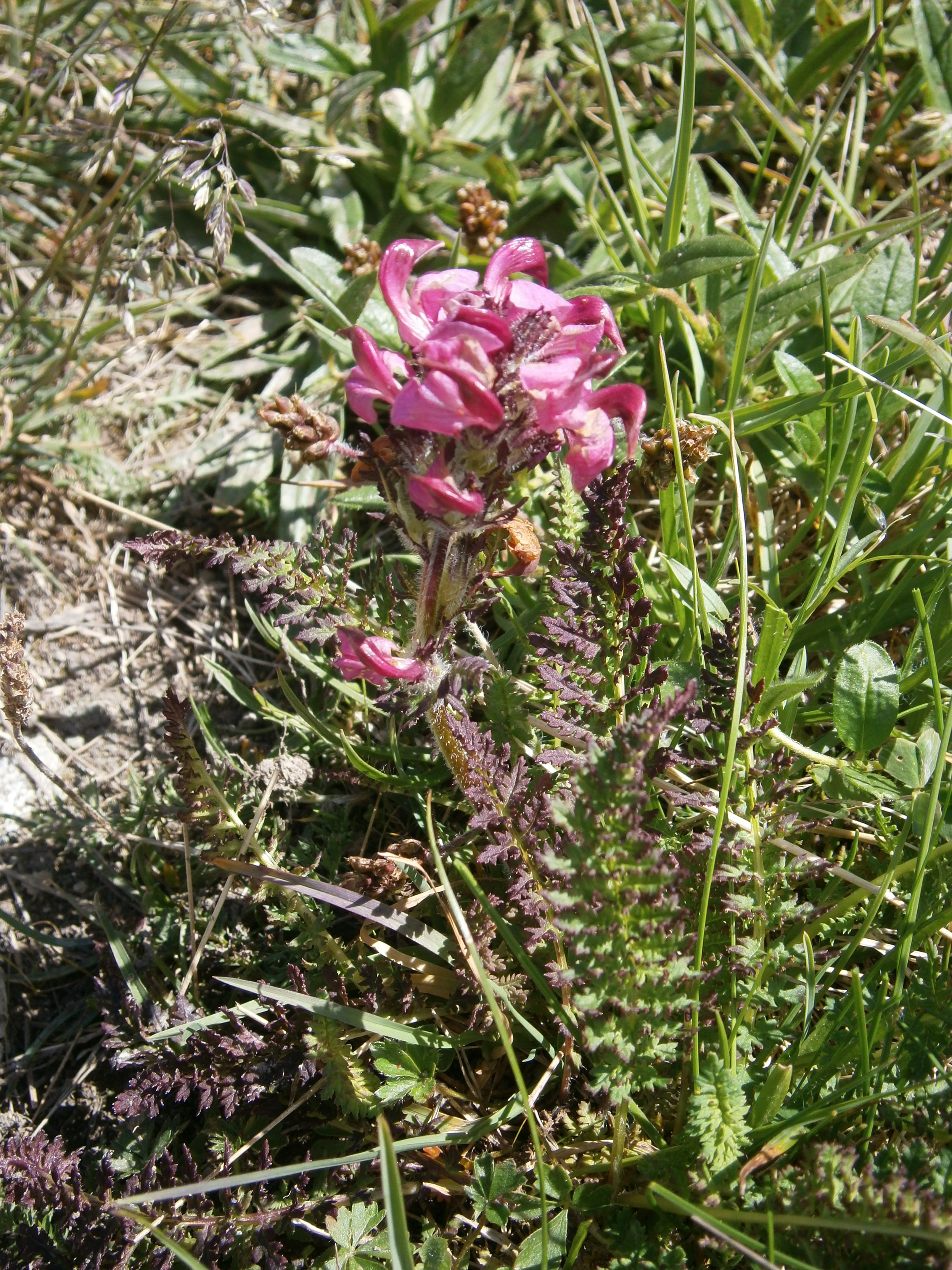
Pedicularis cenisia

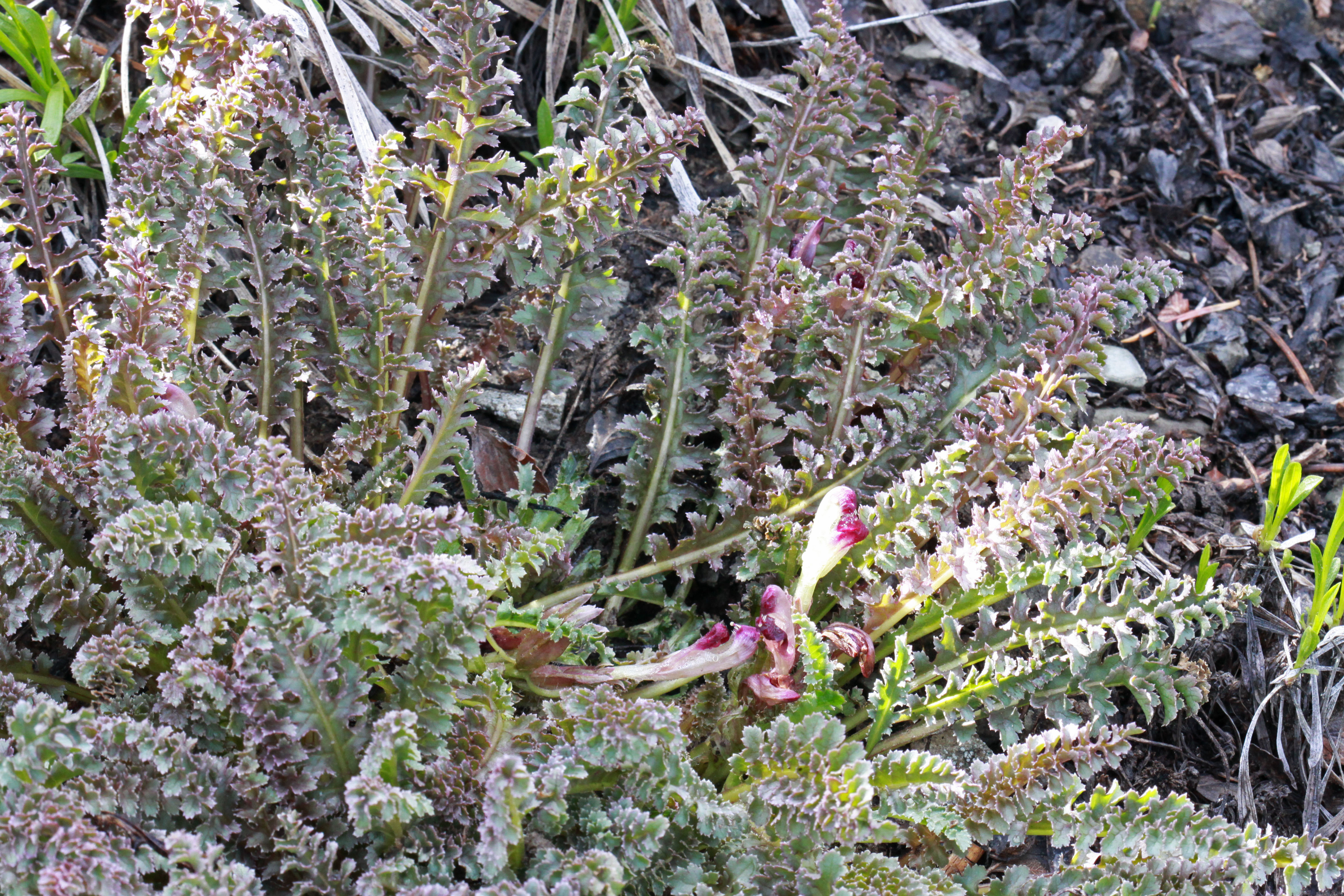
Pedicularis centranthera

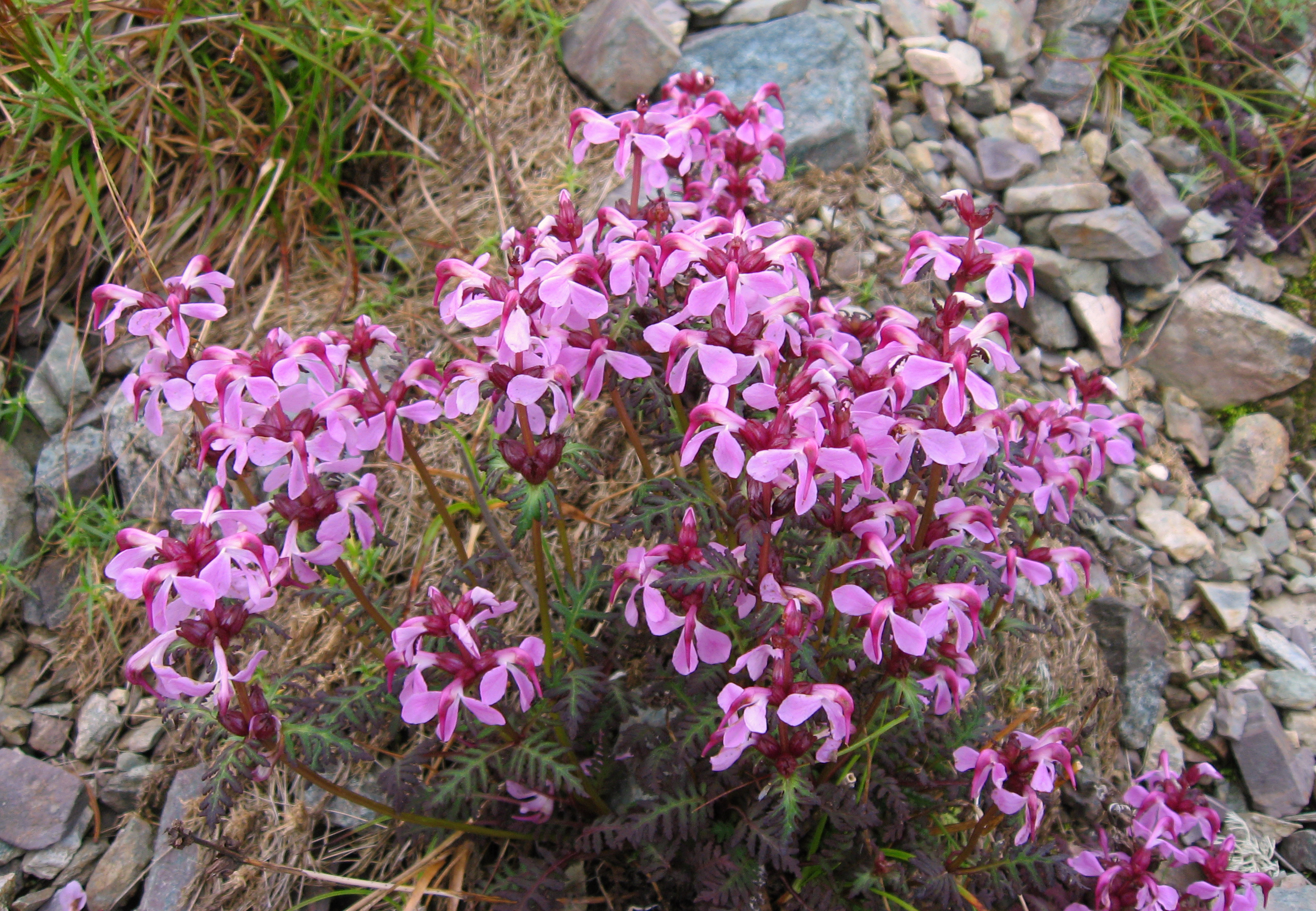
Pedicularis chamissonis

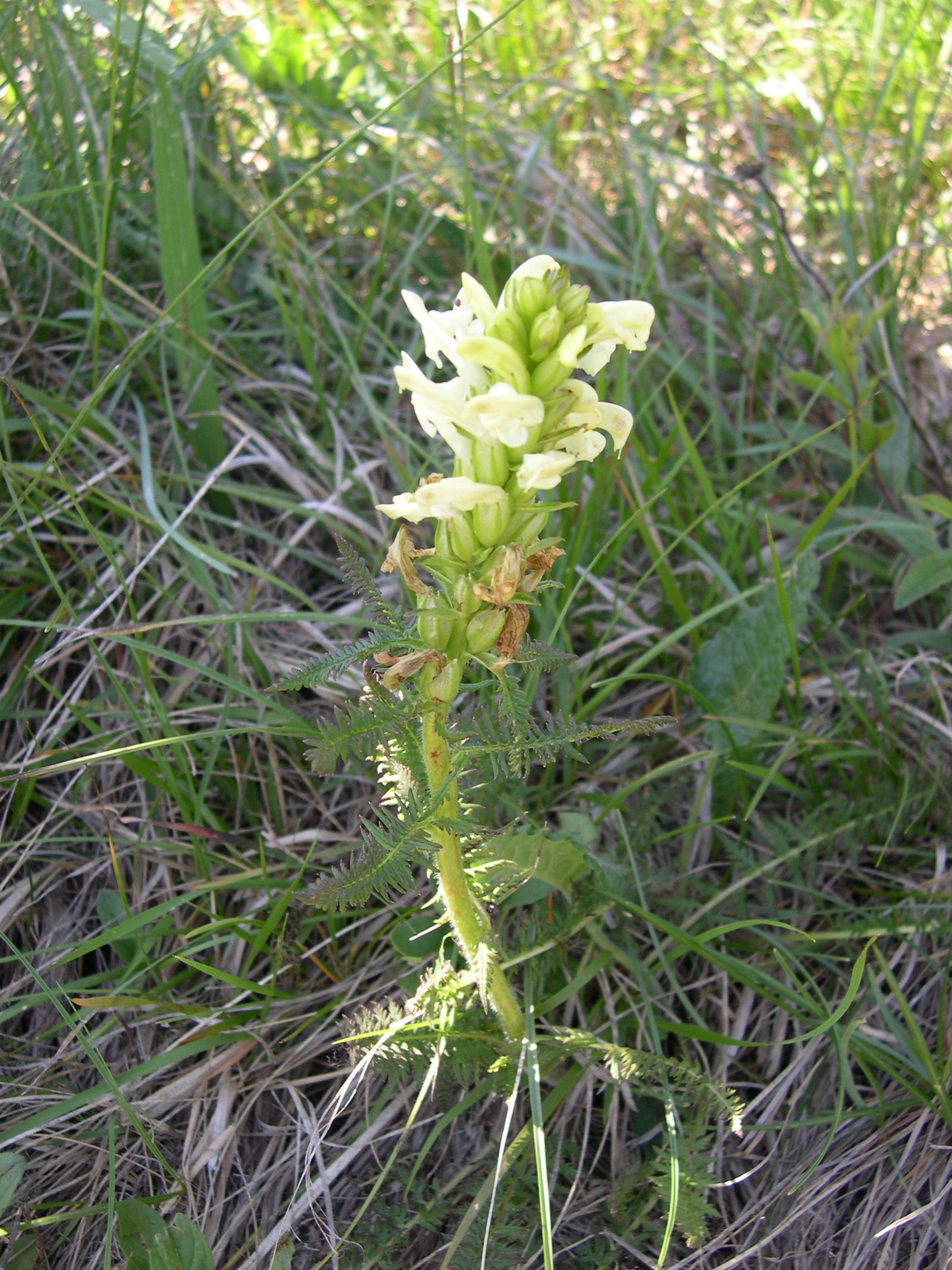
Schopfiges Läusekraut (Pedicularis comosa)

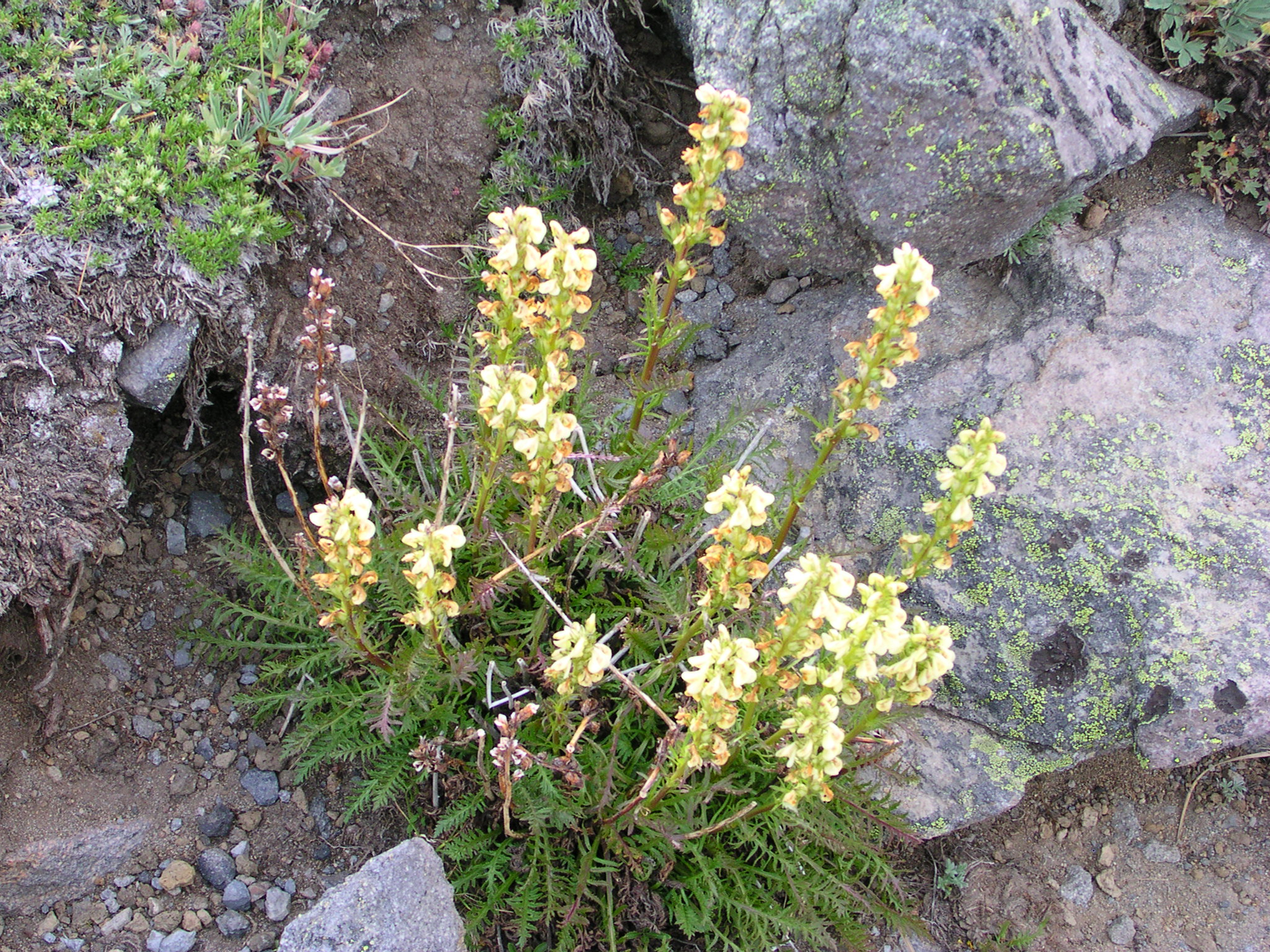
Pedicularis contorta

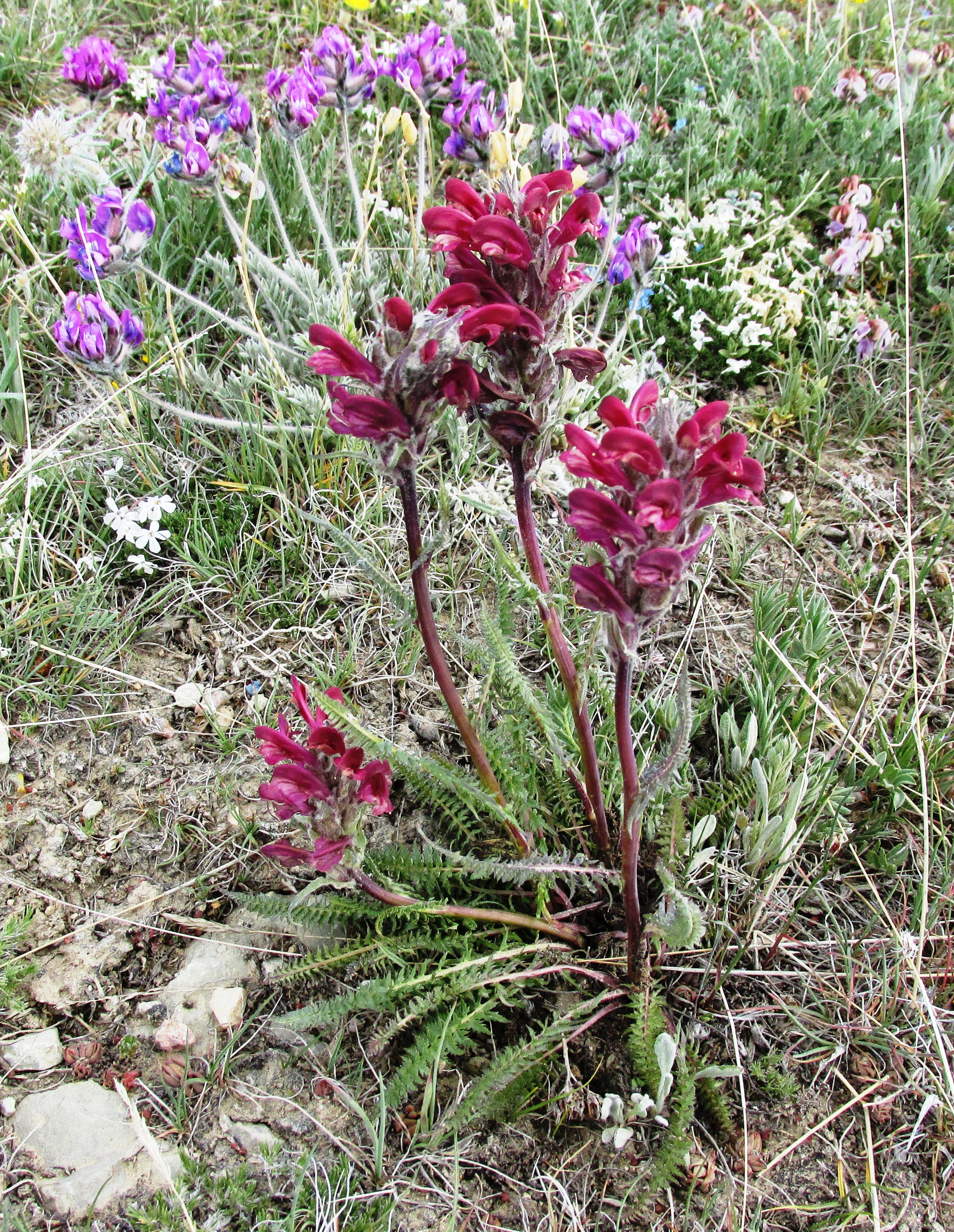
Pedicularis cystopteridifolia

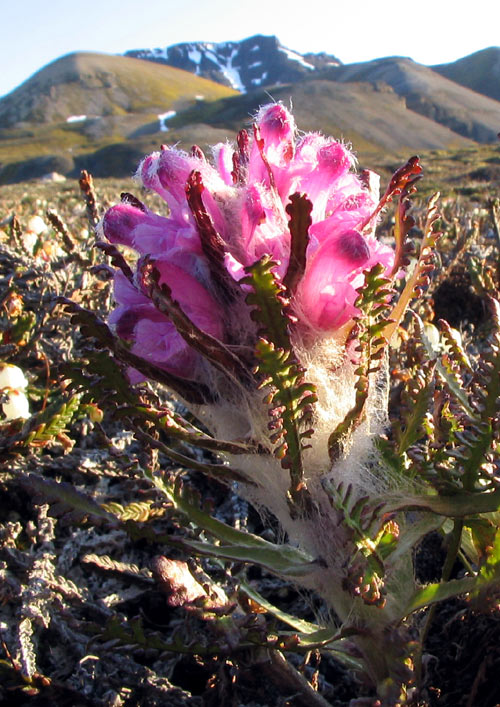
Pedicularis dasyantha

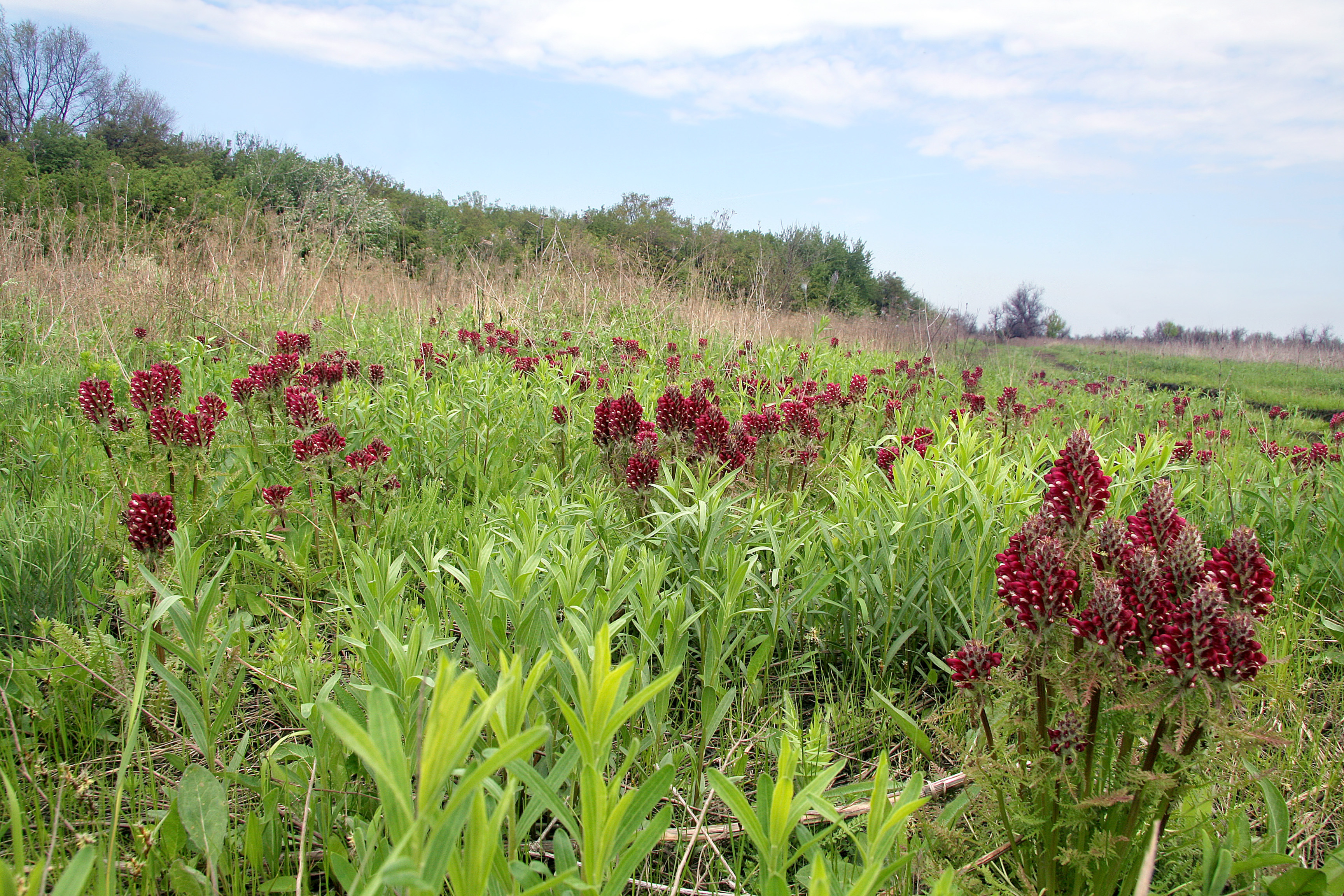
Pedicularis dasystachys

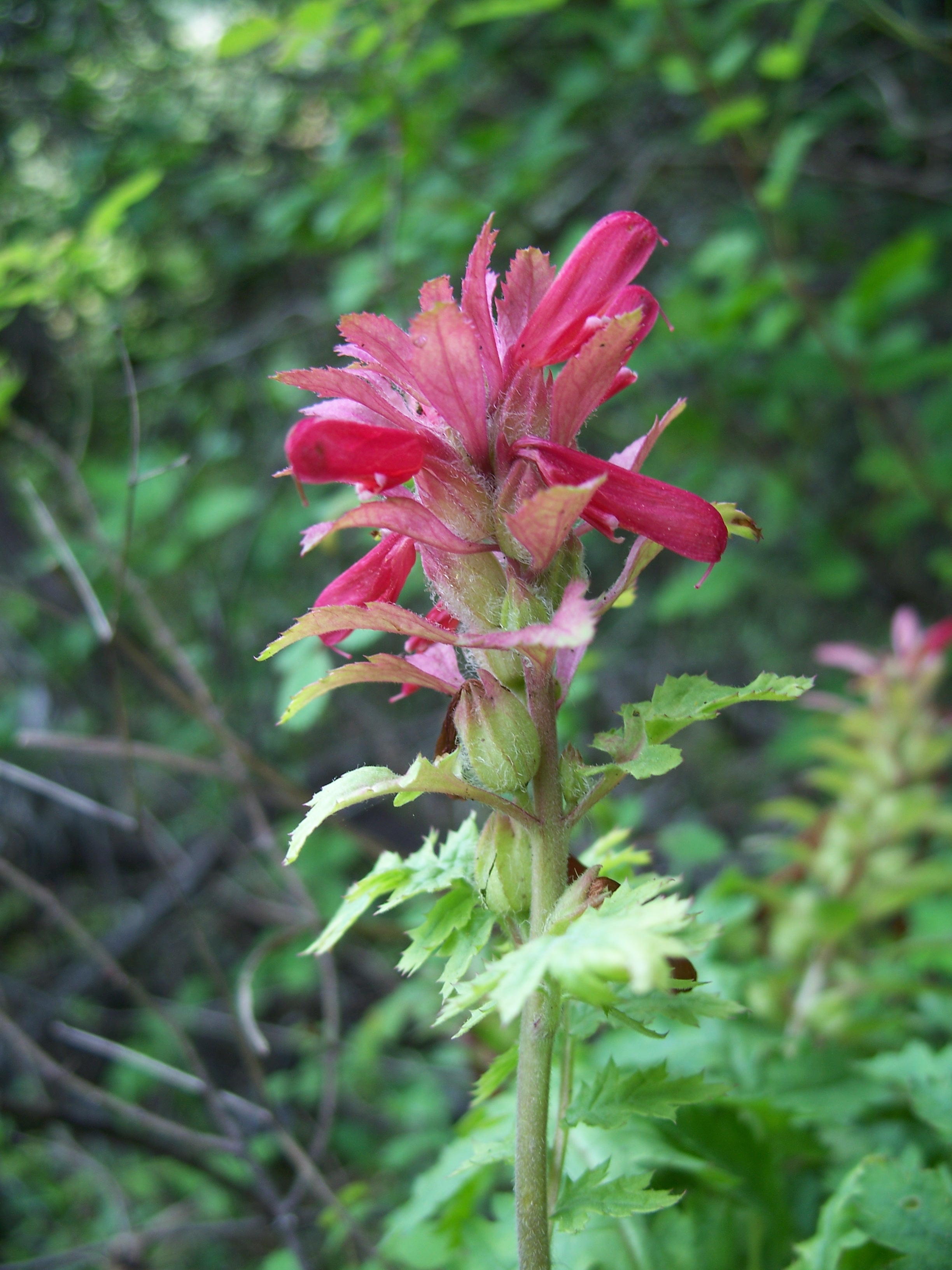
Pedicularis densiflora

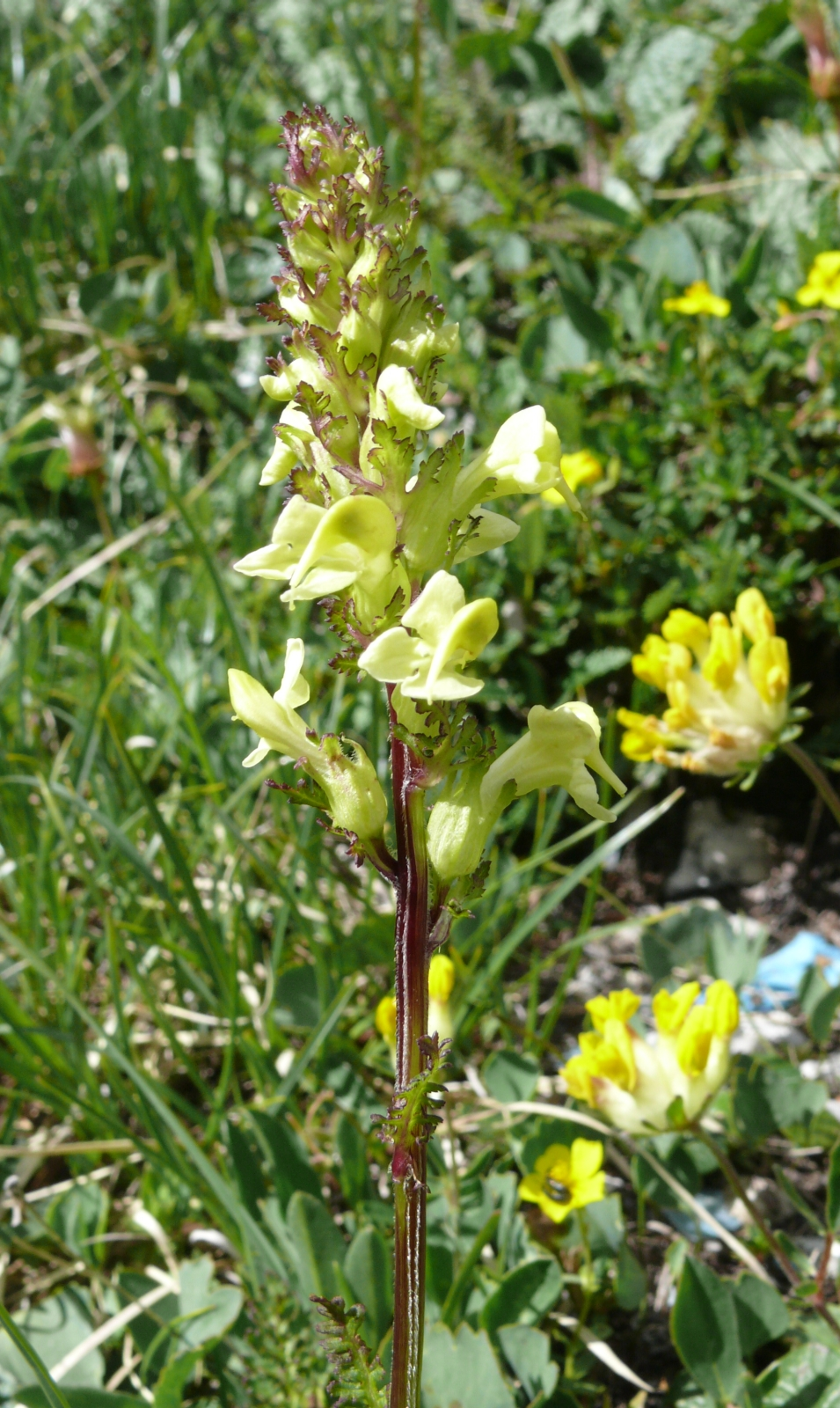
Pedicularis elongata

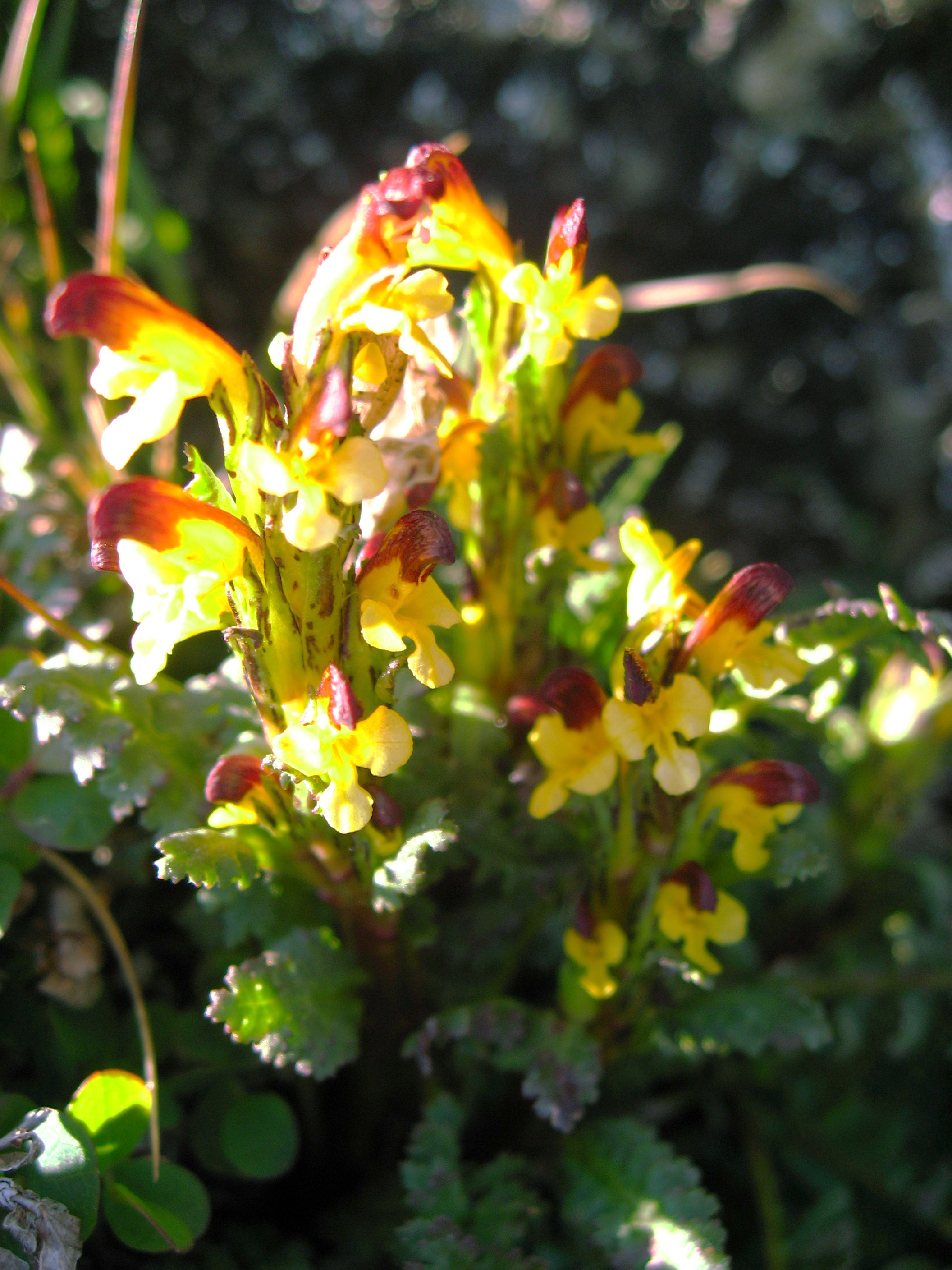
Pedicularis flammea

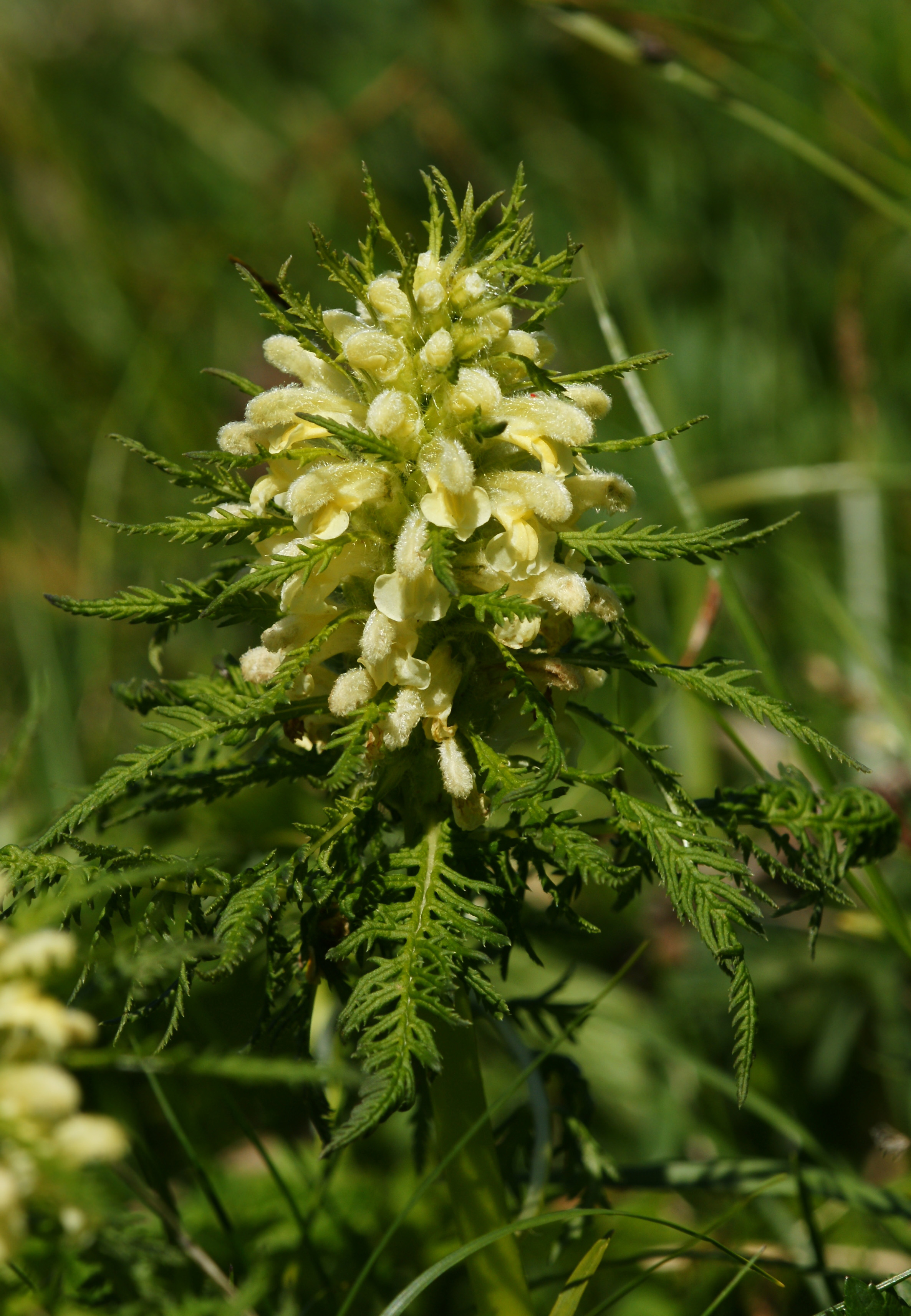
Beblättertes Läusekraut (Pedicularis foliosa)

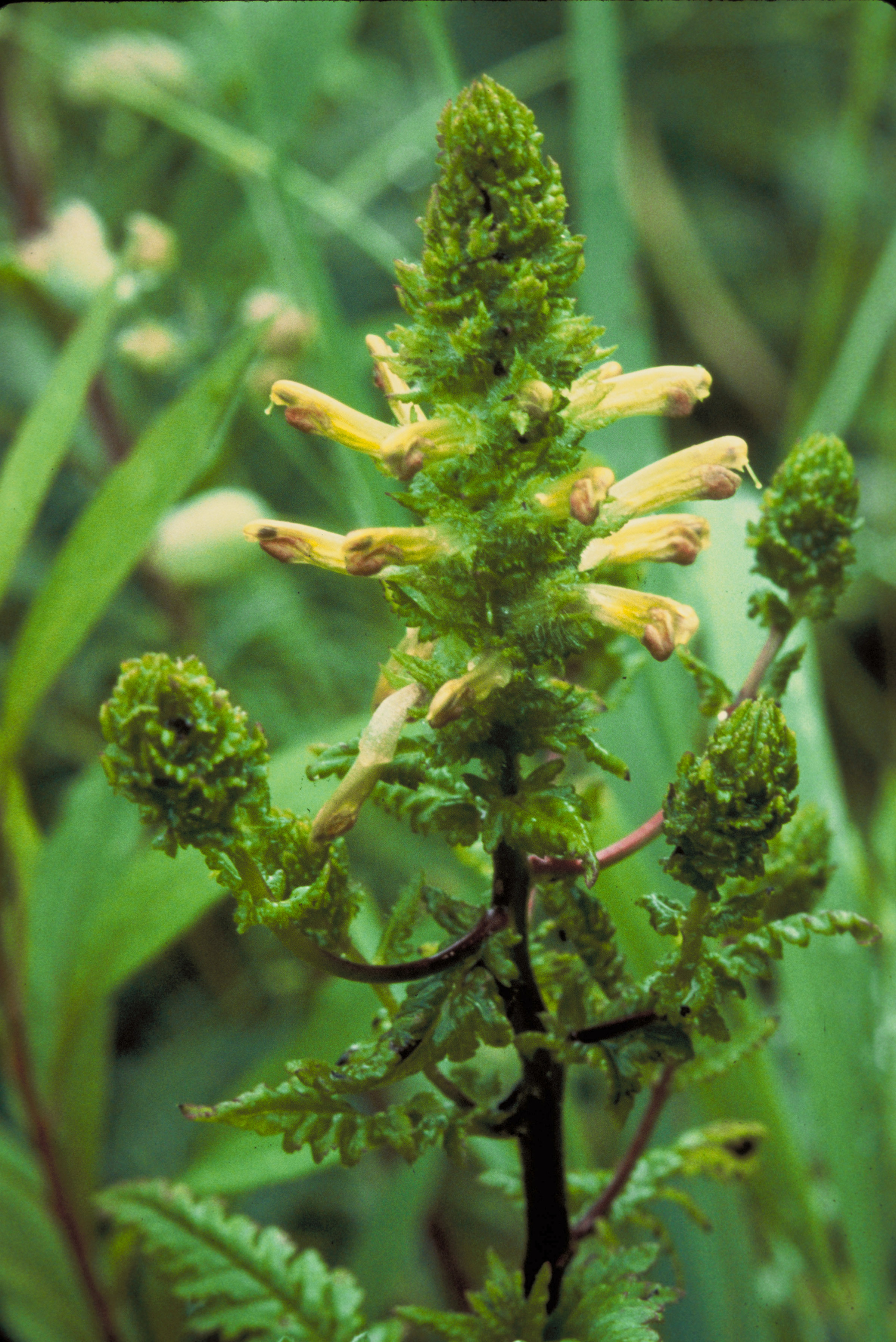
Pedicularis furbishiae

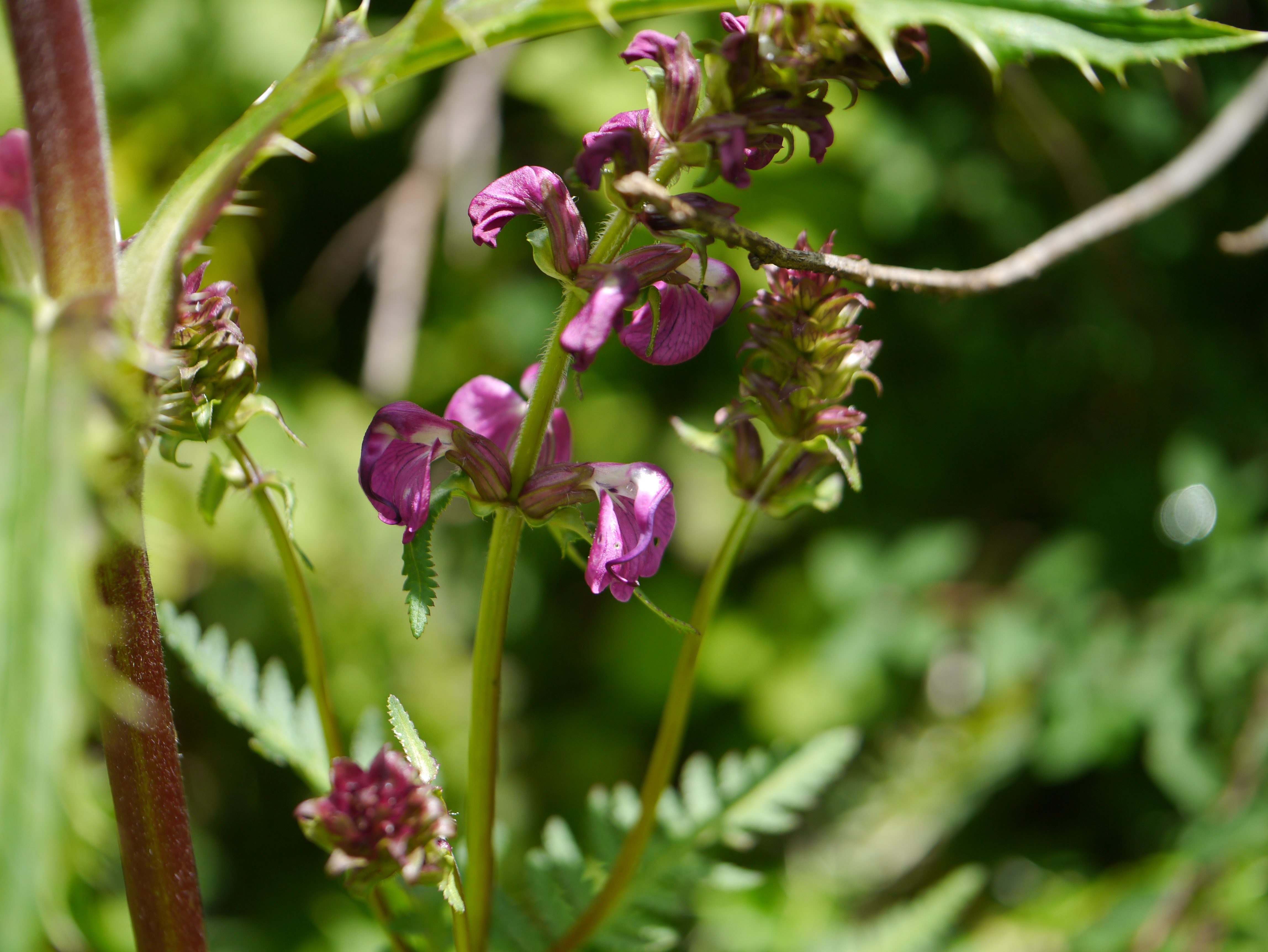
Pedicularis gracilis subsp. gracilis

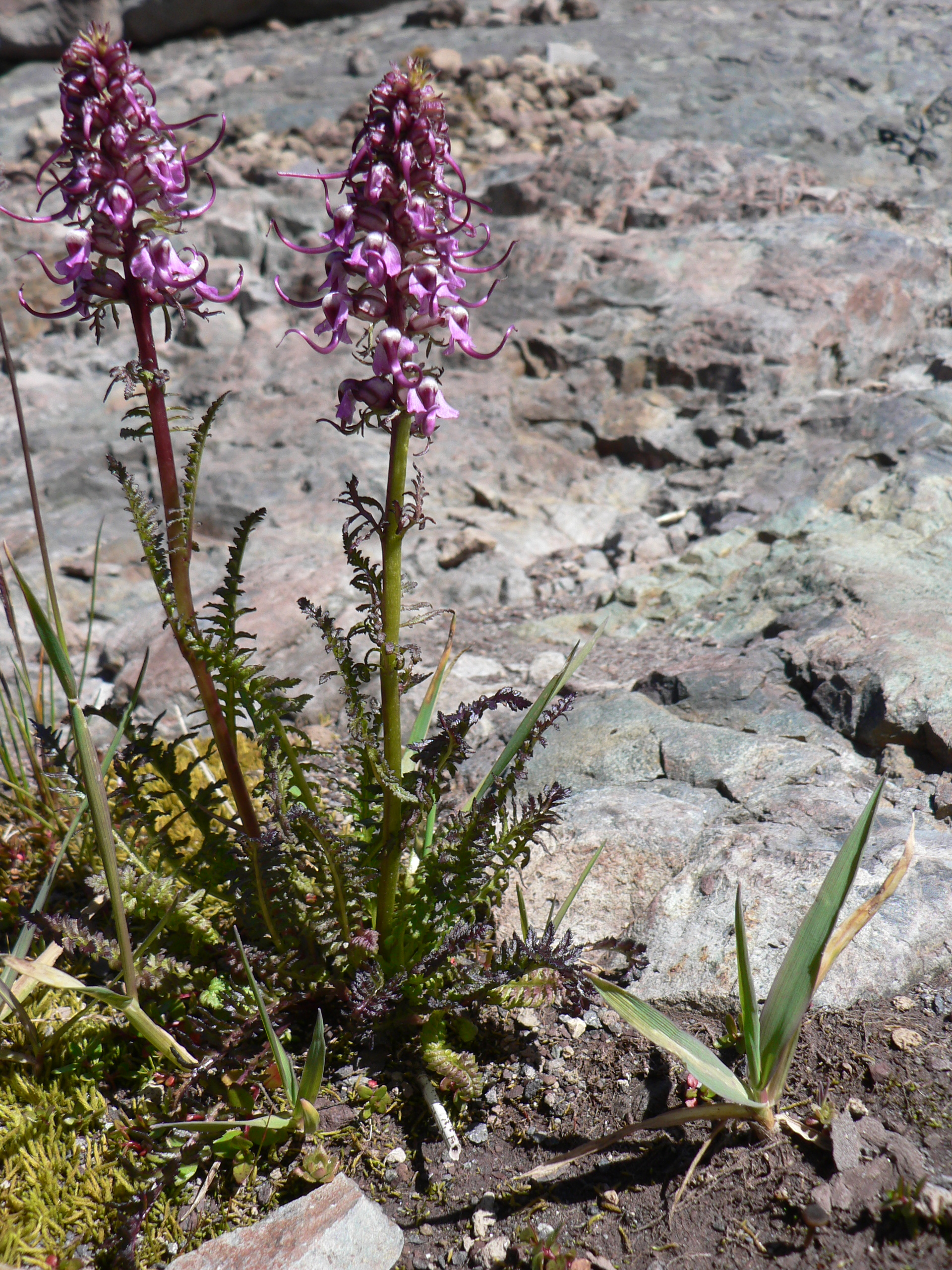
Pedicularis groenlandica

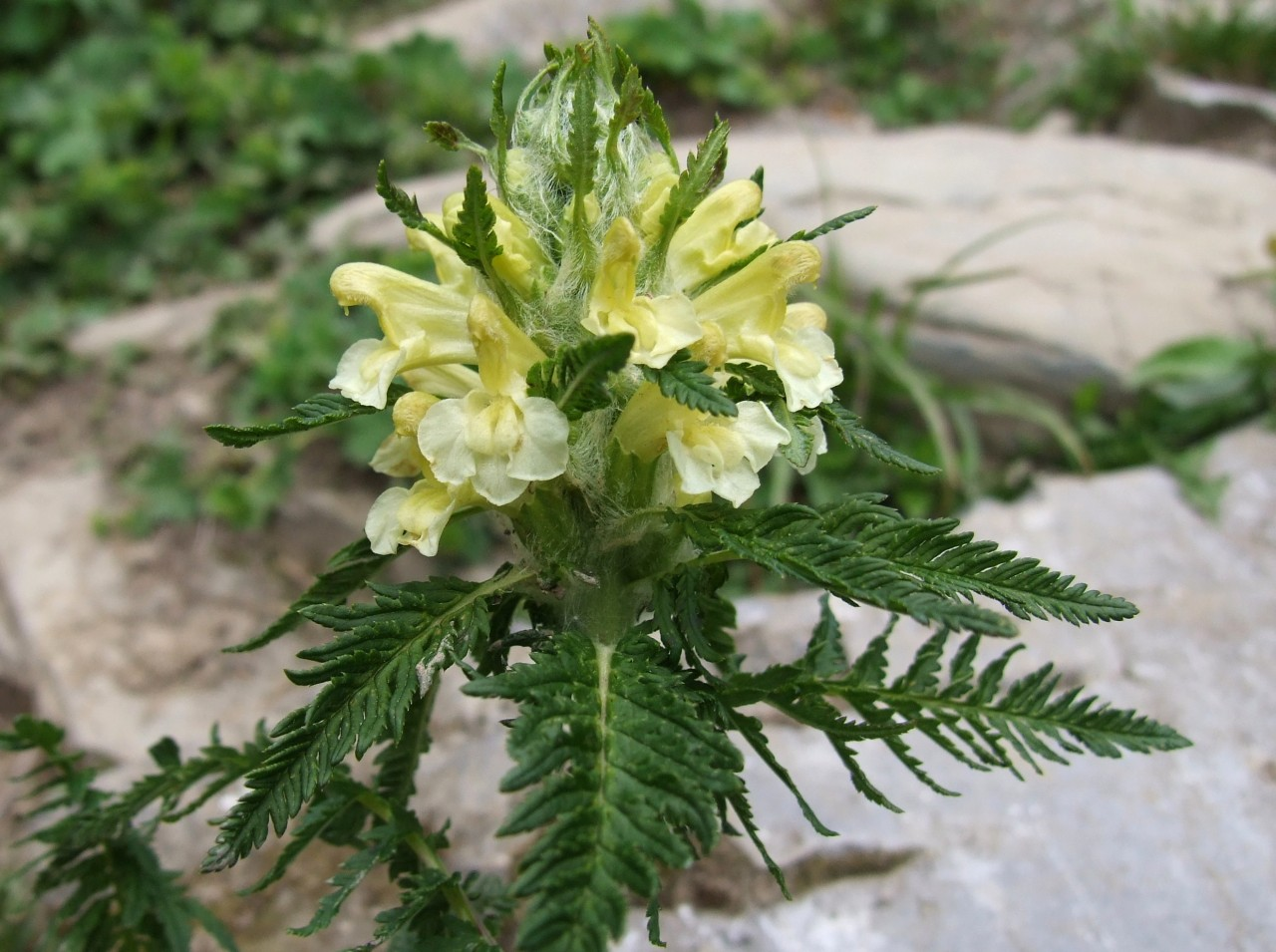
Pedicularis hacquetii

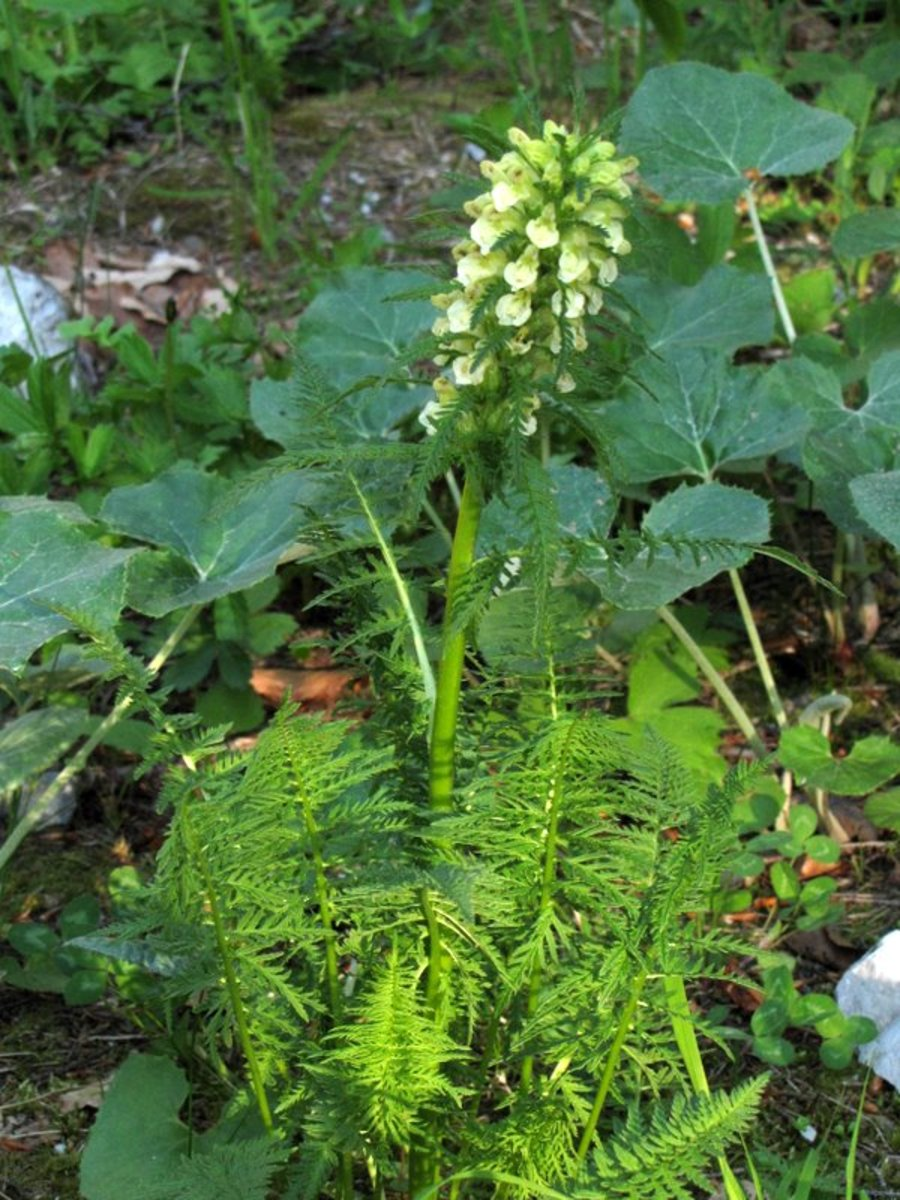
Pedicularis hoermanniana

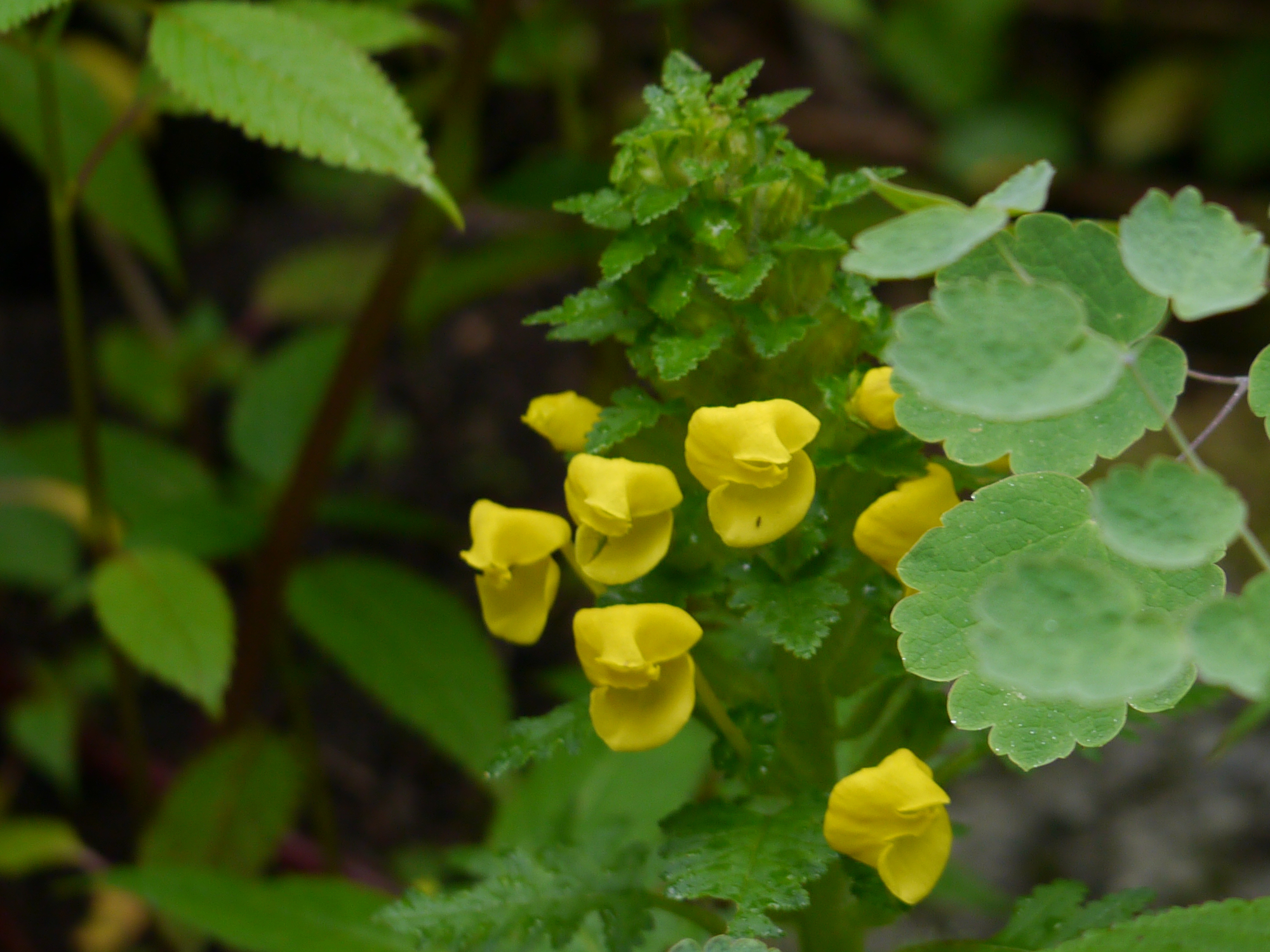
Pedicularis hoffmeisteri

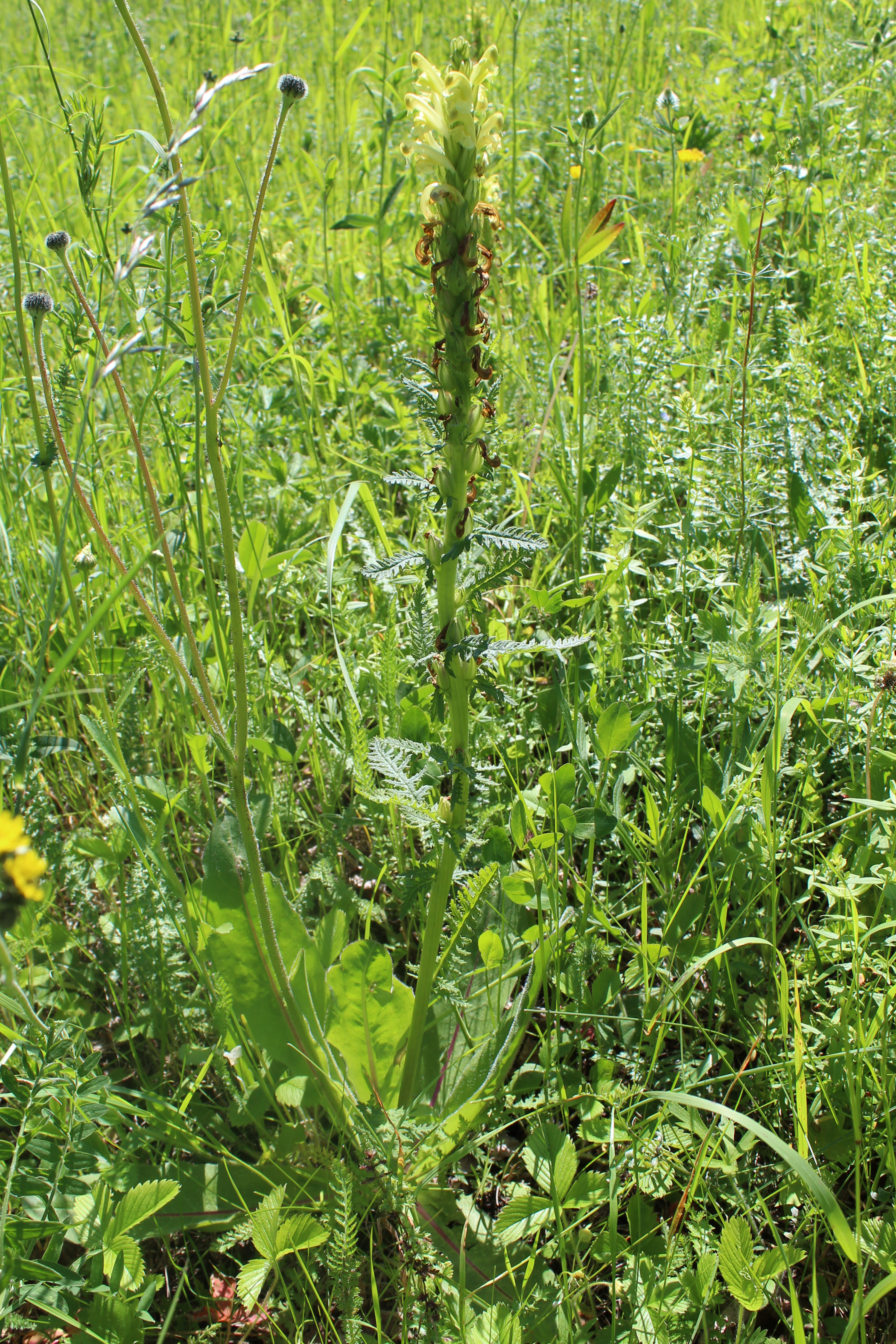
Pedicularis kaufmannii

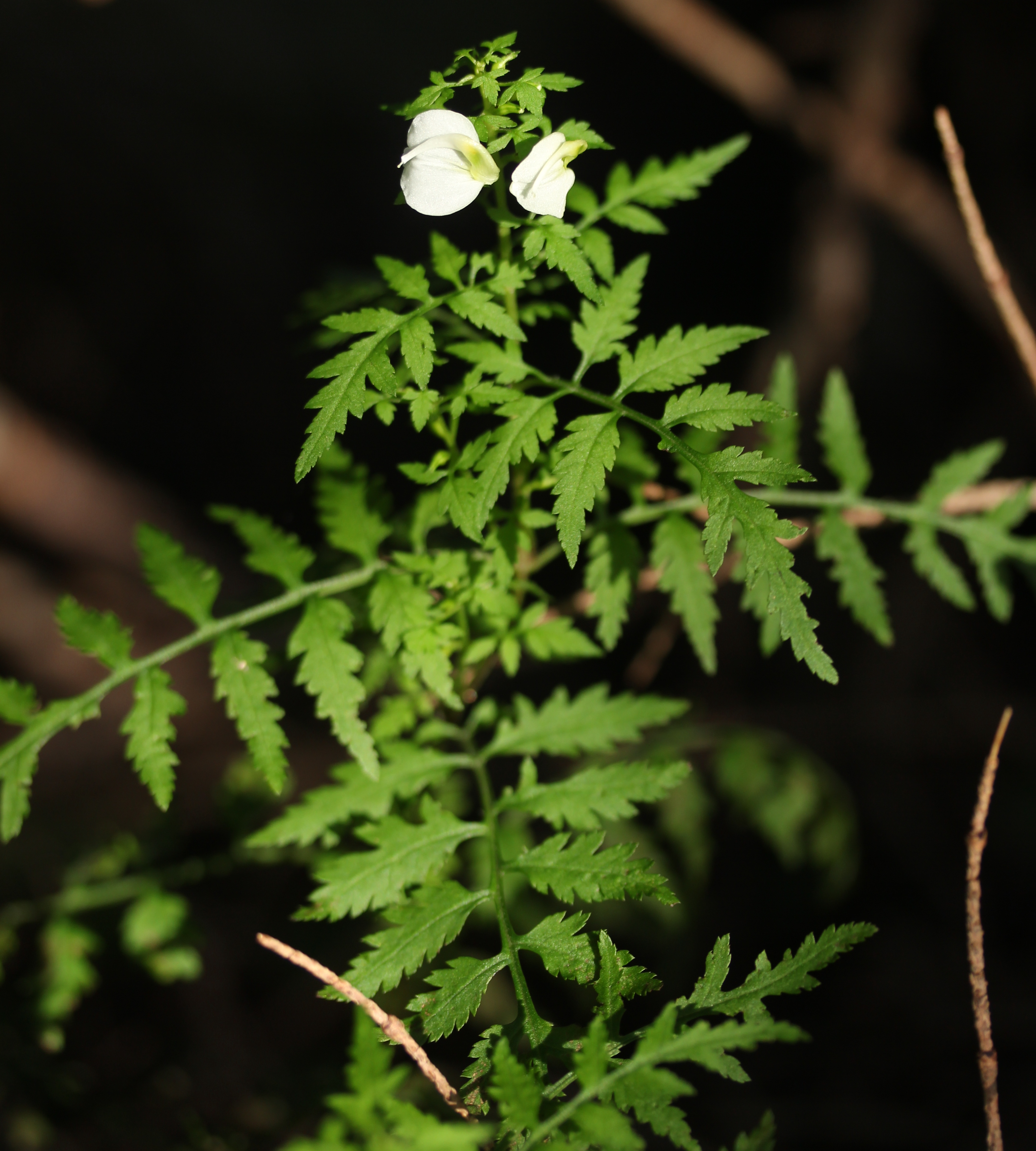
Pedicularis keiskei

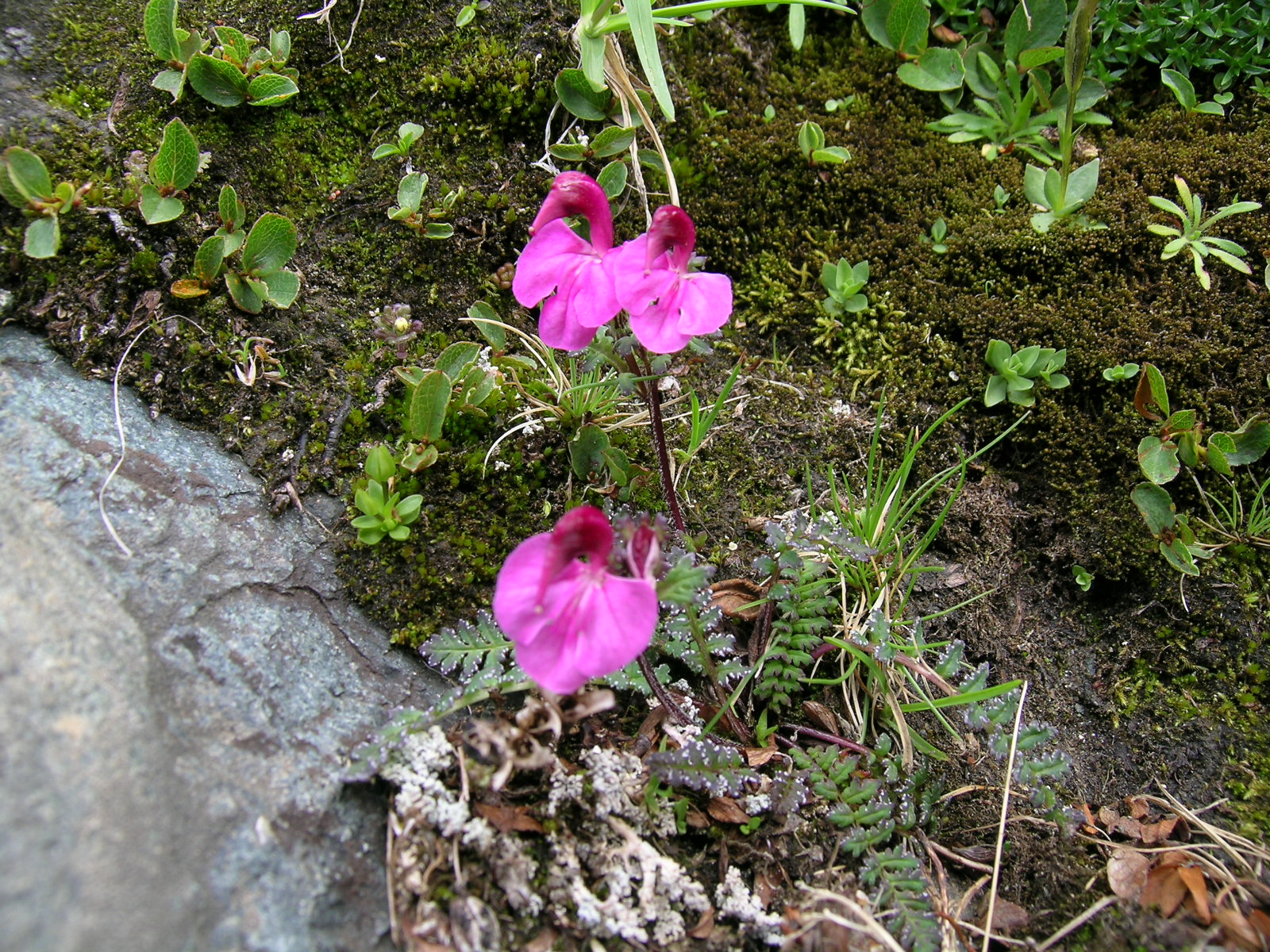
Kerners Läusekraut (Pedicularis kerneri)

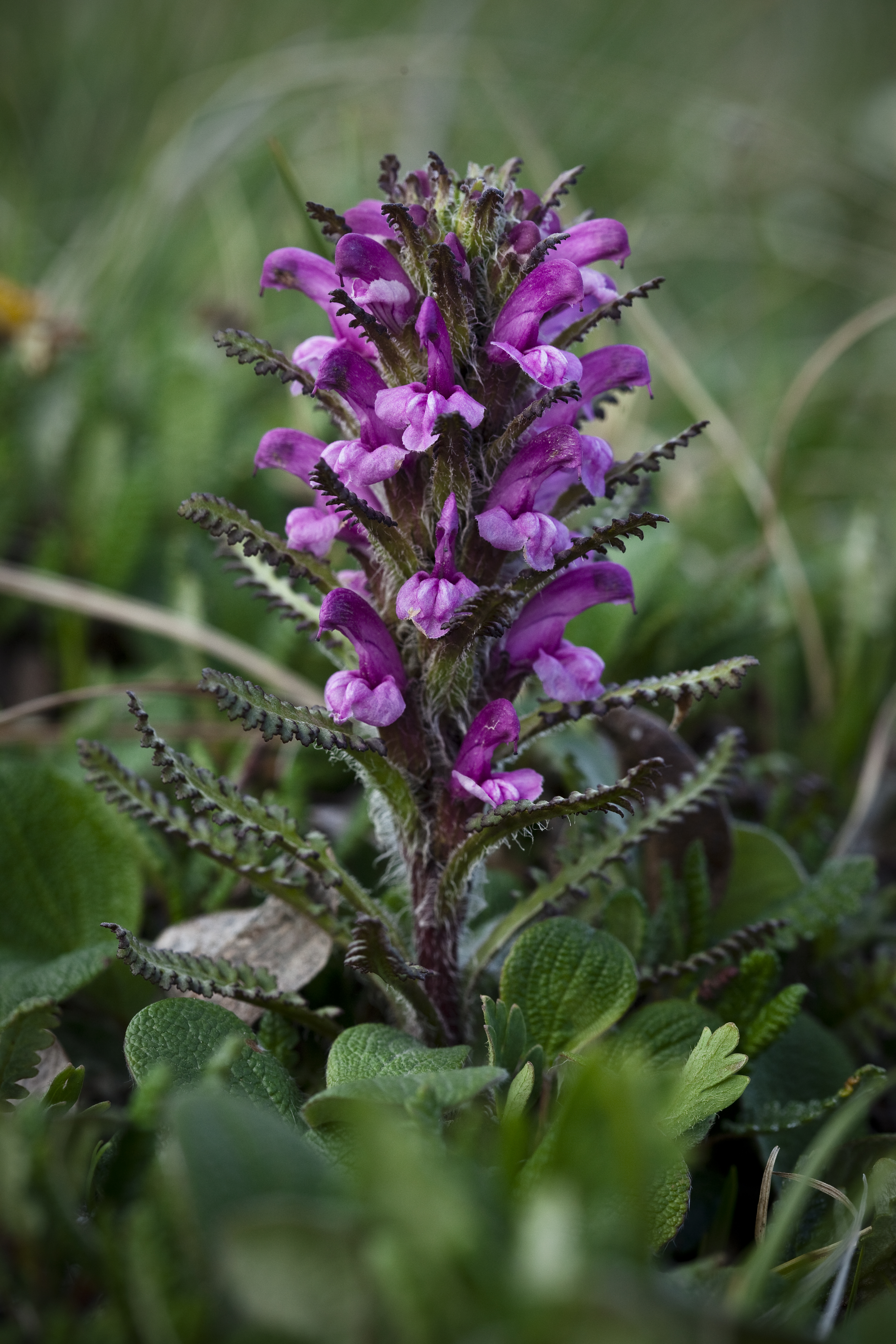
Pedicularis langsdorffii

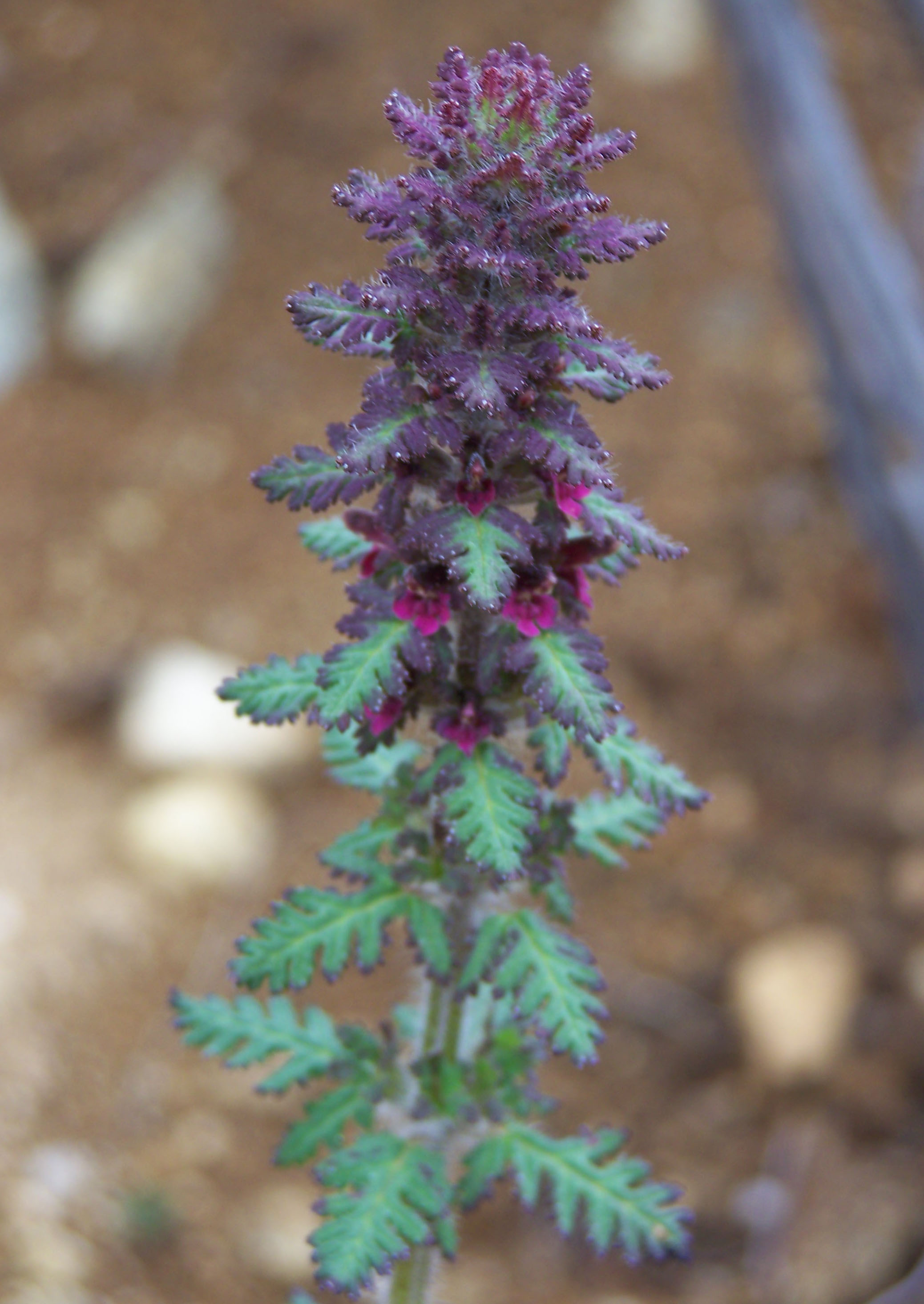
Pedicularis mollis

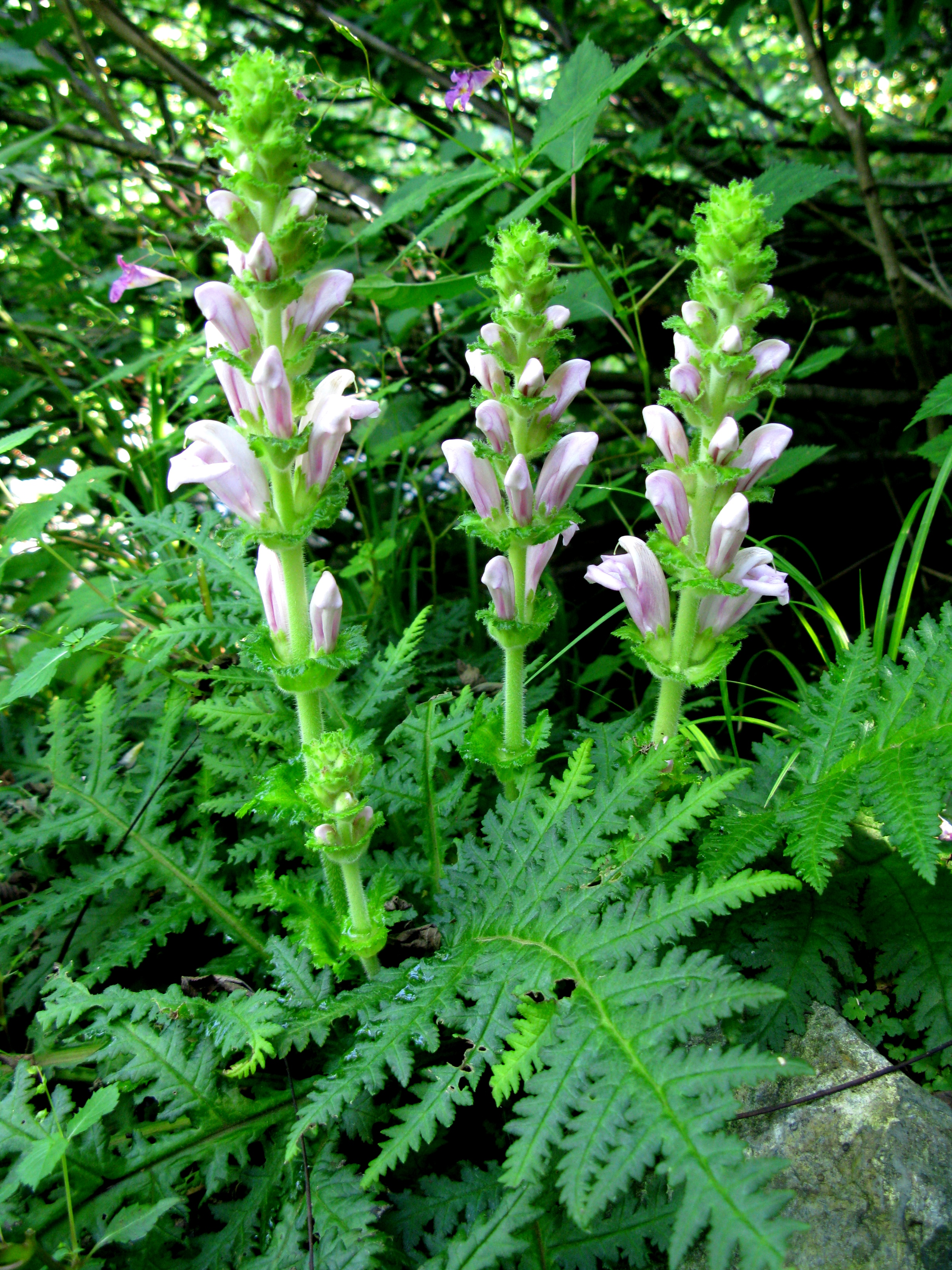
Pedicularis nipponica

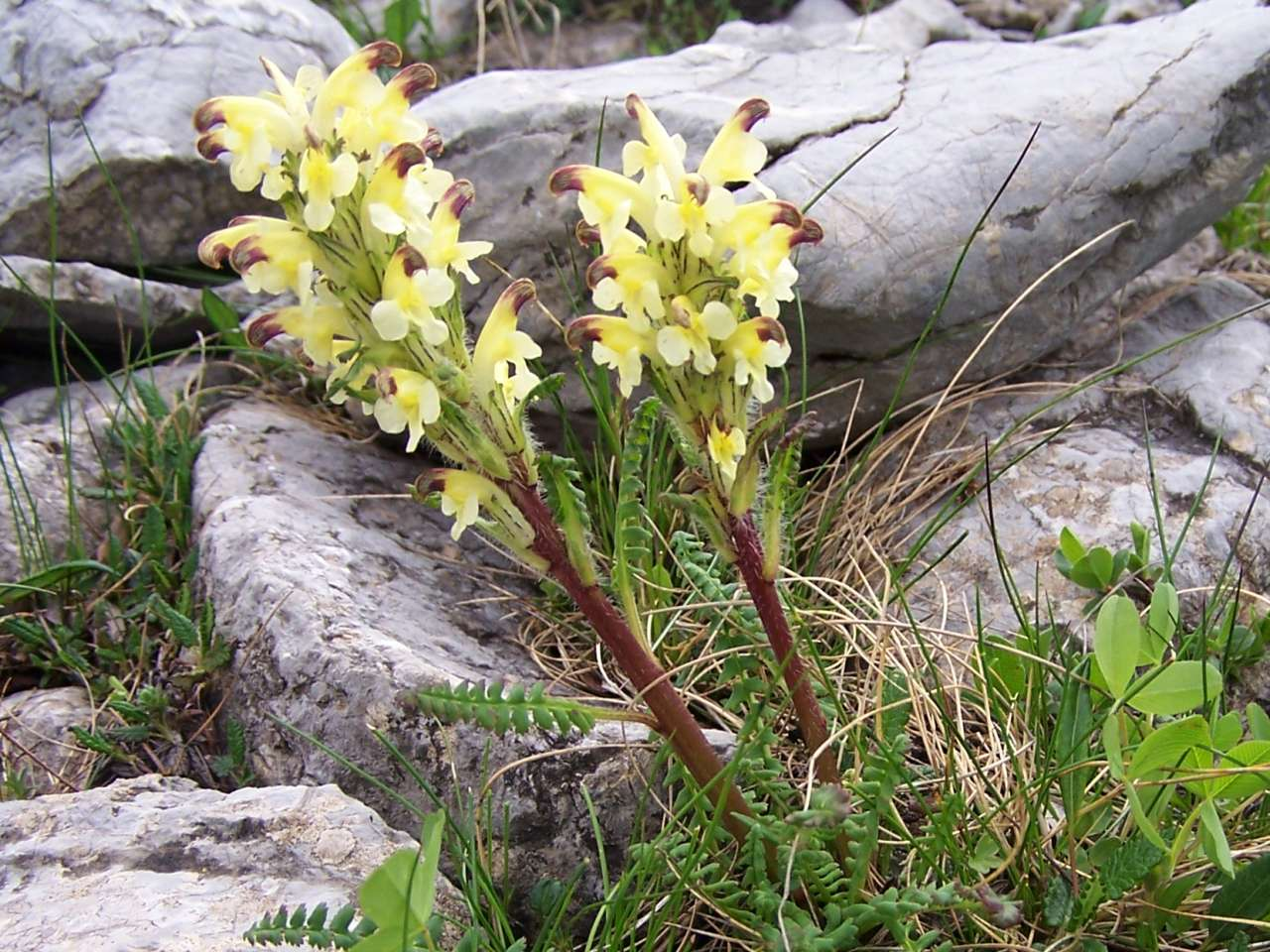
Pedicularis oederi

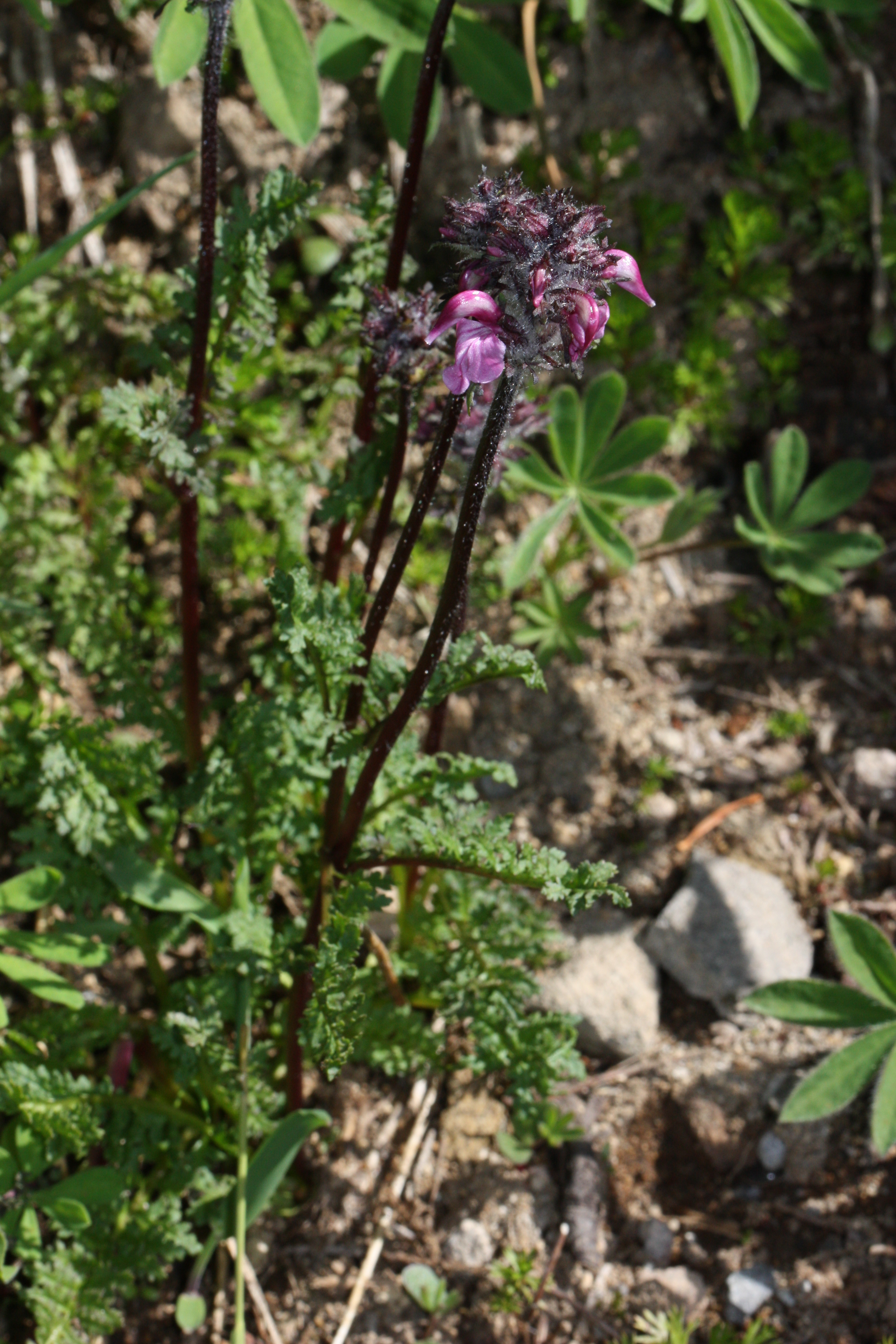
Pedicularis ornithorhyncha

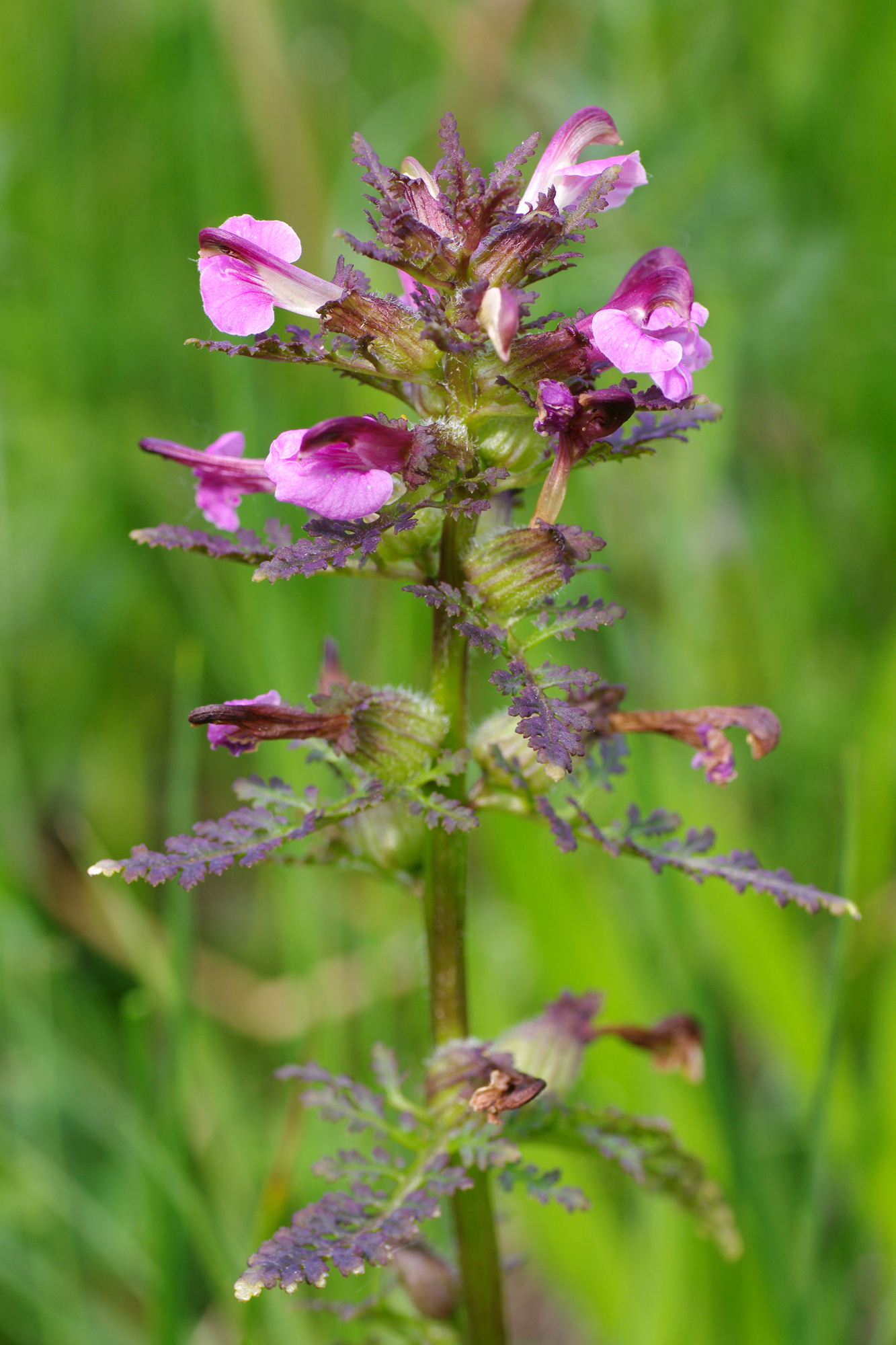
Sumpf-Läusekraut (Pedicularis palustris)

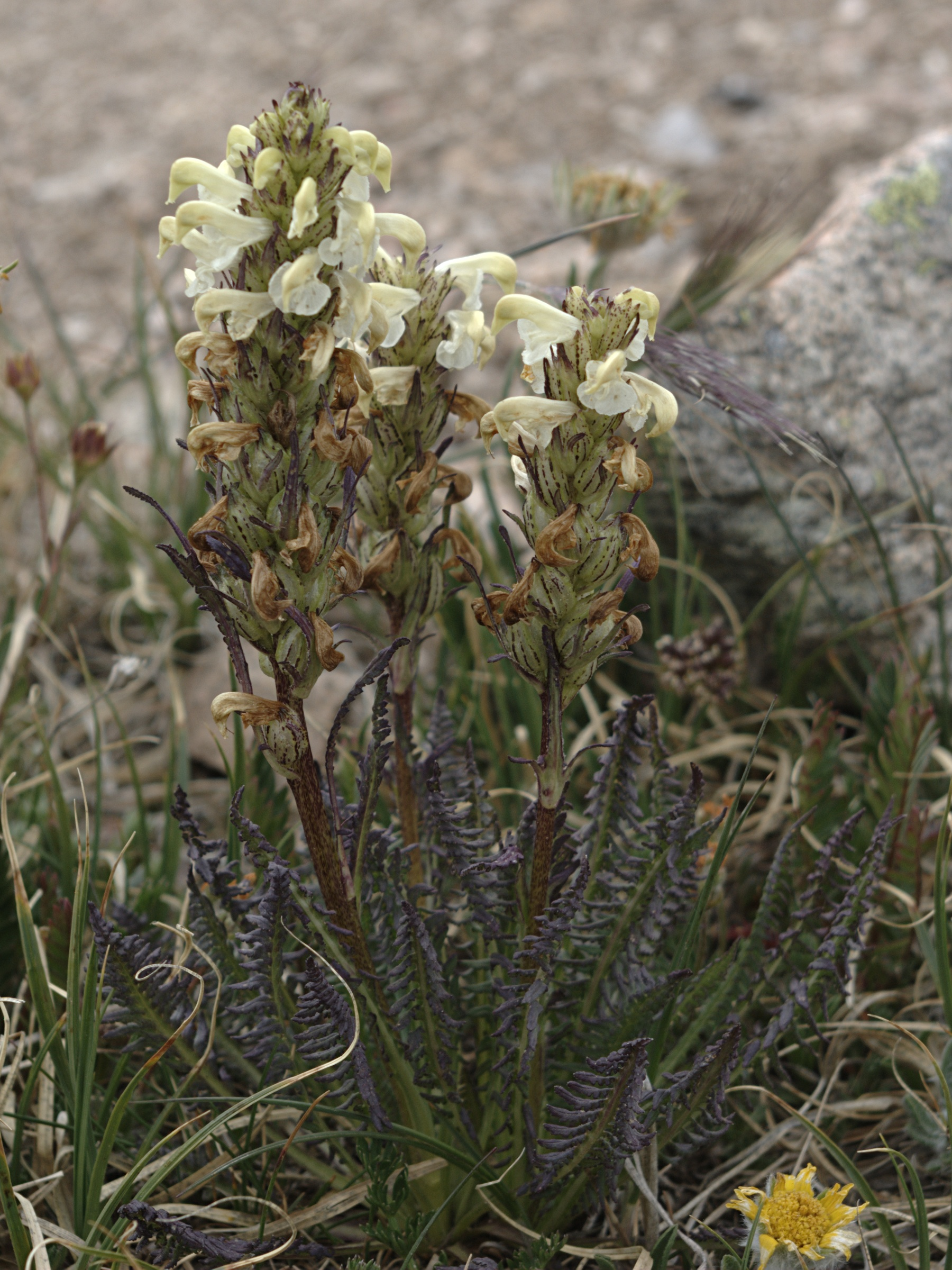
Pedicularis parryi

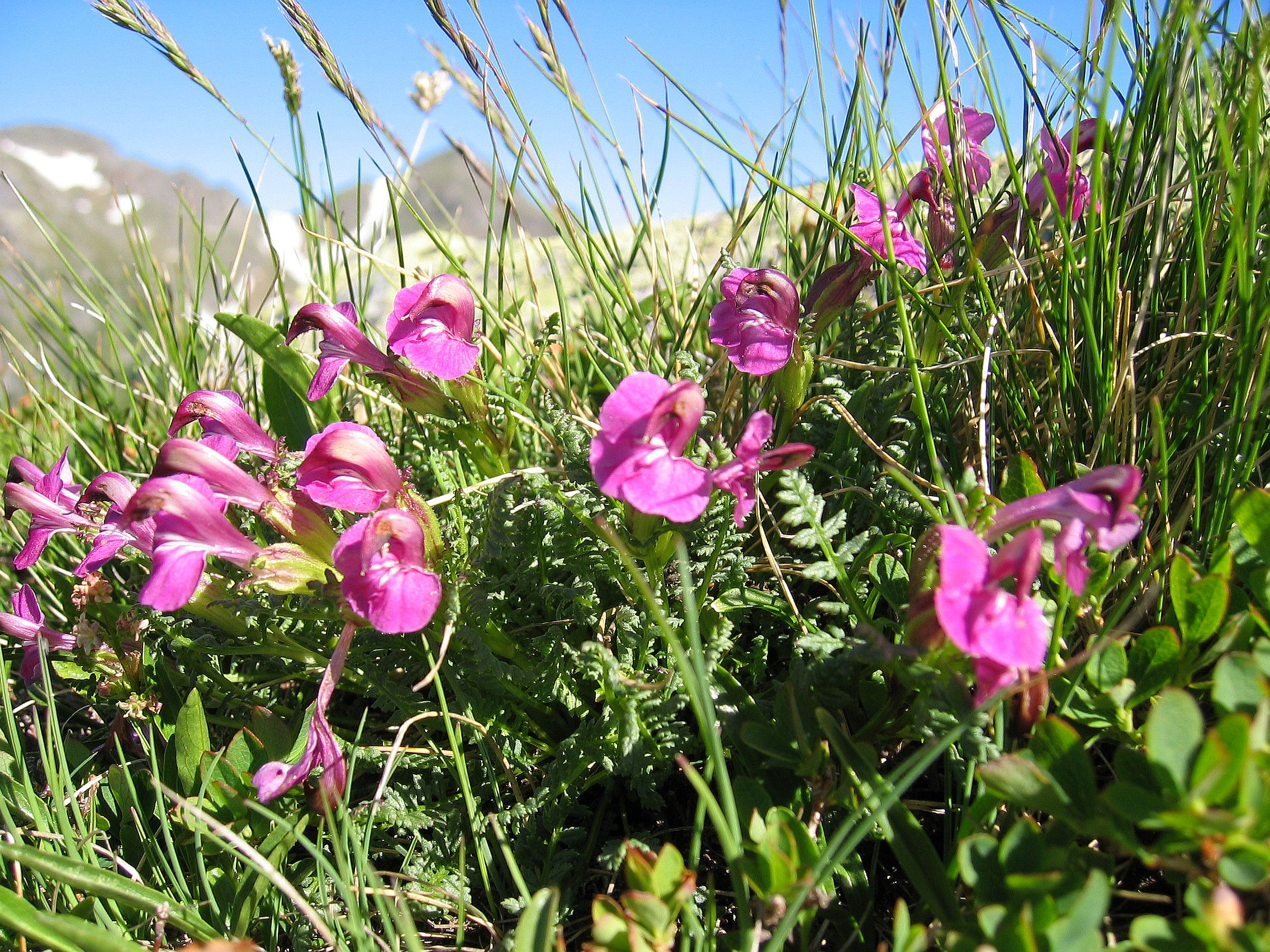
Zweiblüten-Läusekraut (Pedicularis portenschlagii)

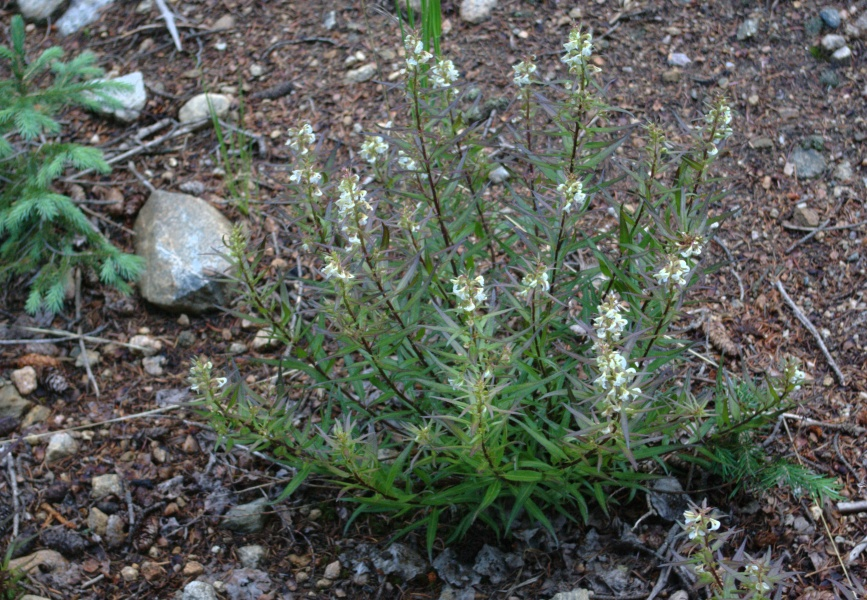
Pedicularis racemosa

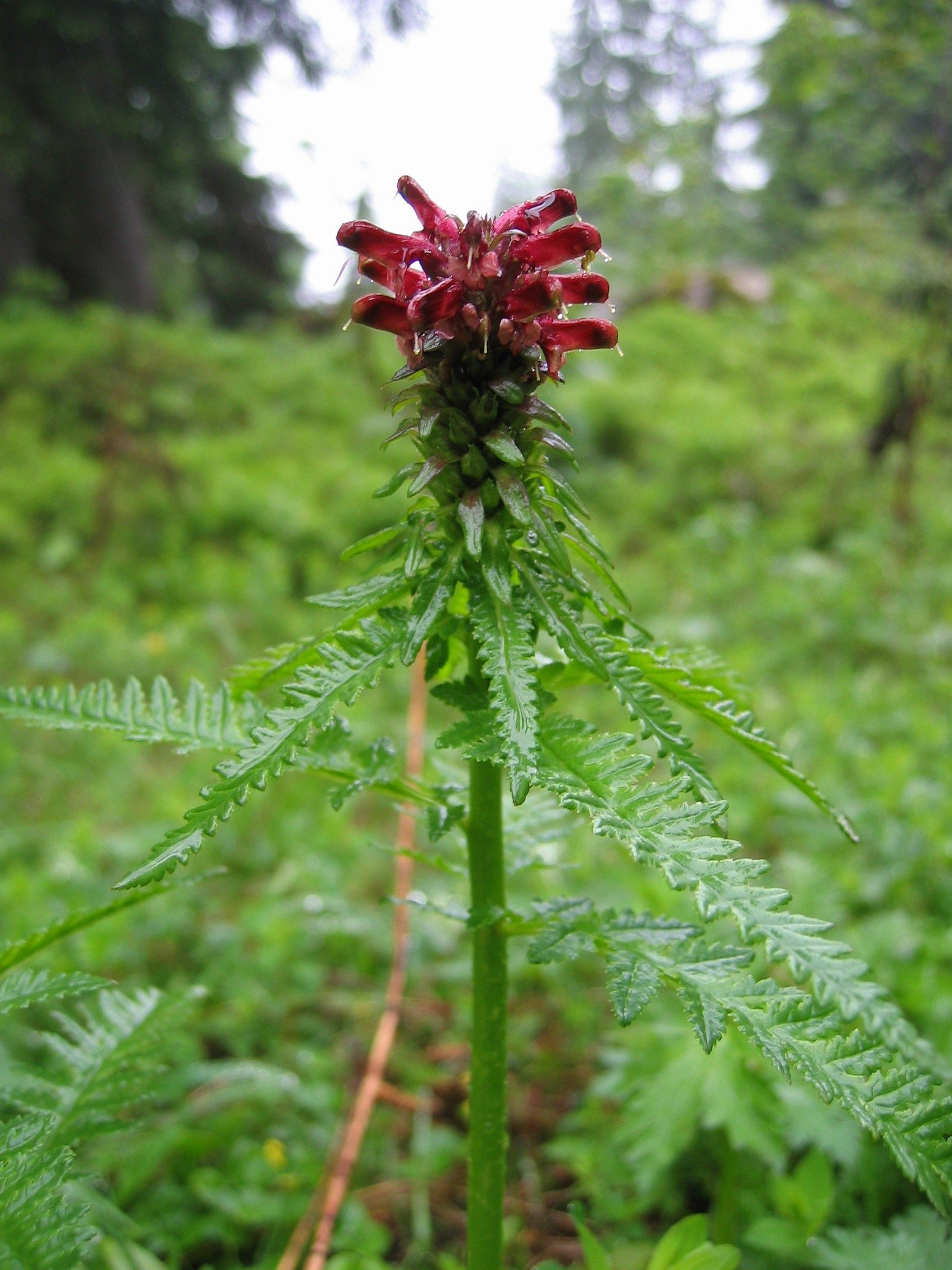
Gestutztes Läusekraut (Pedicularis recutita)

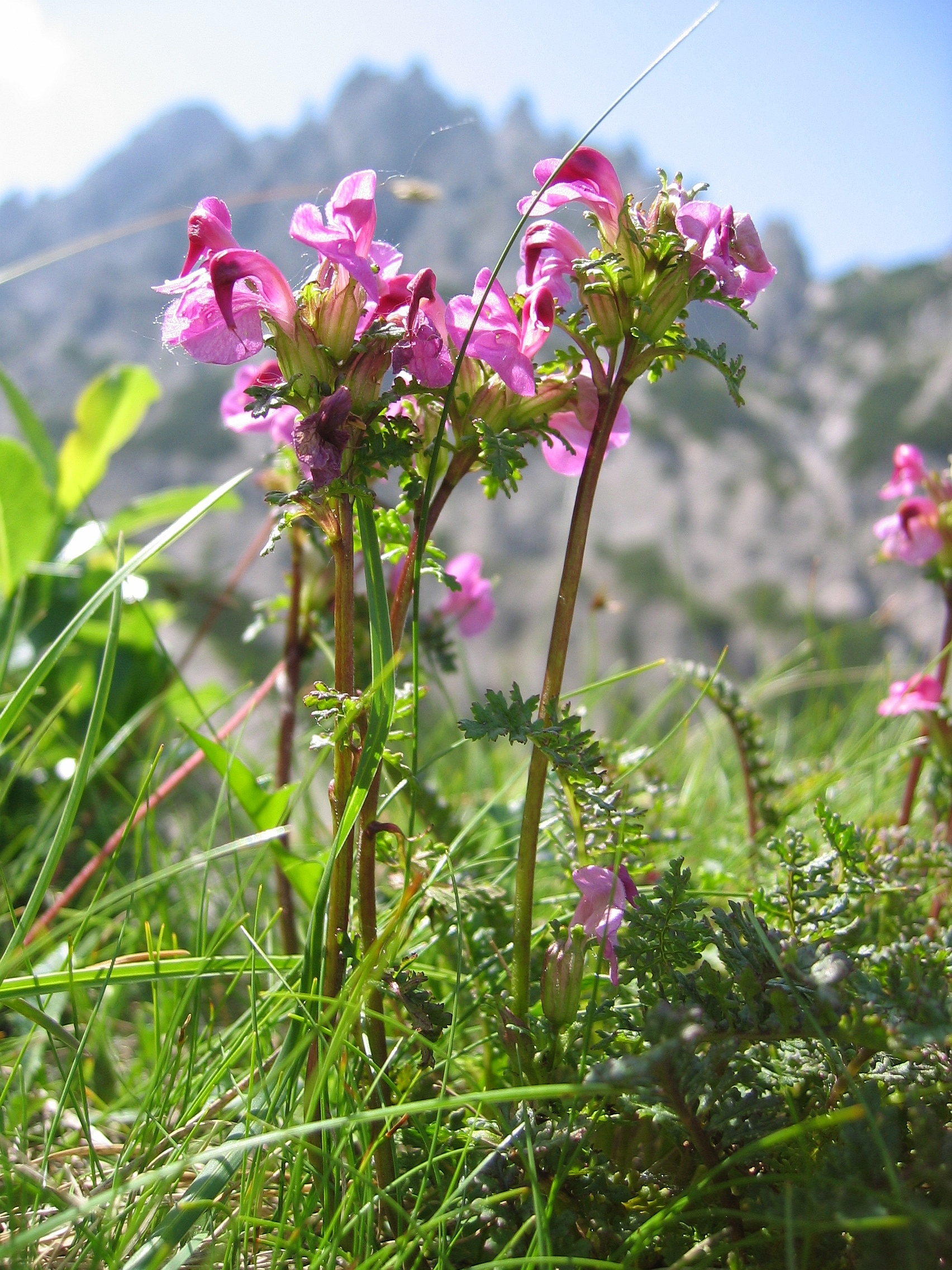
Kopfiges Läusekraut (Pedicularis rostratocapitata)

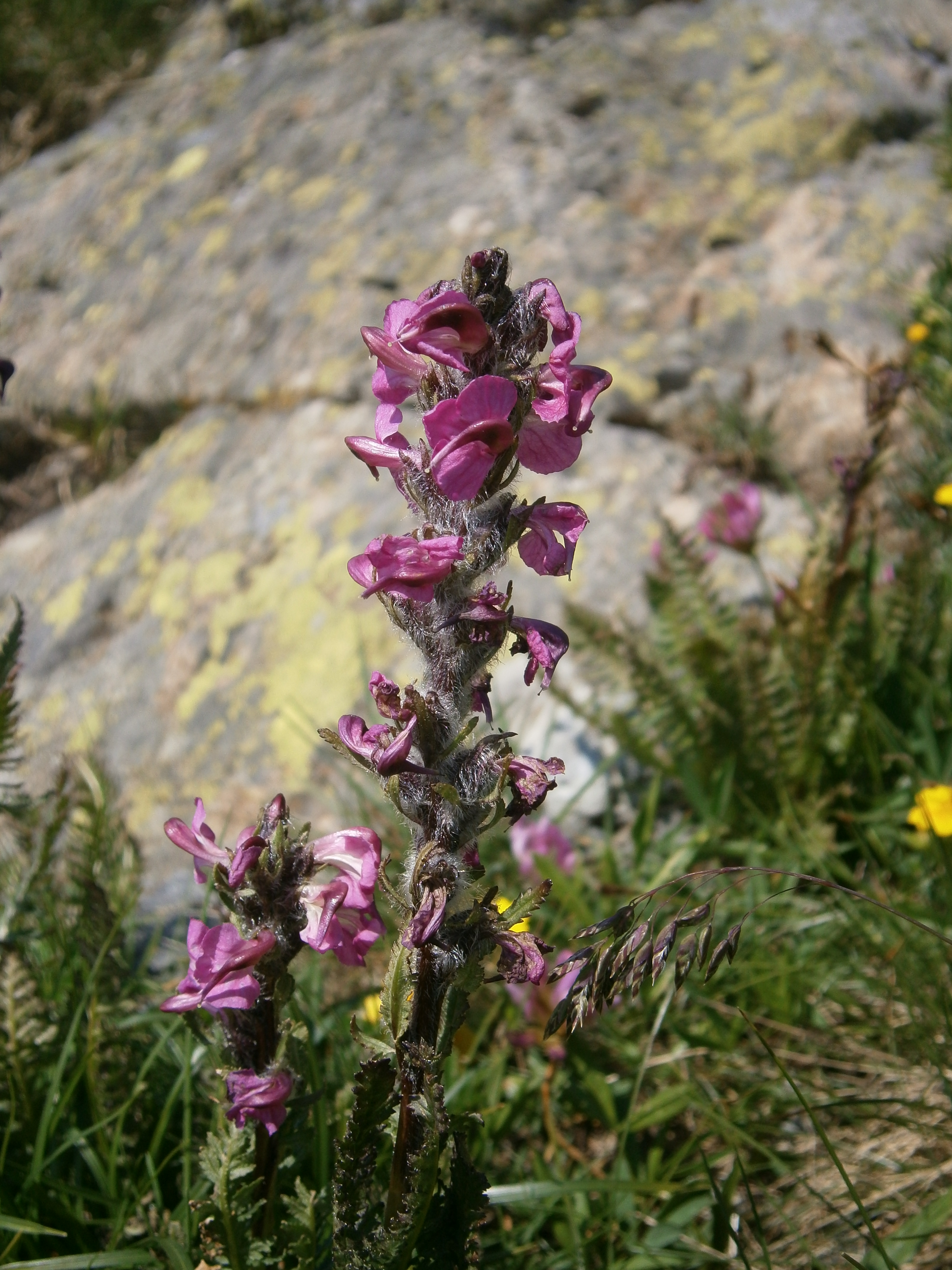
Ähriges Läusekraut (Pedicularis rostratospicata)

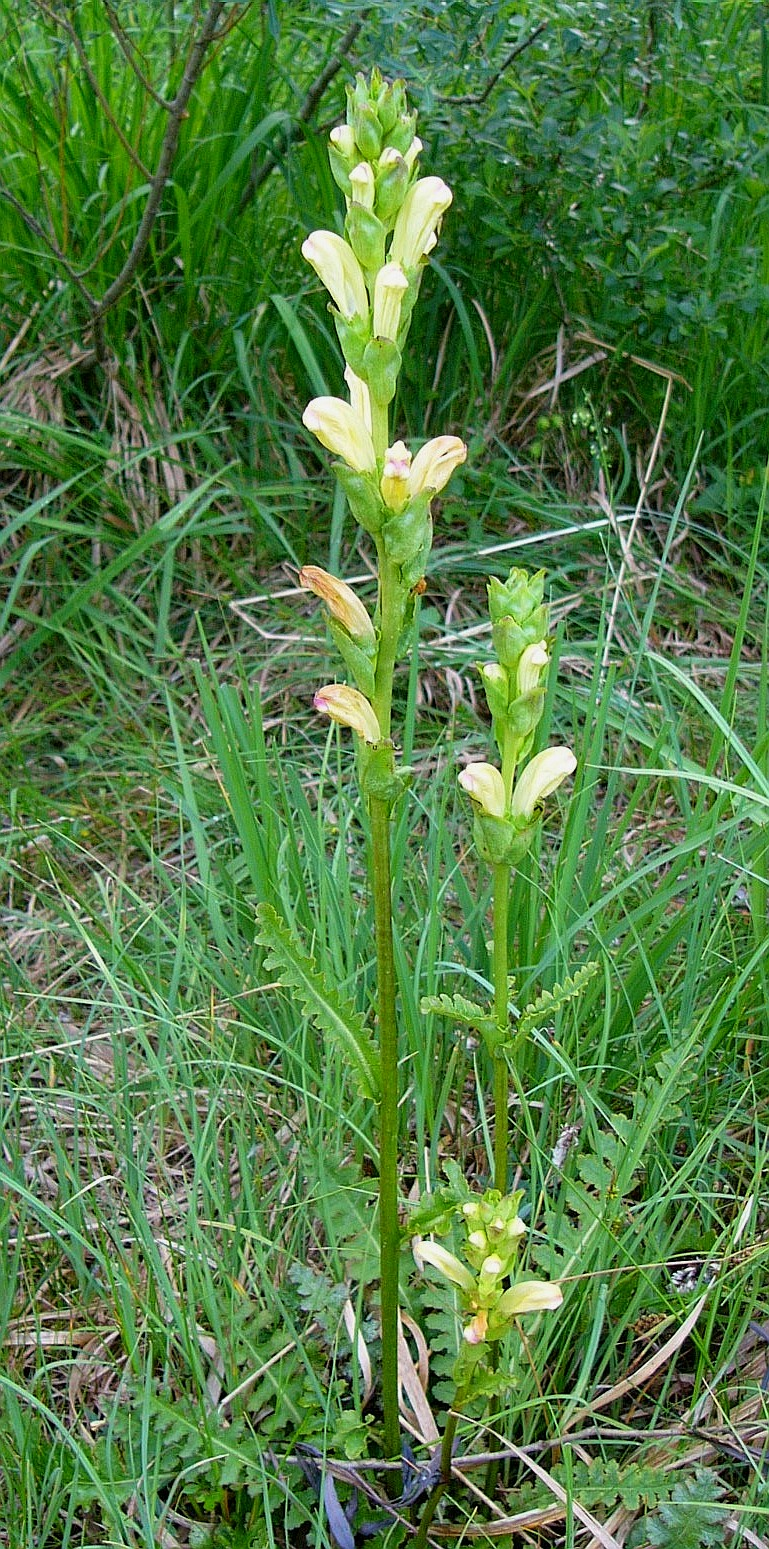
Habitus des Karlsszepter (Pedicularis sceptrum-carolinum)

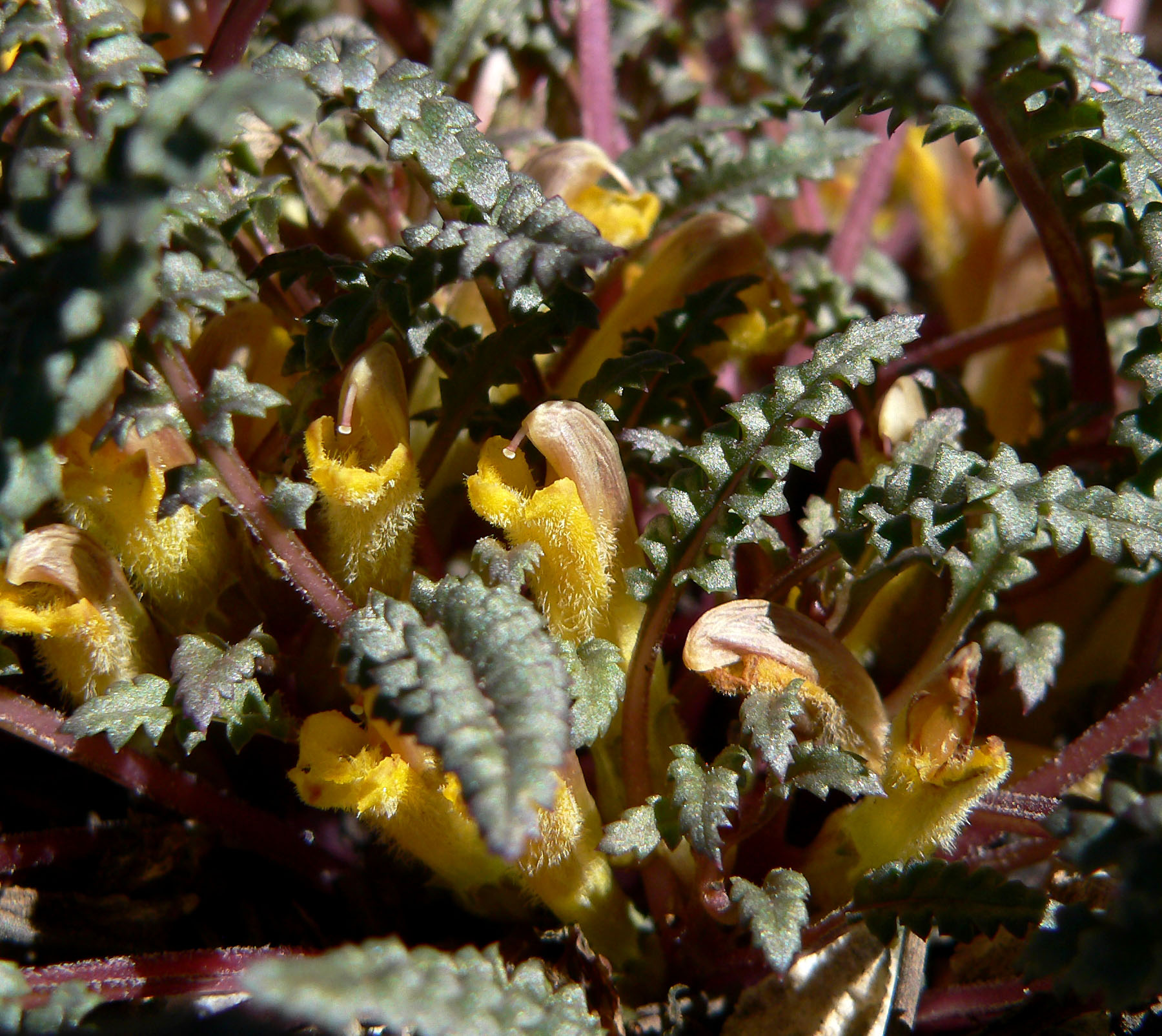
Pedicularis semibarbata

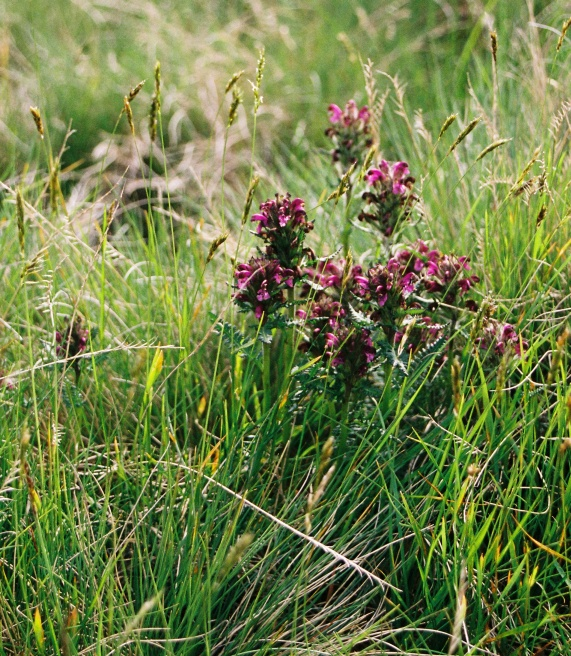
Pedicularis sudetica

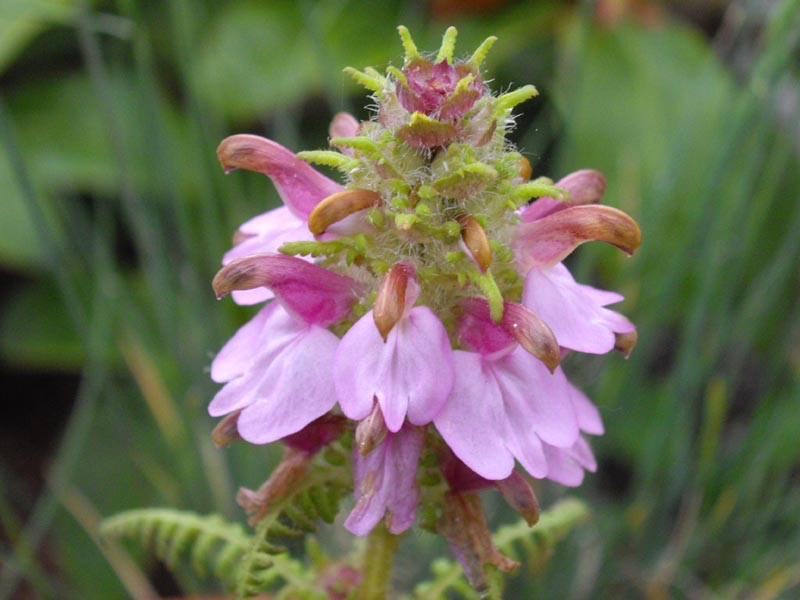
Pedicularis superba

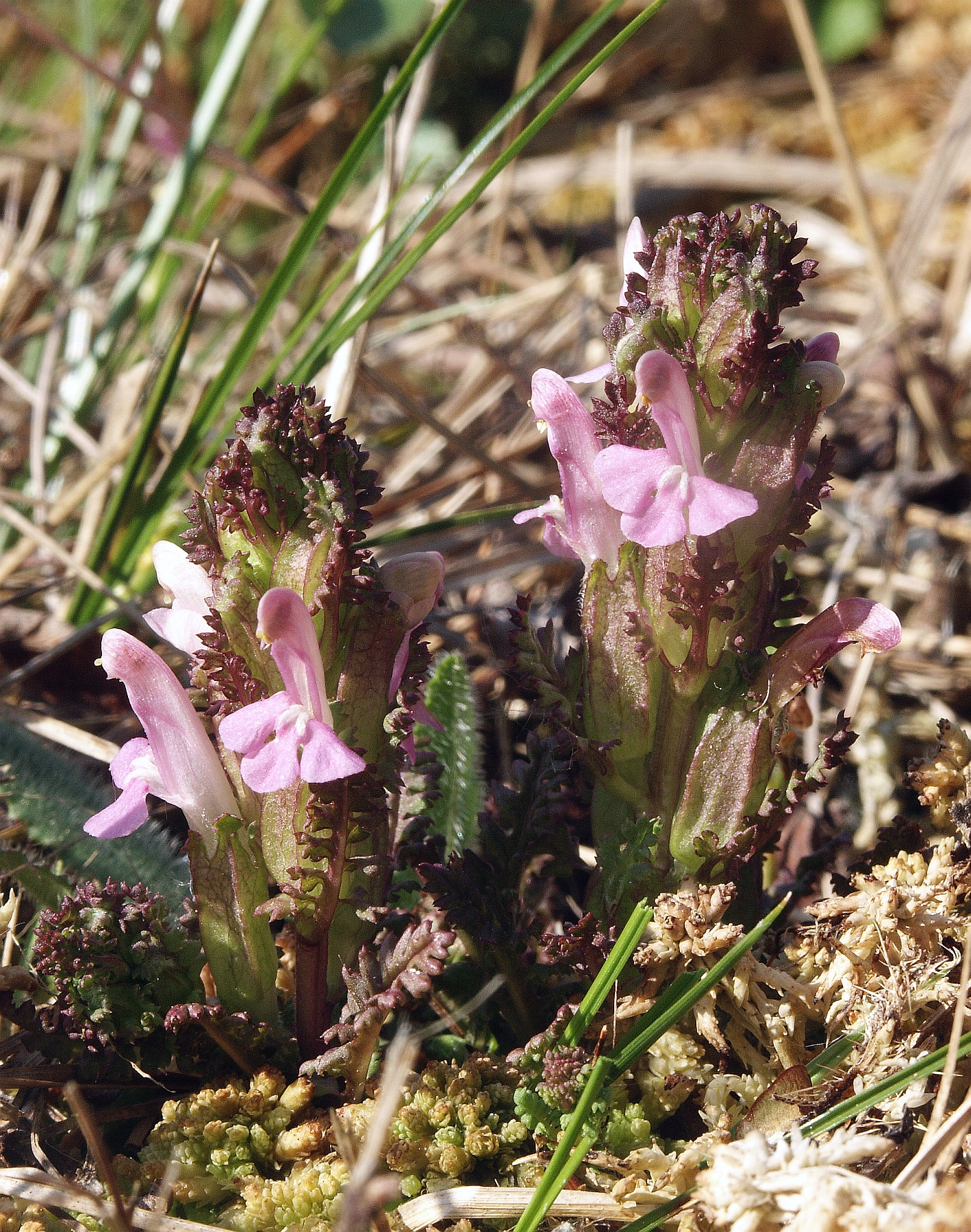
Wald-Läusekraut (Pedicularis sylvatica)

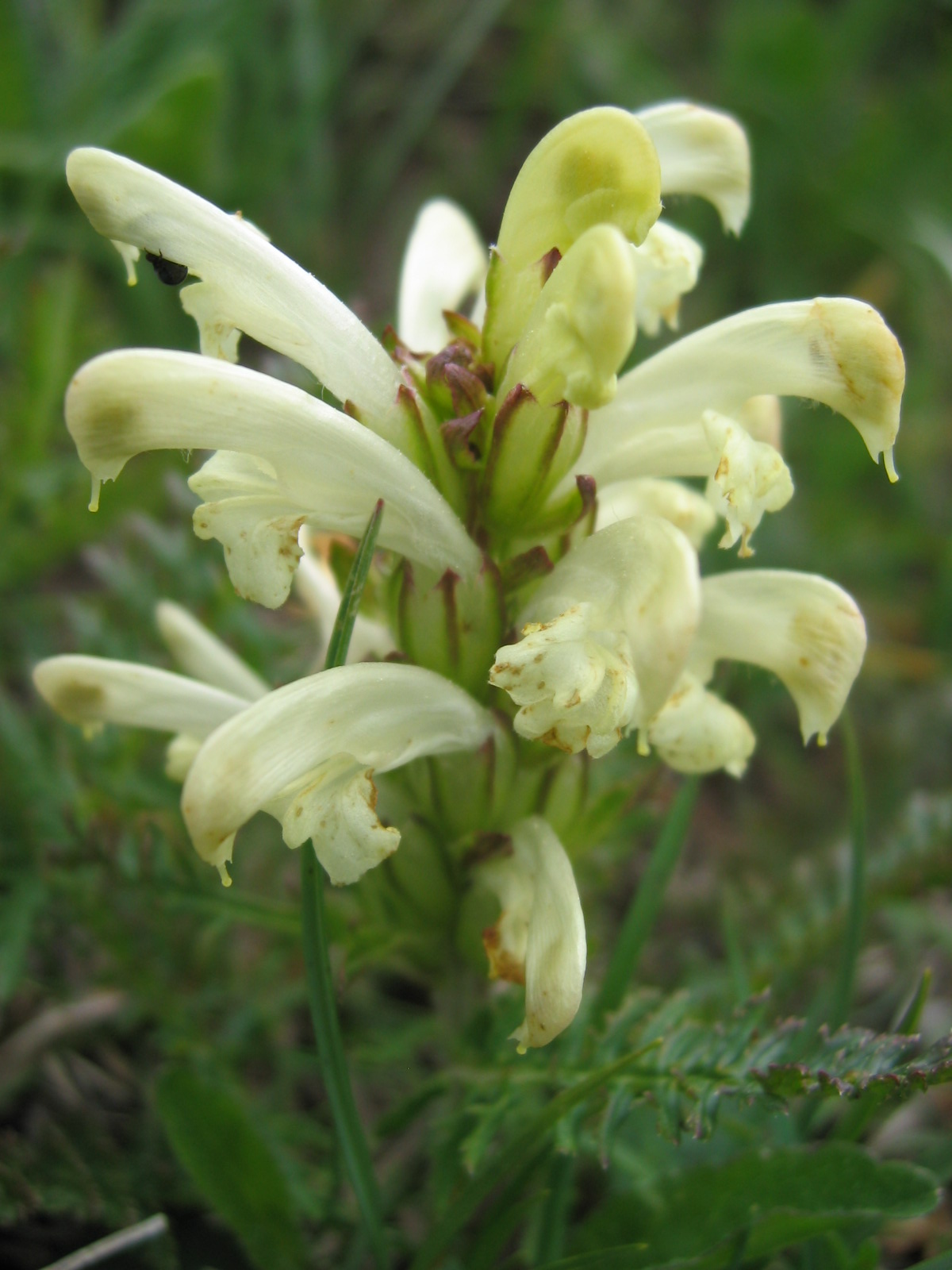
Knolliges Läusekraut (Pedicularis tuberosa)

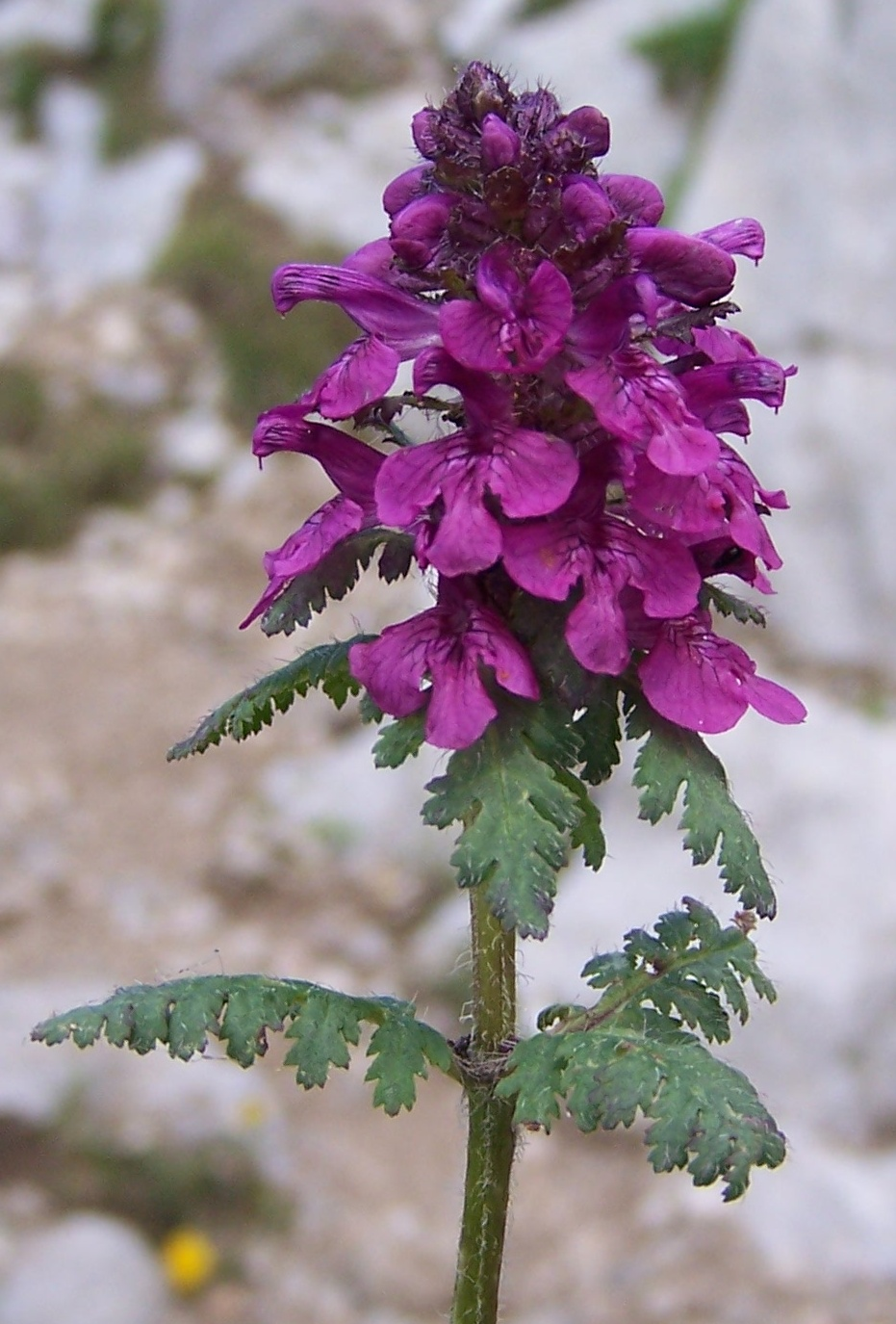
Blütenstand mit zygomorphen Blüten des Quirlblättrigen Läusekraut (Pedicularis verticillata)

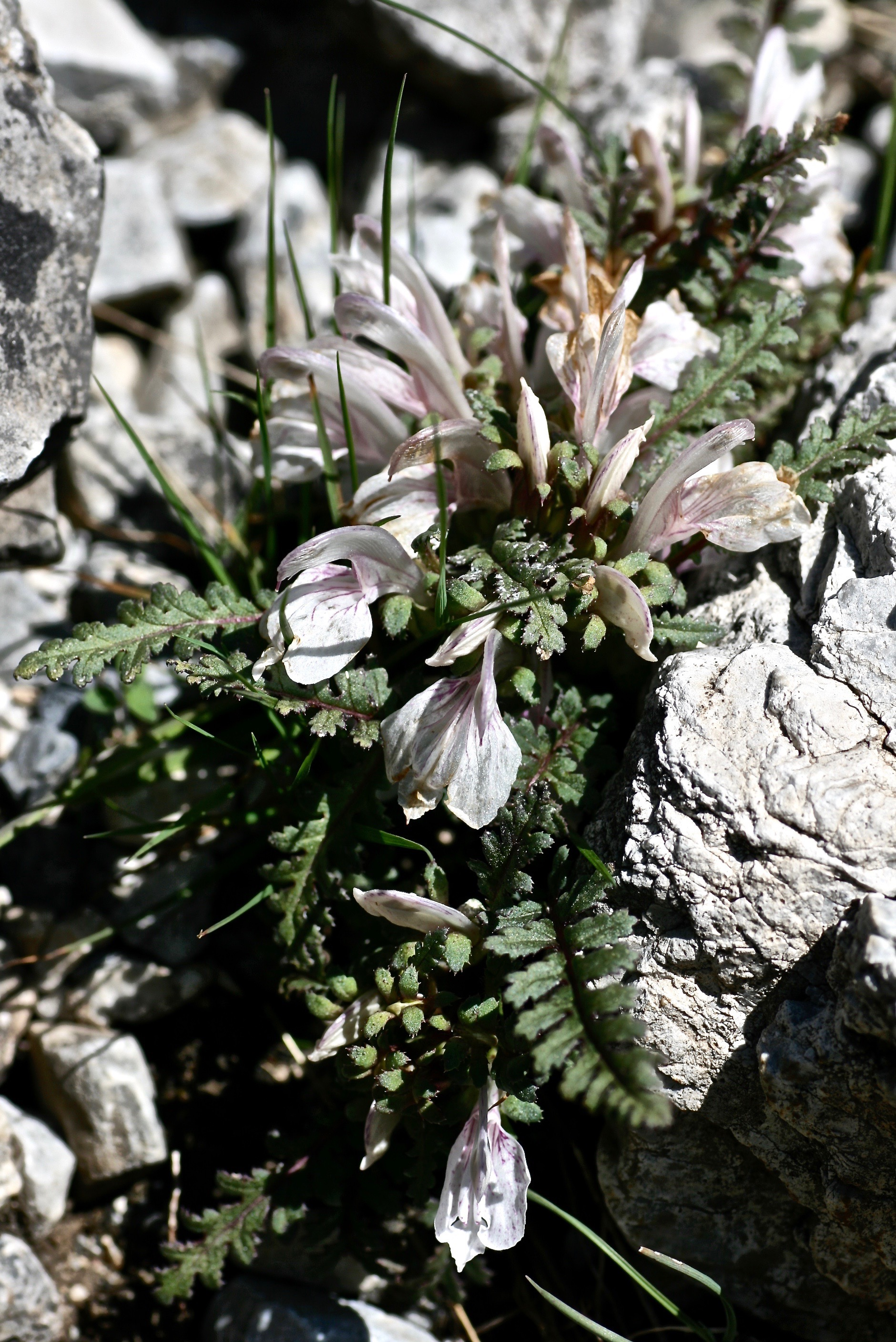
Pedicularis waldheimii

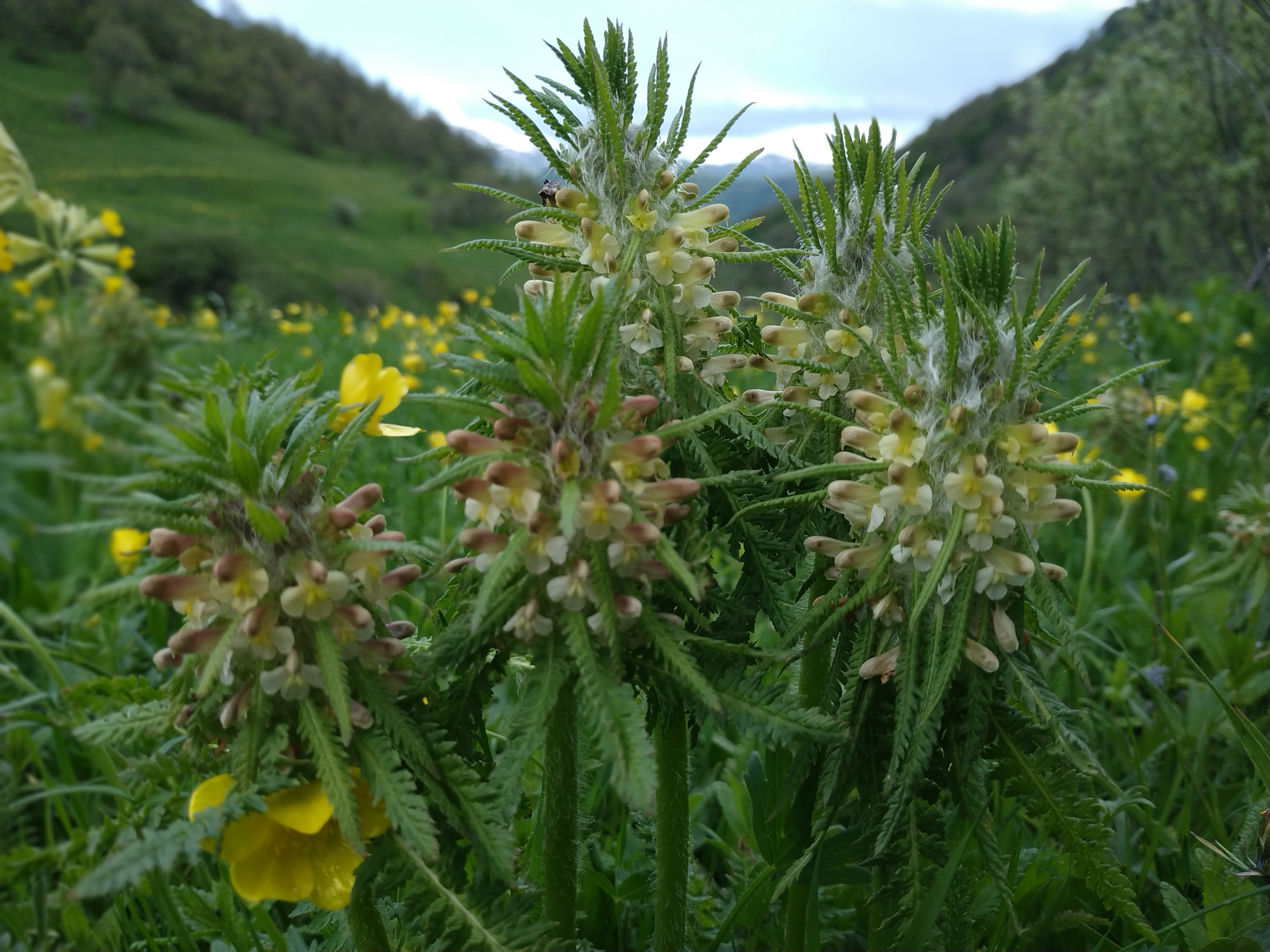
Pedicularis wilhelmsiana

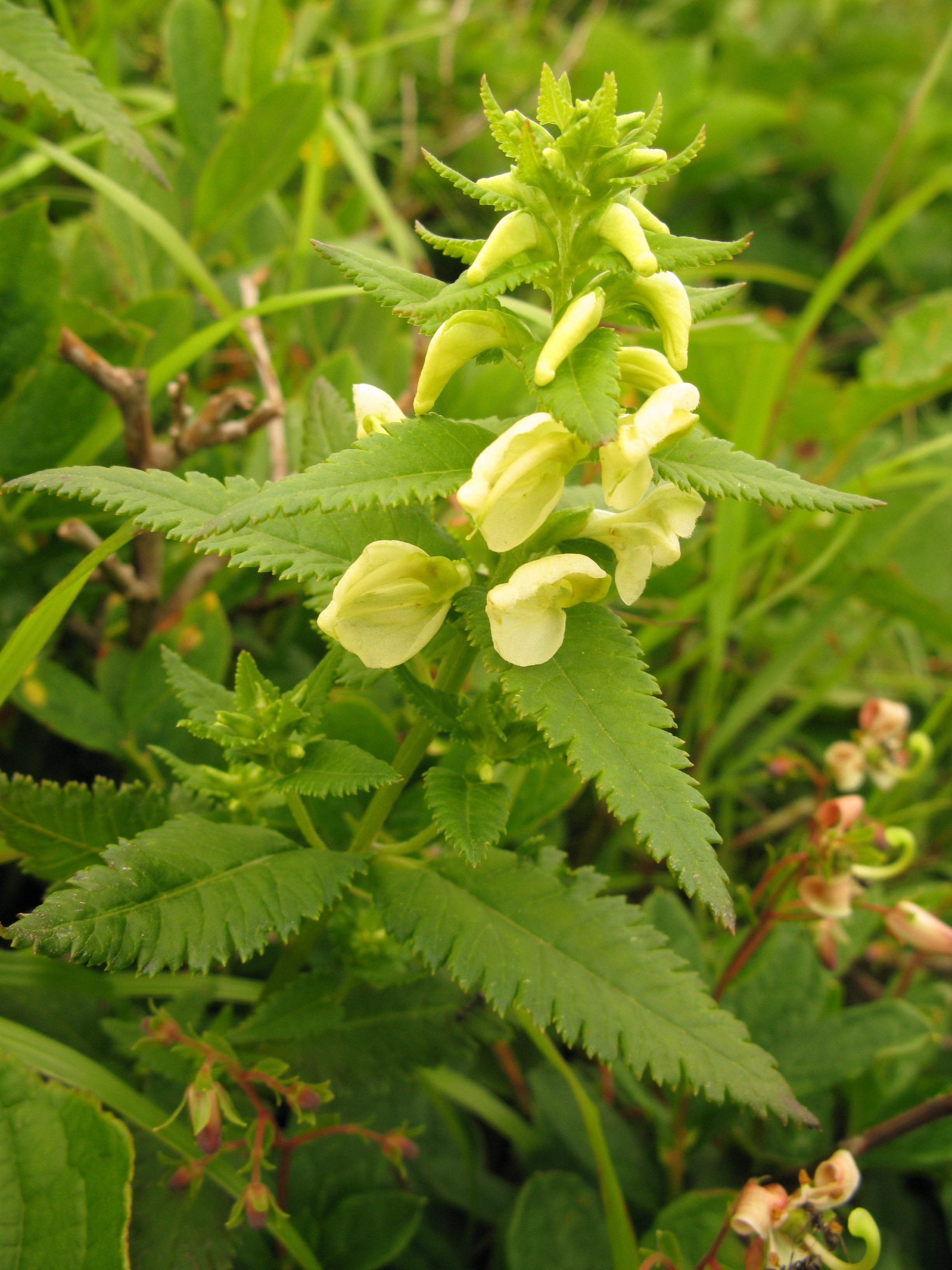
Pedicularis yezoensis

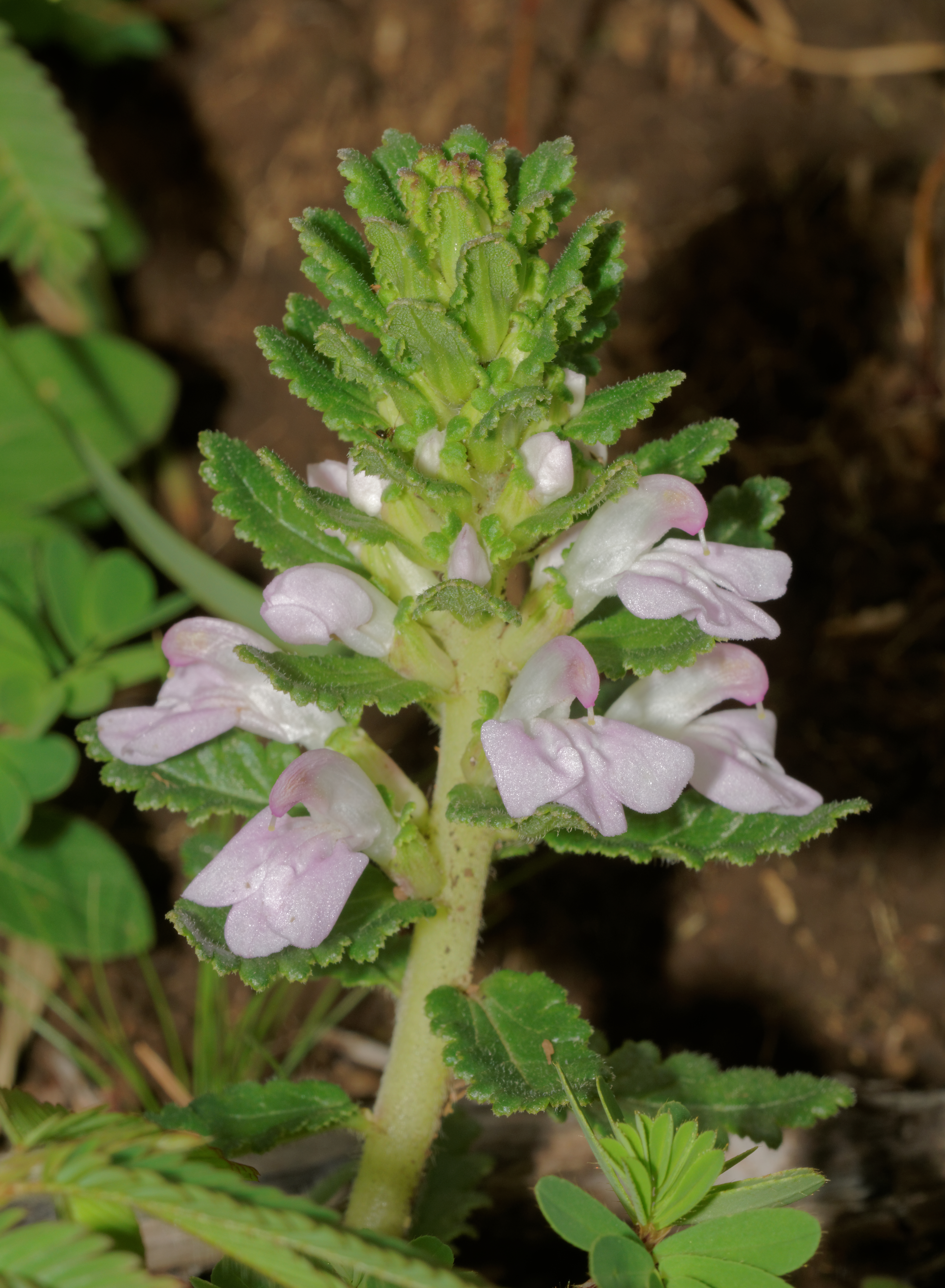
Pedicularis zeylanica

Es gibt etwa 600 Pedicularis-Arten (Auswahl):
- Pedicularis abrotanifolia M.Bieb. ex Steven: Sie kommt in Xinjiang, Kasachstan, in der Mongolei und im westlichen Sibirien vor.[1]
- Stängelloses Läusekraut (Pedicularis acaulis Scop.): Es kommt in Italien, Kroatien und Slowenien vor.[4]
- Pedicularis achilleifolia Stephan ex Willd.: Sie kommt im nordöstlichen Xinjiang, Kasachstan, Kirgisistan, in der Mongolei und in Sibirien vor.[1]
- Pedicularis acmodonta Boiss.: Sie kommt nur in Armenien vor.[4]
- Pedicularis afghanica Wendelbo: Sie kommt nur in Afghanistan vor.[5]
- Pedicularis alaica A.D.Li: Sie kommt nur in Kirgisistan vor.[5]
- Pedicularis alaschanica Maxim.: Es gibt zwei Unterarten:[1]
  - Pedicularis alaschanica Maxim. subsp. alaschanica: Sie gedeiht in Höhenlagen von 3900 bis 5100 Metern im nordöstlichen sowie südöstlichen Tibet, in der Inneren Mongolei und in den chinesischen Provinzen Gansu, Ningxia sowie Qinghai.[1]
  - Pedicularis alaschanica subsp. tibetica (Maxim.) P.C.Tsoong: Sie gedeiht an felsigen Grashängen in Höhenlagen von 4000 bis 4700 Metern nur im südlichen bis südwestlichen Tibet.[1]
- Pedicularis alatavica Stadlm. ex Vved.: Sie kommt in Zentralasien vor.[5]
- Pedicularis alberti Regel: Sie kommt in Kasachstan sowie Kirgisistan vor.[6][5]
- Pedicularis allorrhampha Vved.: Sie kommt in Zentralasien vor.[5]
- Pedicularis aloensis Hand.-Mazz.: Dieser Endemit gedeiht in Bambus-Dickichten und in Wäldern in Höhenlagen von 3000 bis 4000 Metern nur im nordwestlichen Yunnan.[1]
- Pedicularis alopecuroides Steven ex Spreng.: Sie kommt von Sibirien bis zu Russlands fernem Osten vor.[5]
- Pedicularis alopecuros Franch. ex Maxim.: Es gibt zwei Varietäten:[1]
  - Pedicularis alopecuros Franch. ex Maxim. var. alopecuros: Sie gedeiht auf alpinen Matten in Höhenlagen von 2300 bis 4000 Metern im südwestlichen Sichuan sowie nördlichen Yunnan.[1]
  - Pedicularis alopecuros var. lasiandra P.C.Tsoong: Sie kommt in Sichuan vor.[1]
- Pedicularis altaica Stephan ex Steven: Sie kommt in Xinjiang, Kasachstan, in der Mongolei und im Altai vor.[1]
- Pedicularis altifrontalis P.C.Tsoong: Dieser Endemit gedeiht in sumpfigen Wiesen in Höhenlagen von 3800 bis 4600 Metern im südöstlichen Tibet.[1]
- Pedicularis amoena Steven: Sie kommt nur im nordeuropäischen Teil Russlands vor.[4]
- Pedicularis amoeniflora Vved.: Sie kommt in Tadschikistan vor.[5]
- Pedicularis amplicollis T.Yamaz.: Sie kommt nur in Bhutan vor.[5]
- Pedicularis amplituba H.L.Li: Dieser Endemit gedeiht an felsigen Hängen in Höhenlagen von etwa 3500 Metern nur im nordwestlichen Yunnan.[1]
- Pedicularis anas Maxim.: Es gibt drei Varietäten:[1]
  - Pedicularis anas Maxim. var. anas: Sie gedeiht auf alpinen Matten in Höhenlagen von 3000 bis 4300 Metern in den chinesischen Provinzen südliches Gansu und nördliches sowie westliches Sichuan.[1]
  - Pedicularis anas var. tibetica Bonati: Sie gedeiht 3600 bis 4400 Metern im östlichen Tibet sowie im westlichen Sichuan.[1]
  - Pedicularis anas var. xanthantha (H.L.Li) P.C.Tsoong: Dieser Endemit gedeiht auf alpinen Matten in Höhenlagen von 3300 bis 3700 Metern im südwestlichen Gansu.[1]
- Pedicularis angularis P.C.Tsoong: Dieser Endemit gedeiht an Hängen in Höhenlagen von etwa 3800 Metern nur im nordwestlichen Sichuan.[1]
- Pedicularis angustifolia Benth.: Sie kommt in New Mexico und im nördlichen und westlichen Mexiko vor.[5]
- Pedicularis angustilabris H.L.Li: Sie gedeiht auf alpinen Matten in Höhenlagen von 3000 bis 4000 Metern im westlichen Sichuan sowie nordwestlichen Yunnan.[1]
- Pedicularis angustiloba P.C.Tsoong: Sie gedeiht auf lockeren Moränen und an trockenen Standorten in Wäldern in Höhenlagen von 3400 bis 4500 Metern nur im östlichen Tibet.[1]
- Pedicularis annapurnensis T.Yamaz.: Sie kommt nur in Nepal vor.[5]
- Pedicularis anomala P.C.Tsoong & H.P.Yang: Sie gedeiht in Abies-Wäldern in Höhenlagen von 3200 bis 3800 Metern nur im östlichen Tibet.[1]
- Pedicularis anserantha T.Yamaz.: Sie kommt nur in Nepal vor.[5]
- Pedicularis anthemifolia Fisch. ex Colla: Es gibt zwei Unterarten:[1]
  - Pedicularis anthemifolia Fisch. ex Colla subsp. anthemifolia: Sie kommt vom europäischen Teil Russlands über Sibirien bis zur Mongolei und nördlichen Xinjiang vor.[1]
  - Pedicularis anthemifolia subsp. elatior (Regel) P.C.Tsoong: Sie kommt in Kasachstan, Kirgisistan und westlichen Xinjiang vor.[1]
- Pedicularis apodochila Maxim.: Sie kommt auf den südlichen Kurilen und im nördlichen und zentralen Japan vor.[5]
- Pedicularis aquilina Bonati: Sie kommt in Yunnan vor.[1]
- Pedicularis arctoeuropaea (Hultén) Molau & D.F.Murray: Sie kommt im subarktischen Amerika und von Nordosteuropa bis ins nordwestliche Sibirien vor.[5]
- Pedicularis armata Maxim.: Es gibt zwei Varietäten:[1]
  - Pedicularis armata Maxim. var. armata: Sie gedeiht auf alpinen Matten in Höhenlagen von 3700 bis 4600 Metern in den chinesischen Provinzen südwestliches Gansu und nördliches Sichuan.[1]
  - Pedicularis armata var. trimaculata X.F.Lu: Sie gedeiht auf alpinen Matten an feuchten oder sonnigen Standorten und in Torf in Höhenlagen von 3000 bis 4000 Metern in den chinesischen Provinzen Gansu sowie Qinghai.[1]
- Pedicularis armena Boiss. & A.Huet: Sie kommt nur in Armenien vor.[4]
- Pedicularis artiae R.Kr.Singh, Kholia & Sudhakar: Sie wurde 2016 aus Sikkim erstbeschrieben.[5]
- Pedicularis artselaeri Maxim.: Es gibt zwei Varietäten:[1]
  - Pedicularis artselaeri Maxim. var. artselaeri: Sie gedeiht an feuchten Standorten, steinigen Hängen und in Wäldern in Höhenlagen von 1000 bis 2800 Metern in den chinesischen Provinzen Hebei, Hubei, Shaanxi, Shanxi sowie nordöstlichen Sichuan.[1]
  - Pedicularis artselaeri var. wutaiensis Hurusawa: Sie kommt in der chinesischen Provinz Shanxi vor.[1]
- Aufsteigendes Läusekraut (Pedicularis ascendens Gaudin): Es kommt von Frankreich über die Schweiz bis Italien vor.[4]
- Pedicularis aschistorrhyncha C.Marquand & Shaw: Dieser Endemit gedeiht auf sumpfigen Wiesen in Höhenlagen von 3400 bis 3600 Metern nur im südöstlichen Tibet.[1]
- Pedicularis asparagoides Lapeyr.: Sie kommt von Spanien bis Frankreich vor.[4]
- Farnblättriges Läusekraut, Salzburger Läusekraut (Pedicularis asplenifolia Willd.): Es kommt von Österreich über die Schweiz bis Italien vor.[4]
- Pedicularis atra Bonati: Sie kommt im nördlichen Myanmar vor.[5]
- Pedicularis atropurpurea Nordm.: Sie kommt im asiatischen Teil der Türkei vor.[4]
- Pedicularis atroviridis P.C.Tsoong: Dieser Endemit gedeiht an moosbedeckten Hängen in Höhenlagen von etwa 4100 Metern nur im südöstlichen Tibet.[1]
- Pedicularis attollens A.Gray: Sie kommt in den westlichen US-Bundesstaaten Oregon sowie Kalifornien vor.[3]
- Pedicularis atuntsiensis Bonati: Dieser Endemit gedeiht in Höhenlagen von 4300 bis 4500 Metern nur im nordwestlichen Yunnan.[1]
- Pedicularis aurantiaca (E.F.Sprague) Monfils & Prather: Sie kommt in Oregon und in Kalifornien vor.[5]
- Pedicularis aurata (Bonati) H.L.Li: Sie gedeiht in Bambus-Dickichten und Kiefernwäldern in Höhenlagen von 3300 bis 3900 Metern im südöstlichen Tibet und im nordwestlichen Yunnan.[1]
- Pedicularis axillaris Franch. ex Maxim.: Es gibt zwei Unterarten:[1]
  - Pedicularis axillaris Franch. ex Maxim. subsp. axillaris: Sie gedeiht in Höhenlagen von 3000 bis 4000 Metern im südöstlichen Tibet, südwestlichen Sichuan sowie nordwestlichen Yunnan.[1]
  - Pedicularis axillaris subsp. balfouriana (Bonati) P.C.Tsoong: Dieser Endemit gedeiht auf offenen Weiden in Höhenlagen von 2700 bis 3400 Metern nur im nordwestlichen Yunnan.[1]
- Pedicularis balkharica E.A.Busch: Sie kommt im Kaukasusraum vor.[5]
- Pedicularis batangensis Bureau & Franch.: Sie gedeiht an offenen felsigen Hängen in Höhenlagen von 2500 bis 3100 Metern nur im nordwestlichen bis westlichen Sichuan.[1]
- Pedicularis baumgartenii Simonk.: Sie kommt nur in Rumänien vor.[4]
- Pedicularis bella Hook.f.: Es gibt zwei Unterarten:[1]
  - Pedicularis bella Hook.f. subsp. bella: Sie kommt in Bhutan, Sikkim und Tibet vor.[1]
  - Pedicularis bella subsp. holophylla (C.Marquand & Shaw) P.C.Tsoong: Dieser Endemit gedeiht in Höhenlagen von 3600 bis 4400 Metern nur im südöstlichen Tibet.[1]
- Pedicularis bhutanomuscoides T.Yamaz.: Sie kommt nur in Bhutan vor.[5]
- Pedicularis bicolor Diels: Sie kommt nur im südöstlichen Shaanxi vor.[1]
- Pedicularis bicornuta Klotzsch: Sie kommt vom nördlichen Pakistan bis zum westlichen Himalaja vor.[5]
- Pedicularis bidentata Maxim.: Sie kommt im nördlichen Sichuan vor.[1]
- Pedicularis bietii Franch.: Sie gedeiht in alpinen Regionen im südöstlichen Tibet sowie im westlichen Sichuan.[1]
- Pedicularis bifida (Buch.-Ham. ex D.Don) Pennell: Sie kommt vom Himalaja bis Assam vor.[5]
- Pedicularis binaria Maxim.: Sie gedeiht auf alpinen Matten in Höhenlagen von etwa 4000 Metern nur im nördlichen Sichuan.[1]
- Pedicularis bipinnatifida (Pennell) R.R.Mill: Sie kommt vom nordöstlichen Pakistan bis zum westlichen Himalaja vor.[5]
- Pedicularis birmanica Bonati: Sie kommt im nördlichen Myanmar vor.[5]
- Pedicularis bomiensis H.P.Yang: Sie gedeiht im Dickicht in Höhenlagen von etwa 3200 Metern im östlichen Tibet.[1]
- Pedicularis brachychila H.L.Li: Sie kommt im nördlichen Myanmar vor.[5]
- Pedicularis brachycrania H.L.Li: Sie gedeiht in der Nähe von Gletscherseen im südwestlichen Sichuan sowie nordöstlichen Yunnan.[1]
- Pedicularis brachyodonta Schloss. & Vuk.: Sie kommt von Serbien, Kosovo und Vojvodina, Kroatien über Albanien bis Griechenland vor.[4]
- Pedicularis brachystachys Bunge: Sie kommt in Sibirien vor.[5]
- Pedicularis bracteosa Benth.: Die Varietäten sind im westlichen Nordamerika von Kanada bis zu den USA verbreitet.[3]
- Pedicularis breviflora Regel & C.Winkl.: Sie kommt in Xinjiang sowie Kasachstan und vielleicht in Kirgisistan vor.[1]
- Pedicularis brevifolia D.Don: Sie kommt vom nördlichen Pakistan bis zum zentralen Nepal vor.[5]
- Pedicularis brevilabris Franch.: Sie gedeiht auf alpinen Matten und im Dickicht in Höhenlagen von 2700 bis 3500 Metern im südwestlichen Gansu sowie nordwestlichen bis westlichen Sichuan.[1]
- Pedicularis brevirostris Pennell: Sie kommt vom nordöstlichen Afghanistan bis zum westlichen Himalaja vor.[5]
- Pedicularis breviscaposa T.Yamaz.: Sie kommt nur in Nepal vor.[5]
- Pedicularis cabulica Benth.: Sie kommt vom südlichen Iran bis Afghanistan vor.[5]
- Pedicularis cacuminidenta T.Yamaz.: Sie wurde 2003 aus Bhutan erstbeschrieben.[5]
- Pedicularis cadmea Boiss.: Sie kommt in der Türkei vor.[5]
- Pedicularis caeruleoalbescens Wendelbo: Sie kommt im nördlichen Pakistan vor.[5]
- Pedicularis canadensis L.: Sie ist in Nordamerika von Kanada bis zu den USA weitverbreitet.[3]
- Pedicularis canescens P.C.Tsoong: Sie kommt im westlichen Himalaja vor.[5]
- Pedicularis capitata Adams: Sie kommt im subarktischen Nordamerika, Kanada und Grönland und von Sibirien bis zu Russlands fernem Osten vor.[5]
- Pedicularis caucasica M.Bieb.: Sie kommt von der nordöstlichen und östlicheh Türkei bis zum nordwestlichen und nördlichen Iran vor.[5]
- Mont-Cenis-Läusekraut (Pedicularis cenisia Gaudin): Es kommt von Frankreich bis Italien vor.[4]
- Pedicularis centranthera A.Gray: Sie ist in den USA weitverbreitet.[3]
- Pedicularis cephalantha Franch. ex Maxim.: Es gibt zwei Varietäten:[1]
  - Pedicularis cephalantha Franch. ex Maxim. var. cephalantha: Sie gedeiht auf alpinen Matten und Picea-Wäldern in Höhenlagen von 4000 bis 4900 Metern im nordwestlichen Yunnan.[1]
  - Pedicularis cephalantha var. szetchuanica Bonati: Sie gedeiht auf alpinen Matten in Höhenlagen von 2800 bis 4500 Metern im südlichen Sichuan und in Yunnan.[1]
- Pedicularis cephalanthoides P.C.Tsoong: Sie kommt in Assam vor.[5]
- Pedicularis cernua Bonati: Es gibt zwei Unterarten:[1]
  - Pedicularis cernua Bonati subsp. cernua: Sie gedeiht auf alpinen Matten in Höhenlagen von 3800 bis 4000 Metern im südwestlichen Sichuan und im nordwestlichen Yunnan.[1]
  - Pedicularis cernua subsp. latifolia (H.L.Li) P.C.Tsoong: Dieser Endemit gedeiht auf alpinen Matten in Höhenlagen von etwa 4200 Metern nur im oberen Kiukiang Tal in Yunnan.[1]
- Pedicularis chamissonis Steven: Sie kommt von den japischen Inseln Hokkaido sowie Honshu über die Kurilen, Sakhalin bis Kamtschatka und in Alaska vor.[3]
- Pedicularis chamissonoides T.Yamaz.: Sie kommt in Nepal vor.[5]
- Pedicularis cheilanthifolia Schrenk: Es gibt zwei Unterarten:[1]
  - Pedicularis cheilanthifolia Schrenk subsp. cheilanthifolia: Sie kommt in Afghanistan, Kasachstan, Kirgisistan, Tadschikistan, Indien, in der Mongolei, nördlichen Tibet und in den chinesischen Provinzen Gansu, Qinghai sowie Xinjiang vor.[1]
  - Pedicularis cheilanthifolia subsp. svenhedinii (Paulsen) P.C.Tsoong: Sie kommt in Indien und im westlichen Tibet vor.[1]
- Pedicularis chengxianensis Z.G.Ma & Z.Z.Ma: Dieser Endemit gedeiht an steilen Hängen und in Sträuchern in Höhenlagen von 1600 bis 1700 Metern nur in Chengxian sowie Jishan in Gansu.[1]
- Pedicularis chenocephala Diels: Sie gedeiht auf sumpfigen alpinen Matten in Höhenlagen von 3600 bis 4300 Metern im südwestlichen Gansu sowie im nördlichen Sichuan.[1]
- Pedicularis chihuahuensis G.L.Nesom: Sie kommt im mexikanischen Bundesstaat Chihuahua vor.[5]
- Pedicularis chinensis Maxim.: Sie gedeiht auf alpinen Matten in Höhenlagen von 1700 bis 2900 Metern in der Inneren Mongolei und in den chinesischen Provinzen zentrales bis südliches Gansu, Hebei, nordöstliches Qinghai, Shaanxi sowie Shanxi.[1]
- Pedicularis chingii Bonati: Sie gedeiht in Waldländern in Höhenlagen von 3000 bis 4200 Metern nur im südlichen Gansu.[1]
- Pedicularis chumbica Prain: Sie kommt in Sikkim und im südlichen Tibet vor.[1]
- Pedicularis cinerascens Franch.: Sie gedeiht an Grashängen in Höhenlagen von 4000 bis 4400 Metern nur im westlichen Sichuan.[1]
- Pedicularis clarkei Hook. f.: Sie kommt im südlichen Tibet, Bhutan, Nepal, Sikkim und Indien vor.[1]
- Pedicularis collata Prain: Sie kommt im östlichen Himalaja vor.[5]
- Pedicularis collettii Prain: Sie kommt in Myanmar vor.[5]
- Schopfiges Läusekraut (Pedicularis comosa L.): Sie kommt von Süd- über Südost- sowie Osteuropa bis zum Kaukasusraum und in die Türkei vor.[4]
- Pedicularis compacta Stephan ex Willd.: Sie kommt vom europäischen Russland bis Zentralasien und bis zur Mongolei vor.[5]
- Pedicularis comptoniifolia Franch. ex Maxim.: Sie kommt in Myanmar und in den chinesischen Provinzen südwestliches Sichuan sowie Yunnan vor.[1]
- Pedicularis condensata M.Bieb.: Sie kommt von der nördlichen und östlichen Türkei bis zum nördlichen Iran vor.[5]
- Pedicularis confertiflora Prain: Es gibt zwei Unterarten:
  - Pedicularis confertiflora Prain subsp. confertiflora: Sie kommt in Bhutan, Nepal, Sikkim, im südlichen Tibet und in den chinesischen Provinzen südwestliches Sichuan sowie Yunnan vor.[1]
  - Pedicularis confertiflora subsp. parvifolia (Handel-Mazzetti) P.C.Tsoong: Sie gedeiht in Höhenlagen von 3800 bis 4900 Metern nur im nordwestlichen Yunnan.[1]
- Pedicularis confluens P.C.Tsoong: Dieser Endemit gedeiht in Bambus-Hainen in Höhenlagen von etwa 1300 Metern nur im westlichen-zentralen Guizhou.[1]
- Pedicularis conifera Maxim. ex Forbes & Hemsl.: Sie kommt nur im westlichen Hubei vor.[1]
- Pedicularis connata H.L.Li: Sie gedeiht in Wäldern in Tälern in Höhenlagen von 4000 bis 4300 Metern in den chinesischen Provinzen südwestliches Sichuan sowie nordwestliches Yunnan.[1]
- Pedicularis contorta Benth.: Sie kommt vom westlichen Kanada bis zu den westlichen Vereinigten Staaten vor.[5]
- Pedicularis cooperi P.C.Tsoong: Sie kommt in Sikkim vor.[5]
- Pedicularis cornigera T.Yamaz.: Sie kommt in Nepal vor.[5]
- Pedicularis corydaloides Hand.-Mazz.: Sie gedeiht in Wäldern, an Hängen, in alpinen Matten in Höhenlagen von 3200 bis 3800 Metern im südöstlichen Tibet sowie nordwestlichen Yunnan.[1]
- Pedicularis corymbifera H.P.Yang: Sie gedeiht an offenen felsigen Hängen und in offenen Wäldern in Höhenlagen von etwa 3400 Metern nur im östlichen Tibet.[1]
- Pedicularis cranolopha Maxim.: Es gibt drei Varietäten:[1]
  - Pedicularis cranolopha Maxim. var. cranolopha: Sie gedeiht auf alpinen Matten in Höhenlagen von etwa 3800 Metern in den chinesischen Provinzen südwestliches Gansu, nordöstliches Qinghai sowie nördliches Sichuan.[1]
  - Pedicularis cranolopha var. garnieri (Bonati) P.C.Tsoong: Sie kommt nur im westlichen Sichuan vor.[1]
  - Pedicularis cranolopha var. longicornuta Prain: Sie gedeiht auf alpinen Matten in Höhenlagen von 2600 bis 4200 Metern in den chinesischen Provinzen südwestliches Gansu, nordöstliches Qinghai, Sichuan sowie nordwestliches Yunnan.[1]
- Pedicularis craspedotricha Maxim.: Sie gedeiht auf alpinen Matten und in Wäldern in Höhenlagen von 3400 bis 4500 Metern in den chinesischen Provinzen Gansu sowie nordwestliches Sichuan.[1]
- Pedicularis crassirostris Bunge (Syn.: Pedicularis araratica Bunge, Pedicularis armena Bunge, Pedicularis bungei Tchich., Pedicularis rubra Gueldenst.)
- Pedicularis crenata Maxim.: Es gibt zwei Unterarten:[1]
  - Pedicularis crenata Maxim. subsp. crenata: Sie gedeiht auf alpinen Matten und auf grasigen Hängen in Höhenlagen von 2600 bis 3000 Metern nur im nordwestlichen Yunnan.[1]
  - Pedicularis crenata subsp. crenatiformis (Bonati) P.C.Tsoong: Sie gedeiht zwischen Kalksteinfelsen in Höhenlagen von 3300 bis 3400 Metern nur im nordwestlichen Yunnan.[1]
- Pedicularis crenularis H.L.Li: Sie kommt nur im westlichen Sichuan vor.[1]
- Pedicularis crenulata Benth.: Sie kommt im westlichen Nordamerika vor.
- Pedicularis cristatella Pennell & H.L.Li: Sie gedeiht an Felswänden, auf Wiesen in Tälern und auf offenen oder strauchbestandenen Grasländern in Höhenlagen von 1900 bis 3000 Metern in den chinesischen Provinzen südwestliches Gansu sowie nördliches Sichuan.[1]
- Pedicularis croizatiana Benth.: Sie gedeiht auf alpinen Matten und in Kiefernwäldern in Höhenlagen von 3700 bis 4200 Metern im südöstlichen Tibet und südwestlichen Sichuan.[1]
- Pedicularis cryptantha C.Marquand & Airy Shaw: Es gibt zwei Unterarten:[1]
  - Pedicularis cryptantha C.Marquand & Airy Shaw subsp. cryptantha: Sie gedeiht an grasigen Ufern von Fließgewässern und in Wäldern in Höhenlagen von 2700 bis 4700 Metern nur südöstlichen Tibet.[1]
  - Pedicularis cryptantha subsp. erecta P.C.Tsoong: Sie gedeiht in Kiefernwäldern nur südöstlichen Tibet.[1]
- Pedicularis curvipes Hook. f. (Syn.: Pedicularis nagaensis H.L.Li)[5]
- Pedicularis curvituba Maxim.: Es gibt zwei Unterarten:[1]
  - Pedicularis curvituba Maxim. subsp. curvituba: Sie kommt nur im nördlichen sowie südwestlichen Gansu vor.[1]
  - Pedicularis curvituba subsp. provotii (Franch.) P.C.Tsoong: Sie gedeiht an offenen Hängen in Höhenlagen von etwa 1600 Metern in der Inneren Mongolei und in den chinesischen Provinzen südöstliches Gansu, nördliches Hebei sowie nördliches Shaanxi.[1]
- Pedicularis cyathophylla Franch.: Sie gedeiht auf alpinen Matten in Höhenlagen von etwa 4700 Metern nur in den chinesischen Provinzen südwestliches Sichuan sowie nordwestliches Yunnan.[1]
- Pedicularis cyathophylloides H.Limpr.: Sie gedeiht in Picea-Wäldern und Betula-Waldländern in Höhenlagen von 3500 bis 3900 Metern im nordöstlichen Tibet und im nordwestliches Sichuan.[1]
- Pedicularis cyclorhyncha H.L.Li: Sie gedeiht in Feuchtwiesen nur im nordwestlichen Yunnan.[1]
- Pedicularis cymbalaria Bonati: Sie gedeiht auf alpinen Matten, auf steinigen Böden und an schattigen Standorte in Höhenlagen von 3400 bis 4000 Metern nur in den chinesischen Provinzen südwestliches Sichuan sowie nordwestliches Yunnan.[1]
- Pedicularis cyrtorhyncha Pennell: Sie kommt vom nordöstlichen Afghanistan bis zum nördlichen Pakistan vor.[5]
- Pedicularis cystopteridifolia Rydb.: Sie kommt nur in den US-Bundesstaaten Montana sowie Wyoming vor.
- Pedicularis czuiliensis Semiotr.: Sie kommt in Kasachstan vor.[5]
- Pedicularis daltonii Prain: Sie kommt in Bhutan, Sikkim und im südlichen bis südöstlichen Tibet vor.[1]
- Pedicularis daochengensis H.P.Yang: Sie gedeiht in Wäldern von Abies fabri und an Hängen in Höhenlagen von 3900 bis 4200 Metern in Sichuan.[1]
- Pedicularis dasyantha Hadač: Sie ist ein Florenelement der arktischen Tundra und kommt nur auf Spitzbergen, auf Nowaja Semlja und in westlichen Taimyrhalbinsel vor.[7]
- Pedicularis dasystachys Schrenk: Sie ist vom europäischen Teil Russlands über das westliche Sibirien und Kasachstan bis Xinjiang und der Mongolei verbreitet.[1]
- Pedicularis daucifolia Bonati: Sie kommt nur im westlichen Sichuan vor.[1]
- Pedicularis davidii Franch.: Es gibt drei Varietäten:[1]
  - Pedicularis davidii Franch. var. davidii: Sie gedeiht auf grasigen Hängen und Ebenen, im Dickicht, in Wäldern und entlang von Fließgewässern in Höhenlagen von 1700 bis 3500 Metern in den chinesischen Provinzen südwestliches Gansu, südwestliches Shaanxi sowie Sichuan.[1]
  - Pedicularis davidii var. pentodon P.C.Tsoong: Dieser Endemit gedeiht auf alpinen Matten in Höhenlagen von 3200 bis 4400 Metern nur im nordwestlichen Sichuan.[1]
  - Pedicularis davidii var. platyodon P.C.Tsoong: Sie gedeiht an Straßenrändern in Höhenlagen von 1400 bis 2300 Metern nur im östlichen Sichuan.[1]
- Pedicularis debilis Franch. ex Maxim.: Es gibt zwei Unterarten:[1]
  - Pedicularis debilis subsp. debilior P.C.Tsoong: Dieser Endemit kommt nur im nordwestlichen Yunnan vor.[1]
  - Pedicularis debilis Franch. ex Maxim. subsp. debilis: Sie gedeiht an Waldrändern in Höhenlagen von etwa 4000 Metern nur im nordwestlichen Yunnan.[1]
- Pedicularis decora Franch.: Sie gedeiht auf grasigen Hängen, in Picea- und Betula-Waldländern in Höhenlagen von 2200 bis 2800 Metern in den chinesischen Provinzen südliches Gansu, westliches Hubei, südliches Shaanxi sowie nordöstliches Sichuan.[1]
- Pedicularis decorissima Diels: Sie gedeiht auf alpinen Matten in Höhenlagen von 2900 bis 3500 Metern in den chinesischen Provinzen südwestliches Gansu, östliches Qinghai sowie westliches Sichuan.[1]
- Pedicularis deltoidea Franch. ex Maxim.: Sie gedeiht auf grasigen Hängen in Höhenlagen von 2600 bis 3500 Metern in den chinesischen Provinzen südwestliches Sichuan sowie nordwestliches Yunnan.[1]
- Pedicularis densiflora Benth.: Sie kommt in den westlichen US-Bundesstaaten Kalifornien sowie südliches Oregon vor.[3]
- Pedicularis densispica Franch. ex Maxim.: Es gibt drei Unterarten:[1]
  - Pedicularis densispica Franch. ex Maxim. subsp. densispica: Sie gedeiht in Sumpfwiesen und Wäldern in Höhenlagen von 1900 bis 4400 Metern im südöstlichen Tibet und in den chinesischen Provinzen westliches Sichuan sowie nordwestliches Yunnan.[1]
  - Pedicularis densispica subsp. schneideri (Bonati) P.C.Tsoong: Sie gedeiht auf alpinen Matten in Höhenlagen von 2700 bis 4300 Metern im südlichen bis südöstlichen Tibet und in den chinesischen Provinzen westliches Sichuan sowie nordwestliches Yunnan.[1]
  - Pedicularis densispica subsp. viridescens P.C.Tsoong: Sie kommt nur im südöstlichen Tibet vor.[1]
- Pedicularis deqinensis H.P.Yang: Dieser Endemit gedeiht in Wäldern mit Quercus semecarpifolia und in Flusstälern in Höhenlagen von 2900 bis 3400 Metern nur im nordwestlichen Yunnan.[1]
- Pedicularis dichotoma Bonati: Sie gedeiht in offenen alpinen Weiden und offenen Wäldern in Höhenlagen von 2700 bis 4300 Metern im östlichen Tibet und in den chinesischen Provinzen südwestliches Sichuan sowie nordwestliches Yunnan.[1]
- Pedicularis dichrocephala Hand.-Mazz.: Dieser Endemit gedeiht auf alpinen Matten in Höhenlagen von 3300 bis 3500 Metern nur im nordwestlichen Yunnan.[1]
- Pedicularis dielsiana Bonati: Sie gedeiht in Wiesen und auf grasigen Hängen in Höhenlagen von 2000 bis 2500 Metern in den chinesischen Provinzen westliches Hubei sowie zentrales Sichuan.[1]
- Pedicularis diffusa Prain: Es gibt zwei Unterarten:[1]
  - Pedicularis diffusa Prain subsp. diffusa: Sie kommt im Himalaja in Bhutan, zentralen sowie östlichen Nepal, Sikkim und im südlichen Tibet vor.[1]
  - Pedicularis diffusa subsp. elatior P.C.Tsoong: Dieser Endemit gedeiht an Ufern von Fließgewässern und steinigen Standorten in Höhenlagen von etwa 3800 Metern nur im südöstlichen Tibet.[1]
- Pedicularis dissecta (Bonati) Pennell & H.L.Li: Dieser Endemit gedeiht auf Felsen in Höhenlagen von etwa 3000 Metern nur im südwestlichen Shaanxi.[1]
- Pedicularis dissectifolia H.L.Li: Dieser Endemit kommt nur im nordwestlichen Yunnan vor.[1]
- Pedicularis dolichantha Bonati: Sie gedeiht in Wiesen an Stillgewässern in Höhenlagen von etwa 3200 Metern nur im östlichen Yunnan.[1]
- Pedicularis dolichocymba Hand.-Mazz.: Sie gedeiht auf alpinen Matten, an Felshängen und zwischen Felsblöcken in Höhenlagen von 3500 bis 4300 Metern im östlichen Tibet und in den chinesischen Provinzen westliches Sichuan sowie nordwestliches Yunnan.[1]
- Pedicularis dolichoglossa H.L.Li: Dieser Endemit kommt nur im nordwestlichen Yunnan vor.[1]
- Pedicularis dolichorrhiza Schrenk: Sie kommt in Kasachstan, Kirgisistan, Tadschikistan, Afghanistan und im nordwestlichen Xinjiang vor.[1]
- Pedicularis dolichostachya H.L.Li: Sie gedeiht auf Grasland in Höhenlagen von etwa 3700 Metern nur im westlichen Sichuan.[1]
- Pedicularis duclouxii Bonati: Sie gedeiht auf alpinen Matten, an Grashängen und in Wäldern in Höhenlagen von 3400 bis 4300 Metern in den chinesischen Provinzen südwestliches Sichuan sowie nordwestliches Yunnan.[1]
- Pedicularis dulongensis H.P.Yang: Dieser Endemit gedeiht auf Feuchtwiesen an Berghängen in Höhenlagen von 3500 bis 3600 Metern nur im nordwestlichen Yunnan.[1]
- Pedicularis dunniana Bonati: Sie gedeiht an Grashängen und in Wäldern in Höhenlagen von 3300 bis 3800 Metern in den chinesischen Provinzen westliches Sichuan sowie nordwestliches Yunnan.[1]
- Pedicularis elata Willd.: Sie kommt in Kasachstan, Sibirien, in der Mongolei und in Xinjiang vor.[1]
- Pedicularis elliotii P.C.Tsoong: Sie gedeiht an Ufern von Fließgewässern und an feuchten Standorten in Höhenlagen von etwa 4000 Metern nur im östliche Tibet.[1]
- Langähriges Läusekraut, Verlängertes Läusekraut, Lang-Läusekraut, Langähren-Läusekraut (Pedicularis elongata A.Kern.): Es gibt etwa zwei Unterarten:
  - Pedicularis elongata A.Kern. subsp. elongata: Dieser Endemit kommt nur in Slowenien vor.[4]
  - Pedicularis elongata subsp. julica (E.Mayer) Hartl: Sie gedeiht in den südlichen Alpen in Italien, Österreich, Liechtenstein und Slowenien vor.[4]
- Pedicularis elwesii Hook.f.: Es gibt drei Unterarten:[1]
  - Pedicularis elwesii Hook.f. subsp. elwesii: Sie kommt im Himalaja in Bhutan, Nepal, Sikkim, im nördlichen Myanmar, südlichen bis südöstlichen Tibet und nordwestlichen Yunnan vor.[1]
  - Pedicularis elwesii subsp. major (H.L.Li) P.C.Tsoong: Sie kommt im südöstlichen Tibet und im nordwestlichen Yunnan vor.[1]
  - Pedicularis elwesii subsp. minor (H.L.Li) P.C.Tsoong: Sie gedeiht auf alpinen Matten in Höhenlagen von etwa 3800 Metern nur im östlichen Tibet.[1]
- Pedicularis excelsa Hook.f.: Sie kommt im Himalaja in Bhutan, zentralen Nepal, Sikkim und im südöstlichen Tibet vor.[1]
- Pedicularis fargesii Franch.: Sie gedeiht in Kiefern- sowie Tannen-Wäldern und an Grashängen in Höhenlagen von 1400 bis 1800 Metern in den chinesischen Provinzen südliches Gansu, westliches Hubei, Hunan, östliches Sichuan.[1]
- Pedicularis fastigiata Franch.: Dieser Endemit kommt nur im nordwestlichen Yunnan vor.[1]
- Pedicularis fengii H.L.Li: Sie gedeiht auf Hügeln an offenen Standorten und auf alpinen Wiesen in den chinesischen Provinzen Sichuan sowie im nordwestlichen Yunnan.[1]
- Pedicularis fetisowii Regel: Sie gedeiht in Tälern in Höhenlagen von etwa 2000 Metern nur im östlichen Xinjiang.[1]
- Pedicularis filicifolia Hemsl.: Sie gedeiht in Wäldern in Höhenlagen von 1400 bis 1500 Metern nur im westlichen Hubei.[1]
- Pedicularis filicula Franch.: Es gibt zwei Varietäten:[1]
  - Pedicularis filicula Franch. var. filicula: Dieser Endemit gedeiht auf alpinen Matten in Höhenlagen von 2800 bis 4900 Metern nur im nordwestlichen Yunnan.[1]
  - Pedicularis filicula var. saganaica Hand.-Mazz.: Sie kommt im südwestlichen Sichuan sowie in Yunnan vor.[1]
- Pedicularis filiculiformis P.C.Tsoong: Sie kommt in Bhutan und im südöstlichen Tibet vor.[1]
- Pedicularis flaccida Prain: Sie kommt nur im westlichen Sichuan vor.[1]
- Pedicularis flava Pallas: Sie kommt im östlichen Sibirien, in der Mongolei und im nördlichen Teil der Inneren Mongolei vor.[1]
- Pedicularis fletcheri P.C.Tsoong: Sie kommt in Bhutan und im südöstlichen Tibet vor.[1]
- Pedicularis flexuosa Hook.f.: Sie kommt im Himalaja in Bhutan, zentralen sowie östlichen Nepal, Sikkim und im südlichen Tibet vor.[1]
- Pedicularis floribunda Franch.: Sie gedeiht an Felshängen in Höhenlagen von 2300 bis 2700 Metern nur im westlichen Sichuan.[1]
- Beblättertes Läusekraut, Blätter-Läusekraut, Durchblättertes Läusekraut (Pedicularis foliosa L.): Es gedeiht in den Gebirgen Europas von den Pyrenäen und den Alpen (vor allem Nordalpen) bis zum Balkan. Es gibt Fundortangaben für die Länder nördliches Spanien, Frankreich, Deutschland, Italien, die Schweiz, Österreich und Kroatien.[4]
- Pedicularis forrestiana Bonati: Es gibt zwei Unterarten:[1]
  - Pedicularis forrestiana subsp. flabellifera P.C.Tsoong: Dieser Endemit kommt nur im nordwestlichen Yunnan vor.[1]
  - Pedicularis forrestiana Bonati subsp. forrestiana: Dieser Endemit gedeiht auf alpinen Matten und auf offenen Standorten in Höhenlagen von 3300 bis 4000 Metern nur im nordwestlichen Yunnan.[1]
- Pedicularis fragarioides P.C.Tsoong: Sie gedeiht an steinigen Hängen in Höhenlagen von etwa 4700 Metern nur im nordwestlichen Sichuan.[1]
- Pedicularis franchetiana Maxim.: Sie kommt nur im westlichen Sichuan vor.[1]
- Friedrich August-Läusekraut (Pedicularis friderici-augusti Tomm.): Es kommt in Italien, Kroatien, Slowenien, Serbien (einschließlich Kosovo und Vojvodina), Albanien sowie Griechenland vor.[4]
- Pedicularis furbishiae S.Watson: Dieser Endemit kommt nur Oberlauf des Saint John River in Maine und New Brunswick vor.
- Pedicularis furfuracea: Sie kommt im Himalaja in Bhutan, im Distrikt Darjeeling, im zentralen sowie östlichen Nepal, in Sikkim und im südlichen Tibet vor.[1]
- Pedicularis gagnepainiana Bonati: Sie kommt nur im westlichen Guizhou vor.[1]
- Pedicularis galeata Bonati: Dieser Endemit gedeiht an Grashängen in Höhenlagen von 3500 bis 4400 Metern nur im nordwestlichen Yunnan.[1]
- Pedicularis ganpinensis Vaniot ex Bonati: Dieser Endemit gedeiht an Grashängen in Höhenlagen von etwa 1300 Metern nur im westlichen-zentralen Guizhou.[1]
- Pedicularis garckeana Prain ex Maxim.: Sie kommt nur in Sikkim und im südlichen Tibet vor.[1]
- Pedicularis geosiphon H.Smith & P.C.Tsoong: Sie gedeiht auf moosbewachsenen Standorten in alten Beständen von Kiefernwäldern in Höhenlagen von 3500 bis 3900 Metern in den chinesischen Provinzen südliches Gansu sowie nördliches Sichuan.[1]
- Pedicularis giraldiana Bonati: Sie gedeiht in Höhenlagen von 2900 bis 3000 Metern nur im südlichen Shaanxi.[1]
- Pedicularis glabrescens H.L.Li: Dieser Endemit gedeiht an feuchten Hängen in Höhenlagen von etwa 3500 Metern nur im nordwestlichen Yunnan.[1]
- Pedicularis globifera Hook.f.: Sie kommt im Himalaja in Nepal sowie Sikkim und im südlichen bis südöstlichen Tibet vor.[1]
- Pedicularis gongshanensis H.P.Yang: Dieser Endemit gedeiht in Höhenlagen von etwa 3600 Metern nur in Gongshan im nordwestlichen Yunnan.[1]
- Pedicularis gracilicaulis H.L.Li: Dieser Endemit gedeiht auf alpinen Matten in Höhenlagen von 3000 bis 3300 Metern nur im nordwestlichen Yunnan.[1]
- Pedicularis gracilis Wall. ex Benth.: Es gibt drei Unterarten:[1]
  - Pedicularis gracilis Wall. ex Benth. subsp. gracilis: Sie kommt in Afghanistan, Pakistan und im Himalaja in Bhutan, Nepal sowie Sikkim und im südlichen Tibet vor.[1]
  - Pedicularis gracilis subsp. macrocarpa (Prain) P.C.Tsoong: Sie kommt in Indien und im südlichen Tibet vor.[1]
  - Pedicularis gracilis subsp. sinensis (H.L.Li) P.C.Tsoong: Sie gedeiht auf alpinen Matten und auf Grashängen in Höhenlagen von 2000 bis 4000 Metern im westlichen Sichuan sowie nordwestlichen Yunnan.[1]
- Pedicularis gracilituba H.L.Li: Es gibt zwei Unterarten:[1]
  - Pedicularis gracilituba H.L.Li subsp. gracilituba: Dieser Endemit gedeiht auf alpinen Matten und in Wäldern in Höhenlagen von 3600 bis 4000 Metern nur im südwestlichen Sichuan.[1]
  - Pedicularis gracilituba subsp. setosa (H.L.Li) P.C.Tsoong: Dieser Endemit gedeiht in Wäldern in Höhenlagen von etwa 3300 Metern nur im nordwestlichen Yunnan.[1]
- Pedicularis grandiflora Fisch.: Sie kommt in Russland, in der Inneren Mongolei und in Jilin vor.[1]
- Pedicularis groenlandica Retz.: Sie kommt vom subarktischen Amerika bis zu den Vereinigten Staaten vor.[5]
- Pedicularis gruina Franch. ex Maxim.: Es gibt drei Unterarten:[1]
  - Pedicularis gruina Franch. ex Maxim. subsp. gruina: Dieser Endemit gedeiht auf alpinen Matten in Wäldern, und an feuchten Standorten in Höhenlagen von 2600 bis 3000 Metern nur im nordwestlichen Yunnan.[1]
  - Pedicularis gruina subsp. pilosa (Bonati) P.C.Tsoong: Dieser Endemit gedeiht Bergstandorten in Höhenlagen von etwa 2600 Metern nur im nordwestlichen Yunnan.[1]
  - Pedicularis gruina subsp. polyphylla (Franch. ex Maxim.) P.C.Tsoong: Dieser Endemit gedeiht auf alpinen Matten in Höhenlagen von 2800 bis 3000 Metern nur im nordwestlichen Yunnan.[1]
- Pedicularis gyirongensis H.P.Yang: Dieser Endemit gedeiht in Mischwäldern auf Hügeln in Höhenlagen von etwa 2400 Metern nur in Gyirong im südlichen Tibet.[1]
- Gedrehtblütiges Läusekraut (Pedicularis gyroflexa Vill.): Sie kommt nur von Frankreich über die Schweiz bis Italien vor.[4]
- Pedicularis gyrorhyncha Franch. ex Maxim.: Es gibt seit 2008 zwei Varietäten:[1]
  - Pedicularis gyrorhyncha var. glabrisepala H.Wang & W.B.Yu: Sie wurde 2008 erstbeschrieben. Sie gedeiht in Höhenlagen von 3400 bis 4000 Metern nur im südwestlichen Sichuan.[1]
  - Pedicularis gyrorhyncha Franch. ex Maxim. var. gyrorhyncha: Sie gedeiht auf feuchten Untergrund und in Waldlichtungen in Höhenlagen von 2700 bis 4000 Metern nur im nordwestlichen Yunnan.[1]
- Pedicularis habachanensis Bonati: Es gibt zwei Unterarten:[1]
  - Pedicularis habachanensis Bonati subsp. habachanensis: Dieser Endemit gedeiht auf sumpfigen alpinen Matten in Höhenlagen von 4100 bis 4600 Metern nur im nordwestlichen Yunnan.[1]
  - Pedicularis habachanensis subsp. multipinnata P.C.Tsoong: Dieser Endemit kommt nur im nordwestlichen Yunnan vor.[1]
- Karst-Läusekraut, Hacquet-Läusekraut (Pedicularis hacquetii Graf): Sie kommt in Polen, Österreich, Liechtenstein, Italien, in der Slowakei, in Slowenien, Kroatien, Rumänien und in der Ukraine vor.[4]
- Pedicularis hemsleyana Prain: Sie gedeiht in Höhenlagen von 2900 bis 4000 Metern nur im westlichen Sichuan.[1]
- Pedicularis henryi Maxim.: Sie kommt in Laos, Vietnam und in den chinesischen Provinzen nördliches Guangdong, nordwestliches Guangxi, westliches Guizhou, Hubei, Hunan, Jiangsu, Jiangxi, Yunnan sowie Zhejiang vor.[1]
- Pedicularis hirtella Franch. ex Forbes & Hemsl. Dieser Endemit gedeiht auf offenen, steinigen Weiden und im Dickicht in Höhenlagen von 2800 bis 3700 Metern nur im nordwestlichen Yunnan.[1]
- Hörmann-Läusekraut (Pedicularis hoermanniana K.Malý): Es kommt in Italien, Slowenien, Kroatien, Serbien (einschließlich Kosovo und Vojvodina), Albanien sowie Bulgarien vor.[4]
- Pedicularis hoffmeisteri Klotzsch: Sie kommt vom westlichen und zentralen Himalaja bis zum südwestlichen Tibet vor.[5]
- Pedicularis holocalyx Hand.-Mazz. (Syn.: Pedicularis spicata var. australis Bonati, Pedicularis szetschuanica var. elata Bonati): Sie gedeiht an Grashängen in Höhenlagen von etwa 2000 Metern im westlichen Hubei sowie östlichen Sichuan.[1]
- Pedicularis honanensis P.C.Tsoong: Sie gedeiht im Dickicht und an Waldrändern in Höhenlagen von etwa 1400 Metern nur im westlichen Henan.[1]
- Pedicularis humilis Bonati: Dieser Endemit gedeiht auf alpinen Matten in Höhenlagen von 3000 bis 3100 Metern nur im nordwestlichen Yunnan.[1]
- Pedicularis hypophylla T.Yamazaki: Sie wurde 2003 erstbeschrieben. Sie gedeiht in offenen Fichtenwäldern in Höhenlagen von etwa 3600 Metern nur in Qinghai.[1]
- Pedicularis ikomai Sasaki: Dieser Endemit gedeiht an felsigen Berghängen und im Gipfelbereich in Höhenlagen von etwa 3400 Metern nur im nordöstlichen Taiwan.[1]
- Pedicularis inaequilobata P.C.Tsoong: Dieser Endemit kommt nur im nordwestlichen Yunnan vor.[1]
- Pedicularis infirma H.L.Li: Sie gedeiht an offenen und sandigen Standorten in Höhenlagen von etwa 3000 Metern nur im nordwestlichen Yunnan vor.[1]
- Pedicularis inflexirostris F.S.Yang, D.Y.Hong & X.Q.Wang: Sie wurde 2003 erstbeschrieben. Sie gedeiht auf trockenen Weiden an Hängen in Höhenlagen von 3700 bis 3900 Metern in Tibet und Sichuan.[1]
- Pedicularis ingens Maxim.: Sie an Hängen in Höhenlagen von 3000 bis 4200 Metern in den chinesischen Provinzen Gansu, östliches Qinghai sowie nördliches Sichuan.[1]
- Pedicularis insignis Bonati: Sie gedeiht auf alpinen Matten in Höhenlagen von 4200 bis 4700 Metern im südöstlichen Tibet und nordwestlichen Yunnan.[1]
- Pedicularis integrifolia Hook.f.: Es gibt zwei Unterarten:[1]
  - Pedicularis integrifolia subsp. integerrima (Pennell & H.L.Li) P.C.Tsoong (Syn.: Pedicularis integerrima Pennell & H.L.Li): Sie gedeiht auf alpinen Matten und in Fichtenwäldern in Höhenlagen von 2700 bis 4200 Metern im südöstlichen Tibet und südwestlichen bis westlichen Sichuan sowie nordwestlichen Yunnan.[1]
  - Pedicularis integrifolia Hook.f. subsp. integrifolia[1]
- Pedicularis kangtingensis P.C.Tsoong: Sie gedeiht auf alpinen Matten in Höhenlagen von etwa 3600 Metern im westlichen Sichuan.[1]
- Pedicularis kansuensis Maxim.: Es gibt vier Unterarten:[1]
  - Pedicularis kansuensis Maxim. subsp. kansuensis (Syn.: Pedicularis futtereri Diels ex Futterer, Pedicularis goniantha Bureau & Franch., Pedicularis szetschuanica var. longispicata Bonati ex H.Limpricht, Pedicularis verticillata var. chinensis Maxim.): Sie gedeiht in Höhenlagen von 1800 bis 4600 Metern im östlichen bis nordöstlichen Tibet und in den chinesischen Provinzen südliches bis südwestliches Gansu, Qinghai sowie westliches Sichuan.[1]
  - Pedicularis kansuensis subsp. kokonorica P.C.Tsoong: Sie kommt im nördlichen Tibet und im westlichen Qinghai vor.[1]
  - Pedicularis kansuensis subsp. villosa P.C.Tsoong: Sie gedeiht in Tälern in Höhenlagen von 3500 bis 4400 Metern nur im östlichen Tibet.[1]
  - Pedicularis kansuensis subsp. yargongensis (Bonati) P.C.Tsoong: Sie kommt im westlichen Sichuan sowie in Yunnan vor.[1]
- Pedicularis kariensis Bonati: Dieser Endemit gedeiht auf offenen steinigen Weiden in Höhenlagen von 3900 bis 4100 Metern nur im nordwestlichen Yunnan.[1]
- Pedicularis kaufmannii Pinzger (Syn.: Pedicularis comosa Stankov & Taliev non L.): Sie kommt von Osteuropa bis zum Kaukasusraum vor.[4]
- Pedicularis kawaguchii T.Yamazaki: Sie kommt nur im südlichen Tibet vor.[1]
- Pedicularis keiskei Franch. & Sav.: Sie kommt in Japan vor.[5]
- Kerners Läusekraut, Bündner-Läusekraut (Pedicularis kerneri Dalla Torre, Syn.: Pedicularis rostrata L. subsp. rostrata, Pedicularis caespitosa Sieber, Pedicularis letourneuxii Personnat, Pedicularis rhaetica A.Kern.): Es kommt von Spanien über Frankreich und der Schweiz bis Österreich sowie Italien vor.[4]
- Pedicularis kialensis Franch.: Sie gedeiht an Ufern und in Wäldern in Höhenlagen von 3000 bis 4900 Metern nur im südlichen Sichuan.[1]
- Pedicularis kiangsiensis P.C.Tsoong & S.H.Cheng: Sie gedeiht auf Felsen an sonnigen Hängen, zwischen Sträuchern und auf Berggipfeln in Höhenlagen von 1500 bis 1700 Metern in Jiangxi (nur im Wugong Shan) und Zhejiang.[1]
- Pedicularis kongboensis P.C.Tsoong: Es gibt zwei Varietäten:[1]
  - Pedicularis kongboensis P.C.Tsoong var. kongboensis: Sie gedeiht in Höhenlagen von etwa 4600 Metern nur im südöstlichen Tibet.[1]
  - Pedicularis kongboensis var. obtusata P.C.Tsoong: Sie kommt nur im südöstlichen Tibet vor.[1]
- Pedicularis koueytchensis Bonati: Sie gedeiht auf steinigen Bergweiden in Höhenlagen von 2700 bis 3400 Metern nur im östlichen Yunnan.[1]
- Pedicularis koshiensis T.Yamaz.: Sie wurde 2000 aus Nepal erstbeschrieben.[5]
- Pedicularis kusnetzovii Kom.: Sie kommt vom östlichen Sibirien bis zu Russlands fernem Osten vor.[5]
- Pedicularis labordei Vaniot ex Bonati (Syn.: Pedicularis stapfii Bonati): Sie gedeiht auf alpinen Matten in Höhenlagen von 2800 bis 3500 Metern in den chinesischen Provinzen nordwestliches Guizhou, südwestliches Sichuan, östliches sowie nordwestliches Yunnan.[1]
- Pedicularis labradorica Wirsing (Syn.: Pedicularis euphrasioides Stephan ex Willd., Pedicularis euphrasioides var. labradorica (Houttuyn) Willd., Pedicularis labradorica Houttuyn non Wirsing, Pedicularis labradorica var. simplex Hulten): Sie ist im subarktischen bis arktischen Eurasien und Nordamerika verbreitet und kommt im nordöstlichen Teil der Inneren Mongolei vor.[1]
- Pedicularis lachnoglossa Hook.f. (Syn.: Pedicularis lachnoglossa var. macrantha Bonati, Pedicularis macrantha (Bonati) H.Lév.): Sie kommt im Himalaja in Bhutan, östlichen Nepal, Sikkim, südlichen bis südöstlichen Tibet und in den chinesischen Provinzen westliches Sichuan sowie nordwestliches Yunnan vor.[1]
- Pedicularis lamioides Hand.-Mazz.: Dieser Endemit gedeiht auf alpinen Matten und Wäldern zwischen Rhododendron spec. in Höhenlagen von 3400 bis 4200 Metern nur im nordwestlichen Yunnan.[1]
- Pedicularis langsdorffii Fisch. ex Steven: Sie kommt vom nördlichen Teil Russlands fernem Osten bis zum westlichen Alaska vor.[5]
- Pedicularis lanpingensisH.P.Yang: Dieser Endemit gedeiht auf alpinen Matten in Höhenlagen von etwa 2800 Metern nur im nordwestlichen Yunnan.[1]
- Lappländisches Läusekraut (Pedicularis lapponica L.): Sie kommt in der ganzen subarktische Region vor südlich bis Kanada oder die Mongolei.[5]
- Pedicularis lasiophrys Maxim.: Es gibt zwei Varietäten:[1]
  - Pedicularis lasiophrys Maxim. var. lasiophrys: Sie gedeiht auf alpinen Matten und in Fichtenwäldern in Höhenlagen von 3700 bis 5000 Metern den chinesischen Provinzen Gansu sowie Qinghai.[1]
  - Pedicularis lasiophrys var. sinica Maxim.: Sie gedeiht auf alpinen Matten und in Fichtenwäldern in Höhenlagen von 2900 bis 5000 Metern den chinesischen Provinzen Gansu, Qinghai sowie im nördlichen Sichuan.[1]
- Pedicularis latibracteata Yamazaki: Sie wurde 2001 erstbeschrieben und gedeiht in Höhenlagen von etwa 4400 Metern in Yunnan.[1]
- Pedicularis latirostris P.C.Tsoong: Sie gedeiht in Feuchtwiesen in Höhenlagen von etwa 3800 Metern nur im südlichen Gansu.[1]
- Pedicularis latituba Bonati: Sie kommt im südöstlichen Tibet und im westlichen Sichuan vor.[1]
- Pedicularis laxiflora Franch.: Sie gedeiht an feuchten Standorten in Höhenlagen von 2500 bis 3300 Metern nur im östlichen Sichuan.[1]
- Pedicularis laxispica H.L.Li: Dieser Endemit kommt nur im nordwestlichen Yunnan vor.[1]
- Pedicularis lecomtei Bonati: Dieser Endemit gedeiht an felsigen Hängen in Höhenlagen von etwa 3500 Metern nur im nordwestlichen Yunnan.[1]
- Pedicularis legendrei Bonati: Sie kommt im zentralen und östlichen Sichuan vor.[1]
- Pedicularis leptosiphon H.L.Li: Sie kommt im südwestlichen Sichuan und in Yunnan vor.[1]
- Pedicularis likiangensis Franch. ex Maxim.: Es gibt zwei Unterarten:[1]
  - Pedicularis likiangensis subsp. likiangensis: Sie kommt im südwestlichen Sichuan, im nordwestlichen Yunnan und im östlichen Tibet in Höhenlagen von 3200 bis 4600 Metern vor.[1]
  - Pedicularis likiangensis subsp. pulchra P.C.Tsoong: Dieser Endemit gedeiht in Höhenlagen von 3800 bis 4100 Metern nur im nordwestlichen Yunnan.[1]
- Pedicularis limprichtiana Hand.-Mazz.: Sie kommt im südwestlichen Sichuan und im nordöstlichen Yunnan vor.[5]
- Pedicularis lineata Franch.: Sie kommt vom zentralen China bis zum nördlichen Myanmar vor.[1]
- Pedicularis lingelsheimiana H.Limpr.: Sie gedeiht in den Bergen in Höhenlagen von 3800 bis 3900 Metern im westlichen Sichuan.[1]
- Pedicularis lobatorostrata T.Yamaz.: Sie wurde 2003 erstbeschrieben. Sie gedeiht in Mooren in Höhenlagen von etwa 4600 Metern Qinghai.[1]
- Pedicularis longicalyx H.P.Yang: Sie gedeiht auf alpinen Matten in Höhenlagen von etwa 4200 Metern im östlichen Tibet.[1]
- Pedicularis longicaulis Franch.: Sie gedeiht in Höhenlagen von 3700 bis 3900 Metern im nördlichen Yunnan.[1]
- Pedicularis longiflora Rudolph: Es gibt vier Varietäten:[1]
  - Pedicularis longiflora var. hongyuanensis Y.Tang: Sie kommt in Sichuan vor.[1]
  - Pedicularis longiflora var. longiflora: Sie kommt in Gansu, Hebei, Qinghai, in Russland, Kasachstan, Usbekistan, Kirgisistan, Tadschikistan, Turkmenistan und in der Mongolei vor.[1]
  - Pedicularis longiflora var. tubiformis (Klotzsch) P.C.Tsoong: Sie kommt im westlichen Sichuan, nordwestlichen Yunnan, im südöstlichen Tibet, in Nepal, Pakistan und Sikkim vor.[1]
  - Pedicularis longiflora var. yingshanensis Z.Y.Chu & Y.Z.Zhao: Dieser Endemit gedeiht auf sumpfigen alpinen Wiesen in Höhenlagen von etwa 2100 Metern nur in Yingshan in der Inneren Mongolei vor.[1]
- Pedicularis longipes Maxim.: Sie gedeiht in feuchten Abies-Wäldern in Höhenlagen von 3400 bis 4100 Metern im nordwestlichen bis westliches Sichuan.[1]
- Pedicularis longipetiolata Franch.: Sie kommt im südwestlichen Sichuan sowie nordwestliches Yunnan vor.[1]
- Pedicularis longistipitata P.C.Tsoong: Sie kommt im südöstlichen Tibet vor.[1]
- Pedicularis lophotricha H.L.Li: Sie kommt im westlichen Sichuan vor.[1]
- Pedicularis ludwigii Regel: Sie kommt von Zentralasien bis ins nordwestliche China vor.[1]
- Pedicularis lunglingensis Bonati: Sie kommt im südlichen Yunnan vor.[1]
- Pedicularis lutescens Franch.: Es gibt fünf Unterarten:[1]
  - Pedicularis lutescens subsp. brevifolia (Bonati) P.C.Tsoong: Sie kommt im nordwestlichen Yunnan vor.[1]
  - Pedicularis lutescens subsp. longipetiolata (H.L.Li) P.C.Tsoong: Sie kommt im westlichen Sichuan vor.[1]
  - Pedicularis lutescens subsp. lutescens: Sie gedeiht in Höhenlagen von 3000 bis 4000 Metern nur im nordwestlichen Yunnan.[1]
  - Pedicularis lutescens subsp. ramosa (Bonati) P.C.Tsoong: Sie kommt im südwestlichen Sichuan sowie nordwestlichen Yunnan vor.[1]
  - Pedicularis lutescens subsp. tongtchuanensis (Bonati) P.C.Tsoong}: Sie kommt im östlichen Yunnan vor.[1]
- Pedicularis lyrata Prain ex Maxim.: Sie kommt von Qinghai bis Sikkim und im westlichen Sichuan vor.[5]
- Pedicularis macilenta Franch.: Sie kommt in Sichuan und nordwestlichen Yunnan vor.[1]
- Pedicularis macrorhyncha H.L.Li: Sie kommt im nordwestlichen Yunnan vor.[1]
- Pedicularis macrosiphon Franch.: Sie kommt im nordwestlichen Sichuan sowie nordwestlichen Yunnan vor.[1]
- Pedicularis mairei Bonati: Sie kommt im nordöstlichen Yunnan vor.[1]
- Pedicularis mandshurica Maxim.: Sie kommt im südlichen Teil Russlands fernem Osten bis zum nördlichen China und nördlichen Korea vor.[5]
- Pedicularis mariae Regel: Sie kommt von Kasachstan bis Xinjiang vor.[5]
- Pedicularis maxonii Bonati: Sie kommt im nordwestlichen Yunnan vor.[1]
- Pedicularis mayana Hand.-Mazz.: Sie kommt im nordwestlichen Yunnan vor.[1]
- Pedicularis megalantha D.Don: Sie kommt im Himalaja und im südlichen bis südöstlichen Tibet vor.[5]
- Pedicularis megalochila H.L.Li: Es gibt zwei Varietäten:[1]
  - Pedicularis megalochila var. ligulata P.C.Tsoong: Sie kommt im südöstlichen Tibet in Höhenlagen zwischen 4200 und 4300 Metern Meereshöhe vor.[1]
  - Pedicularis megalochila var. megalochila: Sie kommt in Bhutan, Myanmar und südlichen Tibet vor.[1]
- Pedicularis melampyriflora Franch.: Sie kommt im südwestlichen Sichuan sowie nordwestlichen Yunnan vor.[1]
- Pedicularis membranacea H.L.Li: Sie kommt im westlich-zentralen Sichuan vor.[1]
- Pedicularis merrilliana H.L.Li: Sie kommt im nordwestliches Sichuan sowie südwestlichen Gansu vor.[1]
- Pedicularis metaszetschuanica P.C.Tsoong Sie kommt im nördlichen Sichuan vor.[1]
- Pedicularis meteororhyncha H.L.Li: Sie kommt im nordwestlichen Yunnan vor.[1]
- Pedicularis micrantha H.L.Li: Sie kommt im westlichen Yunnan vor.[1]
- Pedicularis microcalyx Hook.f.: Sie kommt vom Himalaja bis ins südliche Tibet vor.[5]
- Pedicularis microchila Franch.: Sie kommt im südwestlichen Sichuan sowie nordwestliches Yunnan vor.[1]
- Pedicularis minima P.C.Tsoong & S.H.Cheng: Sie kommt im nordwestlichen Sichuan vor.[1]
- Pedicularis minutilabris P.C.Tsoong: Sie kommt im nordwestlichen Sichuan vor.[1]
- Pedicularis mollis Wallich ex Benth.: Sie kommt in Bhutan, Nepal, Sikkim und südliches Tibet vor.[1]
- Pedicularis monbeigiana Bonati: Sie kommt im südwestlichen Sichuan, nordwestlichen Yunnan und nördlichen Myanmar vor.[1]
- Pedicularis moupinensis Franch.: Sie kommt im westlichen Sichuan sowie östlichen Gansu vor.[1]
- Pedicularis muscicola Maxim.: Sie kommt in Qinghai und weiteren Teilen China vor.[1]
- Pedicularis muscoides H.L.Li: Es gibt zwei Varietäten:[1]
  - Pedicularis muscoides var. muscoides: Sie gedeiht in Höhenlagen von 3900 bis 5300 Metern im westlichen Sichuan und im südöstlichen Tibet.[1]
  - Pedicularis muscoides var. rosea H.L.Li: Dieser Endemit gedeiht in Höhenlagen von 4300 bis 4600 Metern nur im nordwestlichen Yunnan.[1]
- Pedicularis mussotii Franch.: Es gibt drei Varietäten:[1]
  - Pedicularis mussotii var. lophocentra (Hand.-Mazz.) H.L.Li: Sie gedeiht in Höhenlagen von 3600 bis 4900 Metern in Sichuan und im nordwestlichen Yunnan.[1]
  - Pedicularis mussotii var. mussotii: Sie kommt im westlichen Sichuan und im nordwestlichen Yunnan vor.[1]
  - Pedicularis mussotii var. mutata Bonati: Sie kommt im westlichen Sichuan und im nordwestlichen Yunnan vor.[1]
- Pedicularis mychophila C.Marquand & Airy Shaw: Sie kommt im südöstlichen Tibet vor.[5]
- Pedicularis myriophylla Pall.: Es gibt zwei Varietäten:[1]
  - Pedicularis myriophylla var. myriophylla: Mongolei, Sibirien und Xinjiang.[1]
  - Pedicularis myriophylla var. purpurea Bunge in Walp.: Mongolei und nordwestliches Hebei.[1]
- Pedicularis nanchuanensis P.C.Tsoong: Sie kommt im südöstlichen Sichuan vor.[1]
- Pedicularis nasturtiifolia Franch.: Sie kommt im östlichen Sichuan, Westliches Hubei sowie Shaanxi vor.[1]
- Pedicularis neolatituba P.C.Tsoong: Sie kommt im nördlichen Sichuan vor.[1]
- Pedicularis nigra (Bonati) Vaniot ex Bonati: Sie kommt im nördlichen Thailand und in den chinesischen Provinzen Guizhou, östliches sowie südliches Yunnan vor.[1]
- Pedicularis nyalamensis H.P.Yang: Sie kommt im südlichen Tibet vor.[1]
- Pedicularis nyingchiensis H.P.Yang & Tateishi: Sie kommt im östlichen Tibet vor.[1]
- Pedicularis obliquigaleata W.B.Yu & H.Wang: Sie kommt in Sichuan und Yunnan vor.[1]
- Pedicularis obscura Bonati: Sie kommt im nordwestlichen Yunnan vor.[1]
- Pedicularis odontochila Diels: Sie kommt in Shaanxi vor.[1]
- Pedicularis odontocorys T.Yamaz.: Sie kommt in Sichuan vor.[1]
- Pedicularis odontophora Prain: Sie kommt in Sikkim bis südlichen Tibet.[5]
- Buntes Läusekraut, Bunt-Läusekraut, Oeder-Läusekraut (Pedicularis oederi Vahl): Es gibt zwei Unterarten:[1]
  - Pedicularis oederi subsp. multipinna (H.L.Li) P.C.Tsoong: Sie gedeiht in Höhenlagen von etwa 4200 Metern im westlichen Sichuan.[1]
  - Pedicularis oederi subsp. oederi: Sie kommt in Europa, Nordamerika, China, Russland, Bhutan, Kasachstan, Kirgisistan, Tadschikistan und in der Mongolei vor.[1]
- Pedicularis oligantha Franch. ex Maxim.: Sie kommt im nordwestlichen Yunnan vor.[1]
- Pedicularis oliveriana Prain: Sie kommt im östlichen, südlichen und südöstlichen Tibet vor.[1]
- Pedicularis omiiana Bonati: Es gibt zwei Unterarten:[1]
  - Pedicularis omiiana subsp. diffusa (Bonati) P.C.Tsoong: Sie kommt im westlichen Sichuan vor.[1]
  - Pedicularis omiiana subsp. omiiana: Sie gedeiht in Höhenlagen von 2300 bis 3200 Metern nur im westlich-zentralen Sichuan.[1]
- Pedicularis orthocoryne H.L.Li: Westliches Sichuan und nordwestliches Yunnan.[1]
- Pedicularis oxycarpa Franch. ex Maxim.: Südwestliches Sichuan, nordwestliches Yunnan.[1]
- Pedicularis paiana H.L.Li: Westliches Sichuan und Gansu.[1]
- Sumpf-Läusekraut (Pedicularis palustris L., Syn.: Pedicularis palustris subsp. serotina Squivet): Es gibt mindestens vier Unterarten:[4]
  - Pedicularis palustris subsp. borealis (J.W.Zetterst.) Hyl.: Sie kommt in Norwegen, Schweden, Finnland im nördlichen Russland und auf den Färöer-Inseln vor.[4]
  - Pedicularis palustris subsp. karoi (Freyn) Tsoong (Syn.: Pedicularis karoi Freyn): Sie kommt in Russland, in der Mongolei, im nordöstlichen Teil der Inneren Mongolei und im nordwestlichen Heilongjiang vor.[1]
  - Pedicularis palustris subsp. opsiantha (Ekman) Almq. (Syn.: Pedicularis opsiantha Ekman): Sie ist in West-, Nord-, Mittel- sowie Südosteuropa und in der Türkei verbreitet.[4]
  - Pedicularis palustris L. subsp. palustris: Sie ist von Nord-, Mittel-, Ost- sowie Südosteuropa über Kasachstan bis zur nördlichen Mongolei sowie nördlichen Xinjiang weitverbreitet.[1][4]
- Pedicularis pantlingii Prain: Es gibt drei Unterarten:[1]
  - Pedicularis pantlingii subsp. brachycarpa Tsoong ex C.Y.Wu & H.Wang: Sie wurde 2001 aus Yunnan erstbeschrieben.[1]
  - Pedicularis pantlingii subsp. chimiliensis (Bonati) P.C.Tsoong: Sie kommt in Myanmar und im nordwestlichen Yunnan vor.[1]
  - Pedicularis pantlingii subsp. pantlingii: Sie kommt im indischen Bundesstaat Darjeeling, in Bhutan, Nepal, Sikkim, im südlichen bis südöstlichen Tibet und im nordwestlichen Yunnan vor.[1]
- Pedicularis paxiana H.Limpr.: Sie kommt im westlichen Sichuan vor.[1]
- Pedicularis pectinata Wall. ex Benth.: Sie kommt im westlich-zentralen Himalaja vor.[5]
- Pedicularis pectinatiformis Bonati: Sie kommt im westlichen Sichuan vor.[1]
- Pedicularis pentagona H.L.Li: Sie kommt im östlichen Tibet, im südwestlichen Sichuan und im nordwestlichen Yunan in Höhenlagen zwischen 2800 und 3300 Metern Meereshöhe vor.[1]
- Pedicularis petelotii P.C.Tsoong: Sie gedeiht in Höhenlagen von etwa 1800 Metern im südlichen Yunnan vor.[1]
- Pedicularis petitmenginii Bonati: Sie gedeiht in Höhenlagen von 3100 bis 3900 Metern im nordwestlichen bis westlichen Sichuan.[1]
- Pedicularis phaceliifolia Franch.: Sie gedeiht in Höhenlagen von 1500 bis 3400 Metern im westlichen Sichuan und nordwestlichen Yunnan.[1]
- Pedicularis pheulpinii Bonati: Es gibt zwei Unterarten:[1]
  - Pedicularis pheulpinii subsp. chilienensis P.C.Tsoong: Dieser Endemit kommt nur im nordöstlichen Qinghai vor.[1]
  - Pedicularis pheulpinii Bonati subsp. pheulpinii: Sie kommt im westlichen Sichuan vor.[1]
- Pedicularis physocalyx Bunge: Sie kommt im europäischen Teil Russlands, im westlichen Sibirien, in Kasachstan und in Xinjiang vor.[1]
- Pedicularis pilostachya Maxim.: Sie kommt im westlichen Gansu und im östlichen Qinghai in Höhenlagen zwischen 4700 und 5100 Metern Meereshöhe vor.[1]
- Pedicularis pinetorum Hand.-Mazz.: Sie gedeiht in Höhenlagen von 2500 bis 2800 Metern nur im nordwestlichen Yunnan.[1]
- Pedicularis plicata Maxim.: Es gibt drei Unterarten:[1]
  - Pedicularis plicata subsp. apiculata (P.C.Tsoong) P.C.Tsoong: Dieser Endemit gedeiht in Höhenlagen von 3500 bis 4300 Metern nur im südöstlichen Tibet.[1]
  - Pedicularis plicata subsp. luteola (H.L.Li) P.C.Tsoong: Sie gedeiht auf feuchten steinigen Weiden in Höhenlagen von etwa 3700 Metern nur im nordwestlichen Yunnan.[1]
  - Pedicularis plicata Maxim. subsp. plicata: Sie gedeiht in alpinen Regionen zwischen Kalksteinfelsen an feuchten Hängen in Höhenlagen von 2900 bis 5000 Metern in Gansu, Qinghai sowie im nördlichen Sichuan.[1]
- Pedicularis polygaloides Hook. f.: Sie kommt in Bhutan, Sikkim und im südlichen Tibet vor.[1]
- Pedicularis polyodonta H.L.Li: Sie gedeiht auf alpinen Matten und in offenen Wäldern in Höhenlagen von 2700 bis 4200 Metern im nordwestlichen bis westlichen Sichuan.[1]
- Zweiblüten-Läusekraut (Pedicularis portenschlagii Rchb.): Dieser Endemit kommt nur in Österreich vor.[4]
- Pedicularis potaninii Maxim.: Sie gedeiht in Wäldern im südlichen Gansu.[1]
- Pedicularis praeruptorum Bonati: Sie gedeiht auf Felsen und auf alpinen Matten in Höhenlagen von 3600 bis 4200 Metern im nordwestlichen Yunnan.[1]
- Pedicularis praetermissa (I.Soriano, M.Bernal & Sánchez-Cux.) Aymerich & L.Sáez: Sie wurde 2006 aus Spanien erstbeschrieben und hat seit 2015 der Rang einer Art.[5]
- Pedicularis prainiana Maxim.: Sie kommt im nördlichen Bhutan und im südlichen Tibet vor.[1]
- Pedicularis princeps Franch.: Sie gedeiht an Grashängen, im Dickicht und in Wäldern in Höhenlagen von 2800 bis 3500 Metern im westlichen Sichuan sowie nordwestlichen Yunnan.[1]
- Pedicularis proboscidea Steven: Sie kommt in Kasachstan, in Xinjiang, in der Mongolei und im westlichen Sibirien vor.[1]
- Pedicularis procera A.Gray: Sie kommt in den westlich-zentralen Vereinigten Staaten vor.[5]
- Pedicularis przewalskii Maxim.: Es gibt vier Unterarten:[1]
  - Pedicularis przewalskii subsp. australis (H.L.Li) P.C.Tsoong: Sie gedeiht in Höhenlagen von 4300 bis 5300 Metern im südöstlichen Tibet und im nordwestlichen Yunnan.[1]
  - Pedicularis przewalskii subsp. hirsuta (H.L.Li) P.C.Tsoong: Sie kommt nur im nordwestlichen Yunnan vor.[1]
  - Pedicularis przewalskii subsp. microphyton (Bureau & Franch.) P.C.Tsoong: Sie kommt im westlichen Sichuan und im südöstlichen Tibet in Höhenlagen von 4200 Meter bis 4800 Meter Meereshöhe vor.[1]
  - Pedicularis przewalskii Maxim. subsp. przewalskii: Sie gedeiht in Höhenlagen von 4000 bis 5000 Metern im südlichen Gansu, im östlichen Qinghai, im westlichen Sichuan und im südlichen Tibet.[1]
- Pedicularis pseudocephalantha Bonati: Sie gedeiht in Höhenlagen von 3000 bis 3800 Metern nur im nordwestlichen Yunnan.[1]
- Pedicularis pseudocurvituba P.C.Tsoong: Sie kommt in Qinghai vor.[1]
- Pedicularis pseudoingens Bonati: Sie gedeiht in Höhenlagen von 3000 bis 4300 Metern nur im nordwestlichen Yunnan.[1]
- Pedicularis pseudomelampyriflora Bonati: Sie gedeiht in Höhenlagen von 3000 bis 3800 Metern im südöstlichen Tibet, nordwestlichen Sichuan sowie nordwestlichen Yunnan.[1]
- Pedicularis pseudomuscicola Bonati: Sie gedeiht in Höhenlagen von 2800 bis 3700 Metern im westlichen Sichuan.[1]
- Pedicularis pseudosteiningeri Bonati: Sie gedeiht in Höhenlagen von 3000 bis 4300 Metern im südwestlichen Sichuan und in Yunnan.[1]
- Pedicularis pseudoversicolor Hand.-Mazz.: Sie kommt in Bhutan, im südlichen Tibet und im nordwestlichen Yunnan vor.[1]
- Pedicularis pteridifolia Bonati: Sie gedeiht in Wäldern in Sichuan.[1]
- Pedicularis pygmaea Maxim.: Es gibt zwei Unterarten:[1]
  - Pedicularis pygmaea subsp. deqinensis H.Wang: Sie kommt in Yunnan vor.[1]
  - Pedicularis pygmaea Maxim. subsp. pygmaea: Sie kommt im nordwestlichen Qinghai vor.[1]
- Pyrenäen-Läusekraut (Pedicularis pyrenaica J.Gay): Es gibt zwei Unterarten:[4]
  - Pedicularis pyrenaica J.Gay subsp. pyrenaica: Sie kommt nur in Spanien vor.[4]
  - Pedicularis pyrenaica subsp. lasiocalyx (Gren. & Godr.) O.Bolòs & Vigo: Sie kommt nur in Spanien vor.[4]
- Pedicularis qinghaiensis T.Yamaz.: Sie kommt in Qinghai vor.[1]
- Pedicularis quxiangensis H.P.Yang: Sie kommt im südlichen Tibet vor.[1]
- Pedicularis racemosa Douglas ex Benth.: Sie kommt vom westlichen Kanada bis Kalifornien vor.[5]
- Pedicularis rainierensis Pennell & F.A.Warren: Sie kommt nur am Mount Rainier vor.[5]
- Pedicularis ramosissima Bonati: Sie kommt nur im südwestlichen Sichuan.[1]
- Pedicularis recurva Maxim.: Sie gedeiht in Höhenlagen von 3300 bis 3400 Metern im südwestlichen Gansu sowie westlichen Sichuan.[1]
- Gestutztes Läusekraut, Stutz-Läusekraut (Pedicularis recutita L.): Es kommt in Europa nur in den Alpen vor. Es gibt Fundortangaben für die Länder Frankreich, Deutschland, Österreich, die Schweiz, Italien und Slowenien.[4]
- Pedicularis remotiloba Hand.-Mazz.: Sie gedeiht an Grashängen in alpinen Regionen in Höhenlagen von 3700 bis 4200 Metern nur im nordwestlichen Yunnan.[1]
- Pedicularis reptans P.C.Tsoong: Sie gedeiht auf Moorwiesen in Höhenlagen von etwa 2300 Metern im östlichen Tibet.[1]
- Pedicularis resupinata L.: Es gibt etwa vier Unterarten:[1]
  - Pedicularis resupinata subsp. crassicaulis (Diels) P.C.Tsoong: Sie kommt in Guangxi, Guizhou, Hubei sowie Sichuan vor.[1]
  - Pedicularis resupinata subsp. galeobdolon (Vaniot ex Bonati) P.C.Tsoong: Sie kommt im westlichen Hubei, südlichen Shaanxi sowie östlichen Sichuan vor.[1]
  - Pedicularis resupinata subsp. lasiophylla P.C.Tsoong: Sie kommt in Shaanxi vor.[1]
  - Pedicularis resupinata L. subsp. resupinata: Sie ist in Russland, Kasachstan, in der Mongolei, Korea, Japan und weiten Teilen Chinas verbreitet.[1]
- Pedicularis retingensis P.C.Tsoong: Dieser Endemit gedeiht in Höhenlagen von etwa 4100 Metern nur im südlichen-zentralen Tibet.[1]
- Pedicularis rex C.B.Clarke ex Maxim.: Es gibt fünf Unterarten:[1]
  - Pedicularis rex subsp. lipskyana (Bonati) P.C.Tsoong: Sie kommt im westlichen Hubei sowie westlichen Sichuan vor.[1]
  - Pedicularis rex subsp. parva (Bonati) P.C.Tsoong: Sie kommt nur im nordwestlichen Yunnan vor.[1]
  - Pedicularis rex subsp. pseudocyathus (Vaniot ex Bonati) P.C.Tsoong: Sie kommt nur im südlichen-zentralen Guizhou vor.[1]
  - Pedicularis rex C.B.Clarke ex Maxim. subsp. rex: Sie kommt im nördlichen Indien, nördlichen Myanmar, im südwestlichen Sichuan, und im zentralen, nordöstlichen sowie nordwestlichen Yunnan vor.[1]
  - Pedicularis rex subsp. zayuensis H.P.Yang: Dieser Endemit gedeiht in alpinen Kiefernwäldern in Höhenlagen von etwa 3200 Metern nur im Zayü Xian im südöstlichen Tibet.[1]
- Pedicularis rhinanthoides Schrenk: Es gibt drei Unterarten:[1]
  - Pedicularis rhinanthoides subsp. labellata (Jacquem) Pennell: Sie kommt in Indien, Tibet und in den chinesischen Provinzen Gansu, Hebei, Qinghai, Shaanxi, Shanxi, Sichuan sowie Yunnan vor.[1]
  - Pedicularis rhinanthoides Schrenk subsp. rhinanthoides: Sie kommt in Russland, Kasachstan, Kirgisistan, Tadschikistan, Indien, in der Mongolei und in Xinjiang vor.[1]
  - Pedicularis rhinanthoides subsp. tibetica (Bonati) P.C.Tsoong: Sie gedeiht auf alpinen Matten in Höhenlagen von 3000 bis 4000 Metern im südwestlichen Sichuan sowie nordwestlichen Yunnan.[1]
- Pedicularis rhizomatosa P.C.Tsoong: Dieser Endemit gedeiht in Höhenlagen von etwa 3900 Metern nur im südöstlichen Tibet vor.[1]
- Pedicularis rhodotricha Maxim.: Sie gedeiht in Höhenlagen von 2600 bis 4000 Metern im westlichen Sichuan und im nordwestlichen Yunnan.[1]
- Pedicularis rhynchodonta Bureau & Franch.: Sie gedeiht in Höhenlagen von 3700 bis 4700 Metern im westlichen bis südwestlichen Sichuan.[1]
- Pedicularis rhynchotricha P.C.Tsoong: Sie gedeiht in Höhenlagen von 2700 bis 3700 Metern im südöstlichen Tibet.[1]
- Pedicularis rigginsiae D.J.Keil: Sie kommt in Kalifornien vor.[5]
- Pedicularis rigida Franch. ex Maxim.: Sie gedeiht in Höhenlagen von 2500 bis 3000 Metern nur im nordwestlichen Yunnan.[1]
- Pedicularis rigidescens T.Yamaz.: Sie wurde 2003 erstbeschrieben und kommt in Tibet sowie Qinghai vor.[1]
- Pedicularis rigidiformis Bonati: Sie kommt in Guizhou vor.[1]
- Pedicularis rizhaoensis H.P.Yang: Dieser Endemit gedeiht in Gras an Hügeln in Höhenlagen von etwa 4200 Metern nur im südwestlichen Sichuan.[1]
- Pedicularis roborowskii Maxim.: Sie kommt im westlichen Gansu, im östlichen Qinghai und im nördlichen Sichuan vor.[1]
- Pedicularis robusta Hook. f.: Sie kommt in Sikkim und Tibet vor.[1]
- Pedicularis rohtangensis Aswal, Goel & Mehrotra: Sie kommt im westlich-zentralen Himalaja vor.[5]
- Pedicularis rosea Wulfen: Es gibt zwei Unterarten:
  - Allionis Läusekraut (Pedicularis rosea subsp. allionii (Rchb. f.) Arcang., Syn.: Pedicularis allionii Rchb. f.): Sie kommt von Spanien über Frankreich bis Italien vor.[4]
  - Rosafarbenes Läusekraut, Rosa-Läusekraut oder Rosarotes Läusekraut (Pedicularis rosea Wulfen subsp. rosea): Sie kommt in Österreich, Liechtenstein, Italien und im ehemaligen Jugoslawien vor.[4]
- Pedicularis roseialba T.Yamaz.: Sie wurde 2003 aus Bhutan erstbeschrieben.[5]
- Kopfiges Läusekraut, Kopf-Läusekraut (Pedicularis rostratocapitata Crantz): Es gibt zwei Unterarten:[4]
  - Pedicularis rostratocapitata subsp. glabra Kunz: Sie kommt nur in Italien vor.[4]
  - Pedicularis rostratocapitata Crantz subsp. rostratocapitata: Sie kommt in Deutschland, Österreich, in der Schweiz, in Italien und Slowenien vor.[4]
- Ähren-Läusekraut (Pedicularis rostratospicata Crantz)
- Pedicularis rotundifolia C.E.C.Fisch.: Sie kommt in Myanmar und im südöstlichen Tibet vor.[1]
- Pedicularis roylei Maxim.: Es gibt drei Unterarten:[1]
  - Pedicularis roylei subsp. megalantha P.C.Tsoong: Sie gedeiht in Höhenlagen von 4800 bis 5000 Metern im östlichen Tibet.[1]
  - Pedicularis roylei Maxim. subsp. roylei: Sie kommt in Afghanistan, Bhutan, Kaschmir, Indien, im südöstlichen Tibet, südwestlichen Sichuan und nordwestlichen Yunnan vor.[1]
  - Pedicularis roylei subsp. shawii (P.C.Tsoong) P.C.Tsoong: Sie gedeiht in Höhenlagen von 4200 bis 4800 Metern im östlichen Tibet.[1]
- Pedicularis rubens Stephan ex Willd.: Sie kommt im östliche Sibirien, in der Mongolei, in der nordöstlichen Inneren Mongolei und in den chinesischen Provinzen nördliches Hebei, Heilongjiang, Jilin sowie Liaoning vor.[1]
- Pedicularis rudis Maxim.: Sie gedeiht in Höhenlagen von 2200 bis 3400 Metern im östlichen Tibet, in der Inneren Mongolei und in den chinesischen Provinzen westliches Gansu, Qinghai, Shaanxi sowie nördliches Sichuan.[1]
- Pedicularis ruoergaiensis H.P.Yang: Sie gedeiht in Wäldern mit Tsuga chinensis in Höhenlagen von 2700 bis 2800 Metern nur im nördlichen Sichuan.[1]
- Pedicularis rupicola Franch.: Es gibt zwei Unterarten:[1]
  - Pedicularis rupicola Franch. subsp. rupicola: Sie gedeiht auf alpinen Matten und felsigen Hängen in Höhenlagen von 2700 bis 4800 Metern im südöstlichen Tibet und im südwestlichen Sichuan sowie nordwestlichen Yunnan.[1]
  - Pedicularis rupicola subsp. zambalensis (Bonati) P.C.Tsoong: Sie gedeiht auf alpinen Matten im südwestlichen Sichuan sowie nordwestlichen Yunnan vor.[1]
- Pedicularis salicifolia Bonati: Sie gedeiht in Höhenlagen von 900 bis 3500 Metern nur im nordwestlichen Yunnan vor.[1]
- Pedicularis salviiflora Franch.: Es gibt zwei Varietäten:[1]
  - Pedicularis salviiflora var. leiocarpa H.P.Yang: Sie kommt in Sichuan vor.[1]
  - Pedicularis salviiflora Franch. var. salviiflora: Sie kommt im westlichen Sichuan und im nordwestlichen Yunnan vor.[1]
- Pedicularis sanguilimbata R.R.Mill: Sie kommt in Bhutan vor.[5]
- Pedicularis sarawschanica Regel: Sie kommt in Zentralasien vor.[5]
- Karlszepter, Moorkönig (Pedicularis sceptrum-carolinum L.): Es gibt zwei Unterarten:[1]
  - Pedicularis sceptrum-carolinum subsp. pubescens (Bunge) P.C.Tsoong: Sie kommt in Russland, Korea und in den chinesischen Provinzen Heilongjiang, Jilin sowie Liaoning vor.[1]
  - Pedicularis sceptrum-carolinum L. subsp. sceptrum-carolinum: sie ist in Nord- sowie Mitteleuropa, in Russland, Kasachstan, in der Mongolei, Japan und in den chinesischen Provinzen Heilongjiang, Jilin sowie Liaoning verbreitet.[1]
- Pedicularis schistostegia Vved.: Sie kommt von Sachalin bis ins nördliche Japan vor.[5]
- Pedicularis schizocalyx (Lange) Steininger: Dieser Endemit kommt nur im westlichen Spanien vor.[5]
- Pedicularis schizorrhyncha Prain (Syn.: Pedicularis cacumidenta T.Yamaz.): Sie kommt in Bhutan, Sikkim, Nepal sowie Tibet vor.[1][3]
- Pedicularis schugnana B.Fedtsch.: Sie kommt von Zentralasien bis Afghanistan vor.[5]
- Pedicularis scolopax Maxim.: Sie gedeiht in Höhenlagen von 3500 bis 4100 Metern im nördlichen Gansu sowie nordöstlichen Qinghai.[1]
- Pedicularis scopulorum A.Gray: Sie kommt von Wyoming bis New Mexico vor.[5]
- Pedicularis scullyana Prain ex Maxim.: Sie kommt im östlichen Himalaja vor.[5]
- Pedicularis sectifolia T.Yamaz.: Sie kommt in Nepal vor.[5]
- Pedicularis semenowii Regel: Sie kommt in Indien, Afghanistan, Kirgisistan, Kasachstan, in Xinjiang und in Tibet vor.[1]
- Pedicularis semibarbata A.Gray: Sie kommt in Oregon, Kalifornien und Nevada vor.[5]
- Pedicularis semitorta Maxim.: Sie kommt in Gansu, im östlichen Qinghai und im nördlichen Sichuan vor.[1]
- Pedicularis shansiensis P.C.Tsoong: Sie kommt in Henan, Shanxi und Shaanxi vor.[1]
- Pedicularis sherriffii P.C.Tsoong: Sie gedeiht in Höhenlagen von 4100 bis 4300 Metern nur im südöstlichen Tibet.[1]
- Pedicularis siamensis P.C.Tsoong: Sie kommt im nördlichen Thailand vor.[5]
- Pedicularis sibirica Vved.: Sie kommt in den gemäßigten Zonen Asiens vor.[5]
- Pedicularis sibthorpii Boiss.: Sie kommt von dr Türkei bis zum Iran und auf der Krim vor.[5]
- Pedicularis sigmoidea Franch.: Sie gedeiht in Höhenlagen von 3000 bis 3600 Metern nur im nordwestlichen Yunnan.[1]
- Pedicularis sikkimensis Bonati: Sie kommt in Sikkim vor.[5]
- Pedicularis sima Maxim.: Sie gedeiht in Höhenlagen von 3500 bis 4000 Metern in Tibet und Gansu sowie Sichuan.[1]
- Pedicularis siphonantha D.Don: Es gibt drei Varietäten und eine Form:[1]
  - Pedicularis siphonantha f. albiflora H.Wang: Sie kommt in Yunnan vor.[1]
  - Pedicularis siphonantha var. delavayi (Franch. ex Maxim.) P.C.Tsoong: Sie gedeiht in Höhenlagen von 3000 bis 4600 Metern im westlichen Sichuan und nordwestlichen Yunnan.[1]
  - Pedicularis siphonantha D.Don var. siphonantha: Sie kommt in Bhutan, Arunachal Pradesh, Nepal, Sikkim und in Tibet vor.[1]
  - Pedicularis siphonantha var. stictochila H.Wang & W.B.Yu: Sie kommt in Sichuan und in Yunnan vor.[1]
- Pedicularis smithiana Bonati: Sie kommt im südwestlichen Sichuan und im nördlichen Yunnan vor.[1]
- Pedicularis songarica Schrenk ex Fisch. & C.A.Mey.: Sie kommt in Kasachstan und in Xinjiang vor.[1]
- Pedicularis sorbifolia P.C.Tsoong: Sie kommt im westlichen Sichuan vor.[1]
- Pedicularis souliei Franch.: Sie kommt im westlichen Sichuan vor.[1]
- Pedicularis sphaerantha P.C.Tsoong: Sie kommt im östlichen Tibet in Höhenlagen von 3900 bis 4800 Meter Meereshöhe vor.[1]
- Pedicularis spicata Pall.: Es gibt drei Unterarten:[1]
  - Pedicularis spicata subsp. bracteata P.C.Tsoong: Sie kommt im westlichen Hebei vor.[1]
  - Pedicularis spicata Pall. subsp. spicata: Sie kommt in China, Japan, Korea, Russland und in der Mongolei vor.[1]
  - Pedicularis spicata subsp. stenocarpa P.C.Tsoong: Sie kommt im westlichen Hebei vor.[1]
- Pedicularis stadlmanniana Bonati: Sie gedeiht in Höhenlagen von 2400 bis 3100 Metern in Yunnan.[1]
- Pedicularis staintonii R.R.Mill: Sie kommt vom nördlichen Pakistan bis zum westlichen Himalaja vor.[5]
- Pedicularis steiningeri Bonati: Sie kommt im westlichen Sichuan vor.[1]
- Pedicularis stenantha Franch.: Sie kommt im nördlichen und westlichen Sichuan vor[5]
- Pedicularis stenophylla H.L.Li: Sie kommt im nördlichen Myanmar vor.[5]
- Pedicularis stenocorys Franchet: Es gibt zwei Unterarten:[1]
  - Pedicularis stenocorys subsp. melanotricha P.C.Tsoong: Sie kommt im westlichen Sichuan vor.[1]
  - Ped}icularis stenocorys Franchet subsp. stenocorys: Sie gedeiht in Höhenlagen von 3300 bis 4400 Metern im nördlichen sowie westlichen Sichuan.[1]
- Pedicularis stenotheca P.C.Tsoong: Sie kommt in Tibet vor.[1]
- Pedicularis stewartii Pennell: Sie kommt vom nördlichen Pakistan bis zum westlichen Himalaja vor.[5]
- Pedicularis straussii Hausskn.: Sie kommt im westlich-zentralen Iran vor.[5]
- Pedicularis streptorhyncha P.C.Tsoong: Sie gedeiht in Höhenlagen von 3900 bis 4000 Metern nur im nordwestlichen Sichuan.[1]
- Pedicularis striata Pall.: Es gibt zwei Unterarten:[1]
  - Pedicularis striata subsp. arachnoidea (Franch.) P.C.Tsoong: Sie kommt in der Inneren Mongolei, im südlichen Gansu sowie westlichen Ningxia vor.[1]
  - Pedicularis striata Pall. subsp. striata: Sie kommt in Sibirien, Russlands fernem Osten, in der Mongolei und in den chinesischen Provinzen Hebei, Liaoning, Ningxia, Shaanxi sowie Shanxi vor.[1]
- Pedicularis strobilacea Franch.: Sie kommt in Myanmar und im nordwestlichen Yunnan vor.[1]
- Pedicularis stylosa H.P.Yang: Sie kommt im südlichen Tibet vor.[1]
- Pedicularis subrostrata C.A.Mey.: Sie kommt im Kaukasusraum vor.[5]
- Pedicularis subulatidens P.C.Tsoong: Sie gedeiht in Höhenlagen von 4300 bis 4700 Metern nur im südöstlichen Tibet.[1]
- Pedicularis sudetica Willd.: Sie kommt in Tschechien, Polen und im europäischen Russland vor.[5]
- Pedicularis sunkosiana T.Yamaz.: Sie kommt in Tibet vor.[1]
- Pedicularis superba Franch. ex Maxim.: Sie kommt im südwestlichen Sichuan und im nordwestlichen Yunnan in Höhenlagen von 2800 bis 4000 Meter Meereshöhe vor.[1]
- Pedicularis svenhedinii Paulsen: Sie kommt vom westlichen Tibet bis zum westlichen Himalaja vor.[5]
- Wald-Läusekraut (Pedicularis sylvatica L.)
- Pedicularis szetschuanica Maxim.: Es gibt drei Unterarten:[1]
  - Pedicularis szetschuanica subsp. anastomosans P.C.Tsoong: Sie kommt im östlichen Tibet vor.[1]
  - Pedicularis szetschuanica subsp. latifolia P.C.Tsoong: Sie kommt in Sichuan vor.[1]
  - Pedicularis szetschuanica Maxim. subsp. szetschuanica: Sie gedeiht in Höhenlagen von 3400 bis 4600 Metern in Tibet und in den chinesischen Provinzen Gansu, Qinghai sowie Sichuan.[1]
- Pedicularis tachanensis Bonati: Sie gedeiht an sumpfigen Standorten in Höhenlagen von etwa 2200 Metern nur im östlichen Yunnan.[1]
- Pedicularis tahaiensis Bonati: Dieser Endemit gedeiht auf alpinen Matten in Höhenlagen von etwa 3200 Metern nur im nordöstlichen Yunnan.[1]
- Pedicularis takpoensis P.C.Tsoong: Dieser Endemit gedeiht an offenen Felshängen in Höhenlagen von etwa 4500 Metern nur im südöstlichen Tibet.[1]
- Pedicularis talassica Vved.: Sie kommt in Zentralasien in Kasachstan, Kirgisistan sowie Usbekistan vor.[5]
- Pedicularis taliensis Bonati: Sie gedeiht auf alpinen Matten und am Rand von Kiefernwäldern in Höhenlagen von 2700 bis 3400 Metern nur im nordwestlichen Yunnan.[1]
- Pedicularis tamurensis T.Yamaz.: Sie kommt in Nepal vor.[5]
- Pedicularis tantalorhyncha Franch. ex Bonati: Sie gedeiht an schattigen Standorten in Tälern in Höhenlagen von 3000 bis 4000 Metern im nordwestlichen Yunnan und vielleicht im südöstlichen Tibet.[1]
- Pedicularis tapaoensis P.C.Tsoong: Sie gedeiht auf offenen alpinen Matten in Höhenlagen von etwa 4700 Metern im westlichen Sichuan.[1]
- Pedicularis tatarinowii Maxim.: Sie gedeiht auf alpinen Matten in Höhenlagen von 2000 bis 2300 Metern in der südlichen Inneren Mongolei und in den chinesischen Provinzen nördliches Hebei sowie nördliches Shanxi.[1]
- Pedicularis tatianae Bordz.: Sie kommt im Kaukasusraum vor.[5]
- Pedicularis tatsienensis Bureau & Franch.: Sie gedeiht auf alpinen Matten in Höhenlagen von 4100 bis 4400 Metern im westlichen Sichuan sowie nordwestlichen Yunnan.[1]
- Pedicularis tayloriana P.C.Tsoong: Sie gedeiht auf offenen Grashügeln im östlichen Tibet.[1]
- Pedicularis tenacifolia P.C.Tsoong: Sie gedeiht auf alpinen Matten in Höhenlagen von 4500 bis 4900 Metern im südöstlichen Tibet.[1]
- Pedicularis tenera H.L.Li: Sie gedeiht auf alpinen Matten und Felsschutt von Kalksteinbergen in Höhenlagen von 4400 bis 4600 Metern im westlichen Sichuan.[1]
- Pedicularis tenuicaulis Prain: Sie kommt in Bhutan, Nepal, Sikkim und im südlichen Tibet vor.[1]
- Pedicularis tenuirostris Benth.
- Pedicularis tenuisecta Franch. ex Maxim.: Sie kommt in Laos und in den chinesischen Provinzen westliches Guizhou, südwestlichen Sichuan sowie nordwestliches Yunnan vor.[1]
- Pedicularis tenuituba Pennell & H.L.Li: Sie gedeiht auf alpinen Matten in Höhenlagen von 3000 bis 3200 Metern im südwestlichen Sichuan sowie Yunnan.[1]
- Pedicularis ternata Maxim.: Sie gedeiht in Dickichten in Höhenlagen von 3200 bis 4600 Metern in der Inneren Mongolei und in den chinesischen Provinzen westliches Gansu sowie Qinghai.[1]
- Pedicularis terrenoflora T.Yamaz.: Sie kommt in Nepal vor.[5]
- Pedicularis thailandica T.Yamaz.: Sie kommt im nördlichen Thailand vor.[5]
- Pedicularis thamnophila (Hand.-Mazz.) H.L.Li: Es gibt zwei Unterarten:[1]
  - Pedicularis thamnophila subsp. cupuliformis (H.L.Li) P.C.Tsoong: Sie gedeiht auf Wiesen in Lichtungen von Abies-Wäldern in Höhenlagen von etwa 4000 Metern im westlichen Sichuan.[1]
  - Pedicularis thamnophila (Hand.-Mazz.) H.L.Li subsp. thamnophila: Sie gedeiht auf alpinen Matten und in Picea-Wäldern in Höhenlagen von 3200 bis 3500 Metern im südöstlichen Tibet und in den chinesischen Provinzen südwestliches Sichuan sowie nordwestliches Yunnan.[1]
- Pedicularis tianschanica Rupr.: Sie kommt in Kasachstan und in Kirgisistan vor.[5]
- Pedicularis tibetica Franch.: Sie gedeiht auf alpinen Matten in Höhenlagen von etwa 4600 Metern im östlichen Tibet und westlichen Sichuan.[1]
- Pedicularis tomentosa H.L.Li: Sie kommt im nordwestlichen Yunnan vor.[1]
- Pedicularis tongolensis Franch.: Sie kommt im westlichen Sichuan vor.[1]
- Pedicularis torta Maxim.: Sie gedeiht auf alpinen Matten in Höhenlagen von 2500 bis 4000 Metern in den chinesischen Provinzen südliches Gansu, westliches Hubei, Shaanxi und östliches sowie nördliches Sichuan.[1]
- Pedicularis transmorrisonensis Hayata: Sie kommt in Taiwan vor.[1]
- Pedicularis transversa Baimukhambetova: Sie kommt in Kasachstan vor.[5]
- Pedicularis triangularidens P.C.Tsoong: Es gibt zwei Unterarten:[1]
  - Pedicularis triangularidens subsp. chrysosplenioides P.C.Tsoong: Sie gedeiht in Nadelwäldern in Höhenlagen von etwa 3600 Metern nur im nordwestlichen Sichuan.[1]
  - Pedicularis triangularidens P.C.Tsoong subsp. triangularidens: Sie gedeiht in Höhenlagen von 2600 bis 3800 Metern im zentralen sowie nördlichen Sichuan.[1]
- Pedicularis trichocymba H.L.Li: Sie gedeiht in Höhenlagen von 2700 bis 4700 Metern im westlichen Sichuan.[1]
- Pedicularis trichodonta T.Yamaz.: Sie kommt von Nepal bis zum östlichen Himalaja vor.[5]
- Pedicularis trichoglossa Hook. f.: Sie kommt im indischen Bundesstaat Uttar Pradesh, in Bhutan, Nepal, Sikkim, im nördlichen Myanmar, im südlichen bis südöstlichen Tibet und in den chinesischen Provinzen Qinghai, westliches Sichuan sowie nordwestliches Yunnan vor.[1]
- Pedicularis trichomata H.L.Li: Sie kommt im nordwestlichen Yunnan vor.[1]
- Pedicularis tricolor Hand.-Mazz.: Es gibt zwei Varietäten:[1]
  - Pedicularis tricolor var. aequiretusa P.C.Tsoong: Sie kommt im nordwestlichen Yunnan vor.[1]
  - Pedicularis tricolor Hand.-Mazz. var. tricolor: Sie gedeiht auf alpinen Matten in Höhenlagen von 3000 bis 3600 Metern nur im nordwestlichen Yunnan.[1]
- Pedicularis tripinnata M.Martens & Galeotti: Sie kommt in Mexiko vor.[5]
- Pedicularis tristis L.: Sie kommt in Sibirien, Russlands fernem Osten, in der Mongolei und in den chinesischen Provinzen Gansu sowie Shanxi vor.[1]
- Pedicularis tsaii H.L.Li: Sie gedeiht auf alpinen Matten in Höhenlagen von 4000 bis 4300 Metern nur im nordwestlichen Yunnan.[1]
- Pedicularis tsangchanensis Franch. ex Maxim.: Sie gedeiht in Höhenlagen von etwa 4000 Metern nur im nordwestlichen Yunnan.[1]
- Pedicularis tsarungensis H.L.Li: Sie gedeiht auf alpinen Matten in Höhenlagen von etwa 4000 Metern im südöstlichen Tibet und in Yunnan.[1]
- Pedicularis tsekouensis Bonati: Sie kommt im nördlichen Myanmar und in den chinesischen Provinzen südwestliches Sichuan sowie nordwestliches Yunnan vor.[1]
- Pedicularis tsiangii H.L.Li: Sie gedeiht auf offenen Standorten auf Hügeln in Höhenlagen von etwa 500 Metern nur im südwestlichen Guizhou.[1]
- Pedicularis tsoongii T.Yamaz.: Sie kommt in Nepal vor.[5]
- Knolliges Läusekraut, Knollen-Läusekraut (Pedicularis tuberosa L.)
- Pedicularis uliginosa Bunge: Sie kommt in Kasachstan, Kirgisistan, Tadschikistan, Afghanistan, in der Mongolei und in Xinjiang vor.[1]
- Pedicularis umbelliformis H.L.Li: Sie gedeiht auf Grashügeln in Höhenlagen von etwa 3400 Metern nur im nordwestlichen Yunnan.[1]
- Pedicularis uralensis Vved.: Sie kommt im nördlichen bis östlichen Teil des europäischen Russlands und im westlichen Sibirien vor.[5]
- Pedicularis urceolata P.C.Tsoong: Sie gedeiht auf alpinen Matten in Höhenlagen von etwa 3800 Metern im westlichen Sichuan.[1]
- Pedicularis vagans Hemsl.: Sie gedeiht in Höhenlagen von 900 bis 2200 Metern in Sichuan.[1]
- Pedicularis variegata H.L.Li: Sie gedeiht auf sumpfigen Wiesen in Höhenlagen von 4100 bis 4200 Metern im südwestlichen Sichuan sowie in Yunnan.[1]
- Pedicularis venusta Schangin ex Bunge: Sie kommt in Sibirien, Russlands fernem Osten, in der Mongolei, in der Inneren Mongolei und in den chinesischen Provinzen Heilongjiang sowie Xinjiang vor.[1]
- Pedicularis verae Vved.: Sie kommt im nordöstliche bis östlichen Afghanistan, im Pamir-Gebirge (Tadschikistan) und im nordwestlichen Pakistan vor.[5]
- Pedicularis verbenifolia Franch. ex Maxim.: Sie gedeiht auf alpinen Matten, in Sträuchern und an Felswänden in Höhenlagen von 3100 bis 4000 Metern im südlichen Sichuan sowie nordwestlichen Yunnan.[1]
- Pedicularis veronicifolia Franch.: Sie gedeiht auf Grashängen und in Wäldern in Höhenlagen von 1000 bis 2600 Metern im nordwestlichen sowie südwestlichen Sichuan und im östlichen sowie südlichen Yunnan.[1]
- Quirlblättriges Läusekraut, Quirl-Läusekraut (Pedicularis verticillata L.): Es gibt drei Unterarten:[1]
  - Pedicularis verticillata subsp. latisecta (Hulten) P.C.Tsoong: Sie kommt in Europa und im nordöstlichen Shanxi vor.[1]
  - Pedicularis verticillata subsp. tangutica  (Bonati) P.C.Tsoong: Sie kommt in der Inneren Mongolei und in den chinesischen Provinzen Gansu, Qinghai, Shaanxi, Shanxi sowie im nordwestlichen Sichuan vor.[1]
  - Pedicularis verticillata L. subsp. verticillata: Sie ist auf der Nordhalbkugel in den arktischen Hochländern Zentral- sowie Südeuropas und des nordwestlichen Nordamerikas, in Russland, Japan, im östlichen Tibet, in der Inneren Mongolei und in den chinesischen Provinzen Hebei, Heilongjiang, Jilin, Liaoning, nördlichen sowie südlichen Sichuan verbreitet.[1]
- Pedicularis vialii Franch.: Sie kommt im nördlichen Myanmar, im südöstlichen Tibet und in den chinesischen Provinzen westliches Sichuan sowie im nordwestliches Yunnan vor.[1]
- Pedicularis villosa Ledeb. ex Spreng.: Sie kommt vom nördlichen Sibirien bis in den nördlichen Fernen Osten Russlands vor.[5]
- Pedicularis violascens Schrenk (Syn.: Pedicularis tenuicalyx P.C.Tsoong): Sie kommt in Kasachstan, Kirgisistan und im nördlichen Xinjiang vor.[1]
- Pedicularis waldheimii Bonati: Sie kommt in Usbekistan, Tadschikistan und Kirgisistan vor.[5]
- Pedicularis wallichii Bunge: Sie kommt in Bhutan, Nepal und im südlichen bis südöstlichen Tibet vor.[1]
- Pedicularis wanghongiae M.L.Liu & W.B.Yu: Sie wurde 2015 erstbeschrieben. Sie wurde bisher nur auf feuchten Wiesen im Gipfelbereich von Bergen in den Gaoligong Bergen in Yunnan gefunden.[8]
- Pedicularis wardii Bonati: Sie gedeiht in Picea-Wäldern in Höhenlagen von etwa 3000 Metern im südöstlichen Tibet und in Yunnan.[1]
- Pedicularis weixiensis H.P.Yang: Dieser gedeiht in subalpinen Standorten auf Wiesen an Berggraten in Höhenlagen von etwa 3600 Metern nur in Weixi im nordwestlichen Yunnan.[1]
- Pedicularis wilhelmsiana Fisch. ex M.Bieb.: Sie kommt von der nordöstlichen Türkei, dem nördlichen Kaukasus bis zum nordwestlichen Iran vor.[5]
- Pedicularis wilsonii Bonati: Sie kommt in Sichuan vor.[1]
- Pedicularis wlassowiana Steven: Sie kommt vom südlichen Sibirien bis zur Mongolei vor.[5]
- Pedicularis woodii R.R.Mill: Sie wurde 2001 aus Bhutan erstbeschrieben.[5]
- Pedicularis xiangchengensis H.P.Yang: Sie gedeiht in Höhenlagen von 4100 bis 4300 Metern im westlichen Sichuan.[1]
- Pedicularis xylopoda P.C.Tsoong: Sie kommt in Bhutan vor.[5]
- Pedicularis yalungensis T.Yamaz.: Sie kommt in Nepal vor.[5]
- Pedicularis yamazakiana R.R.Mill: Sie wurde 2011 aus Nepal erstbeschrieben.[5]
- Pedicularis yanyuanensis H.P.Yang: Dieser Endemit gedeiht in Wäldern mit Abies fabri an Hängen in Höhenlagen von etwa 3900 Metern nur im südwestlichen Sichuan.[1]
- Pedicularis yaoshanensis H.Wang: Sie wurde 2006 erstbeschrieben. Sie wurde bisher nur an feuchten Felswänden in Höhenlagen von 3600 bis 3700 Metern in Yaoshan Bergen im Qiaojia Xian in Yunnan gefunden.[1]
- Pedicularis yarilaica R.R.Mill: Sie kommt von Bhutan bis Tibet vor.[5]
- Pedicularis yezoensis Maxim.: Sie kommt in Japan vor.[5]
- Pedicularis yui H.L.Li: Es gibt zwei Varietäten:[1]
  - Pedicularis yui var. ciliata P.C.Tsoong: Dieser Endemit gedeiht auf alpinen Mooren in Höhenlagen von etwa 4100 Metern nur im nordwestlichen Yunnan.[1]
  - Pedicularis yui H.L.Li var. yui: Dieser Endemit gedeiht auf alpinen Mooren in Höhenlagen von etwa 4100 Metern nur im nordwestlichen Yunnan.[1]
- Pedicularis yunnanensis Franch. ex Maxim.: Sie gedeiht auf alpinen Matten in Höhenlagen von 3000 bis 4000 Metern nur im westlichen Yunnan.[1]
- Pedicularis zayuensis H.P.Yang: Dieser Endemit gedeiht in Dickichten in Höhenlagen von etwa 3300 Metern nur im südöstlichen Tibet.[1]
- Pedicularis zeylanica Benth.: Sie kommt im südwestlichen Indien und in Sri Lanka vor.[5]
- Pedicularis zhongdianensis H.P.Yang: Dieser Endemit gedeiht in Kiefernwäldern an Hängen in Höhenlagen von etwa 3300 Metern nur im nordwestlichen Yunnan.[1]

## Namensdeutung
Bezüglich der Namensdeutung (lateinisch pediculus für „Laus“) gibt es verschiedene Möglichkeiten:
- Es wurde früher ein Absud des Sumpf-Läusekrauts (Pedicularis palustris) gegen Vieh- und Menschenläuse und anderes Ungeziefer verwendet
- Oder weil das Vieh beim Genuss von Läusen befallen wird
- Oder das gekräuselte Aussehen der stark fiederspaltigen Blätter erweckt den Anschein, dass sie mit Blattläusen besetzt sind

## Namensähnlichkeiten
- Sabadill, Sabadill-Läusekraut, Mexikanisches Läusekraut (Schoenocaulon officinale)
- Weißer Germer (Veratrum album), auch Lauskraut genannt
- Stephanskraut (herba pedicularis, Läusekraut)

## Weiterführende Literatur
- Wen-Bin Yu, Min-Lu Liu, Hong Wang, Robert R. Mill, Richard H. Ree, Jun-Bo Yang, De-Zhu Li: Towards a comprehensive phylogeny of the large temperate genus Pedicularis (Orobanchaceae), with an emphasis on species from the Himalaya-Hengduan Mountains. In: BMC Plant Biology, Volume 15, 2015, S. 176. doi:10.1186/s12870-015-0547-9
- Hong Wang, W.-B. Yu, J.-Q. Chen, S. Blackmore: Pollen morphology in relation to floral types and pollination syndromes in Pedicularis (Orobanchaceae). In: Plant Systematics and Evolution, Volume 277, 2009, S. 153–162.
- Y. Tang, J. S. Xie: A pollination ecology study of Pedicularis Linnaeus (Orobanchaceae) in a subalpine to alpine area of northwest Sichuan, China. In: Arctic, Antarctic, and Alpine Research. Band 38, Nr. 3, 2006, S. 446–453, doi:10.1657/1523-0430(2006)38[446:APESOP]2.0.CO;2.
- Hong Wang, De-Zhu Li: Pollination Biology of Four Pedicularis Species (Scrophulariaceae) in Northwestern Yunnan, China. In: Annals of the Missouri Botanical Garden., Band 92, Nr. 1, 2005, S. 127–138, PDF-Datei.
- Lazarus Walter Macior, Tang Ya, Jianchen Zhang: Reproductive biology of Pedicularis (Scrophulariaceae) in the Sichuan Himalaya. In: Plant Species Biology. Band 16, Nr. 1, 2001, S. 83–89 m DOI: 10.1046/j.1442-1984.2001.00048.x.
- Hans Christian Weber: Parasitismus von Blütenpflanzen. Wissenschaftliche Buchgesellschaft, Darmstadt 1993, ISBN 3-534-10529-X.
- M. Philipp, S. R. J. Woodell, J. Böcher, O. Mattsson: Reproductive Biology of Four Species of Pedicularis (Scrophulariaceae) in West Greenland. In: Arctic and Alpine Research. Band 28, Nr. 4, 1996, S. 403–413, JSTOR:1551851.
- Hans Christian Weber: Schmarotzer: Pflanzen, die von anderen leben. Belser, Stuttgart 1978, ISBN 3-7630-1834-4.
- E. F. Sprague: Pollination and evolution in Pedicularis (Scrophulariaceae). In: Aliso. Band 5, 1962, S. 181–209.